# Finnland
Finnland (finnisch Suomiⓘ [ˈsuɔmi], schwedisch Finlandⓘ [ˈfɪnland]), amtlich Republik Finnland (finnisch Suomen tasavalta, schwedisch Republiken Finland), ist eine parlamentarische Republik in Nordeuropa, seit 1995 Mitglied der Europäischen Union und seit 2023 Mitglied der NATO. Finnland grenzt an Schweden, Norwegen, Russland und die Ostsee.
Mit etwa 5,5 Millionen Einwohnern auf einer Fläche fast so groß wie Deutschland gehört Finnland zu den am dünnsten besiedelten Ländern Europas. Der Großteil der Bevölkerung lebt im Süden des Landes mit der Hauptstadt Helsinki sowie den Großstädten Espoo, Tampere, Vantaa und Turku. Die beiden Amtssprachen sind Finnisch und Schwedisch, wobei 88,7 % der Bevölkerung finnisch- und 5,3 % schwedischsprachig sind (siehe unten). Die einsprachig schwedische Inselgruppe Åland hat einen weitreichenden Autonomiestatus.
Seit dem Ende der letzten Kaltzeit ist Finnland nachweislich von Menschen besiedelt. Ab der Völkerwanderungszeit kam Finnland über den sich ausweitenden Ostseehandel stärker in Kontakt mit dem übrigen Europa; im Hochmittelalter wurde es christianisiert. Finnland war jahrhundertelang ein Teil Schwedens. Es geriet im 18. Jahrhundert zunehmend in den Einflussbereich des expandierenden Russischen Kaiserreiches und wurde ihm 1809 als Großfürstentum Finnland eingegliedert. Mit der Einführung des Frauenwahlrechts 1906 war Finnland das erste Land in Europa, in dem das aktive Frauenwahlrecht auf nationaler Ebene eingeführt wurde, und weltweit war es nach Neuseeland und Australien der dritte Staat. Beim passiven Wahlrecht ist Finnlands Spitzenstellung noch deutlicher: Erstmals weltweit wurden Frauen in ein Parlament gewählt.
Der Sturz des russischen Zaren (Nikolaus II. dankte Mitte März 1917 ab) und die Oktoberrevolution 1917 ermöglichten Finnland die Loslösung von Russland. Am 6. Dezember 1917 beschloss das finnische Parlament die finnische Unabhängigkeitserklärung.

## Geographie
Das Staatsgebiet liegt in Fennoskandinavien und hat eine Fläche von 338.472 km². Davon sind 303.948 km² Landfläche und 34.524 km² Binnengewässer, dazu kommt eine Meeresfläche von 52.433 km². Finnland ist somit etwas kleiner als Deutschland (357.588 km²). Auf einer geographischen Breite zwischen 60° und 70° liegend, zählt es zu den nördlichsten Ländern der Erde. Ein Drittel Finnlands liegt nördlich des Polarkreises. Die Nord-Süd-Ausdehnung des finnischen Festlandes beträgt von Nuorgam bis Hanko 1157 km, die längste Ost-West-Distanz von Ilomantsi nach Närpes 542 km. Bei der Gliederung des Landesgebiets wird bereits etwa ab der Höhe des Oulujärvi (deutsch auch Oulusee, nordwestlich der Stadt Kajaani) von Nordfinnland gesprochen. So kann Oulu, genau in der Mitte des Landes gelegen, als nordfinnische Stadt bezeichnet werden; die Landschaft um Jyväskylä heißt trotz ihrer südlichen Lage Mittelfinnland.
Die längste Staatsgrenze ist die 1344 km lange Grenze zwischen Finnland und Russland. Im Norden grenzt Finnland über 736 km an Norwegen. Die 614 km lange Grenze zu Schweden im Nordwesten bilden die Flüsse Könkämäeno, Muonionjoki und Tornionjoki. Weitere 1250 km sind Seegrenzen.
Im Westen und Süden grenzt Finnland an Nebenmeere der Ostsee, im Westen an den Bottnischen Meerbusen, im Süden an den Finnischen Meerbusen. Fast alle finnischen Flüsse und Seen gehören zum Einzugsbereich der Ostsee, nur der jenseits des Maanselkä gelegene äußerste Nordosten des Landes entwässert zum Nordpolarmeer. Durch die geringe Verdunstung und den steten Süßwasserzufluss sind die Meeresgewässer Finnlands wesentlich weniger salzig als die Weltmeere: Mit einer Salinität von weniger als 0,3 % ist etwa die Bottenwiek, der nördliche Teil des Bottnischen Meerbusens, so brackig, dass sich auch Süßwasserfische in ihr finden.
Das hervorstechendste Merkmal der Landschaft Finnlands ist ihr Seenreichtum, der dem Land auch den Beinamen Land der tausend Seen eingebracht hat. Nach offizieller Zählung gilt ein Binnengewässer mit einer Fläche von mindestens 5 Ar als See, so dass das finnische Umweltministerium die Zahl der finnischen Seen auf 187.888 beziffert; rund 56.000 Seen haben eine Größe von mindestens einem Hektar. Die Gesamtlänge der Ufer der finnischen Seen beträgt mindestens 186.700 km, die Anzahl der Binneninseln beläuft sich auf 98.050.

### Geologie
Der Felssockel Finnlands besteht überwiegend aus den präkambrischen Gesteinen des Baltischen Schildes (Gneise, Granite und Schiefer). Gebirgsbildungen liegen in Finnland rund eine Milliarde Jahre zurück, sodass sich das Relief heute recht flach darstellt. Nur vereinzelt haben besonders harte Quarzite der Erosion so weit standhalten können, dass sie sich als Berge von der Umgebung abheben.
Die heutige Landschaft ist entscheidend durch die Gletscher im Eiszeitalter geprägt worden. Gletscher bedeckten bis vor rund 10.000 Jahren das gesamte heutige Finnland, trugen Gesteine ab und schufen bei ihrem Rückzug weitläufige Moränenlandschaften, die wiederum durch Schmelzwasser umgeformt wurden. Typische glazial geprägte Landschaftsformen sind Rundhöcker als Abtragungsform, Drumlins und Oser als Aufschüttungsformen. In Moränenrücken wie dem Suomenselkä im Westen und dem Salpausselkä im Süden erreichen die glazialen Sedimente eine Mächtigkeit von teils über 100 Metern. Das Schmelzwasser bildete mit dem Ende der Eiszeit den Ancylussee, den Vorläufer der heutigen Ostsee, und bedeckte weite Teile des Landes. Dieses Gewässer brach vor 7000 Jahren zur Nordsee durch. Durch den Rückgang des Wasserspiegels und die gleichzeitige isostatische Landhebung erhoben sich in den folgenden Jahrtausenden immer weitere Landmassen aus den Fluten. Im Binnenland sammelte sich Schmelzwasser in Gletschermulden und älteren Verwerfungen, wodurch die finnischen Seen entstanden. Die anhaltende Landhebung ist noch heute ein landschaftsformender Prozess. So steigt die Meeresküste Österbottens um bis zu acht Millimeter pro Jahr aus der Ostsee hervor. Dort kommt es aus diesem Grund auch fast jedes Frühjahr zu Überschwemmungen, weil die Flüsse zur Küste hin kaum noch Gefälle haben und sich Schmelzwasser im Binnenland staut. Auch mussten im Laufe der letzten Jahrhunderte Städte wie Pori und Vaasa teils mehrfach um einige Kilometer nach Westen verlegt werden, da ihre Häfen verlandeten.

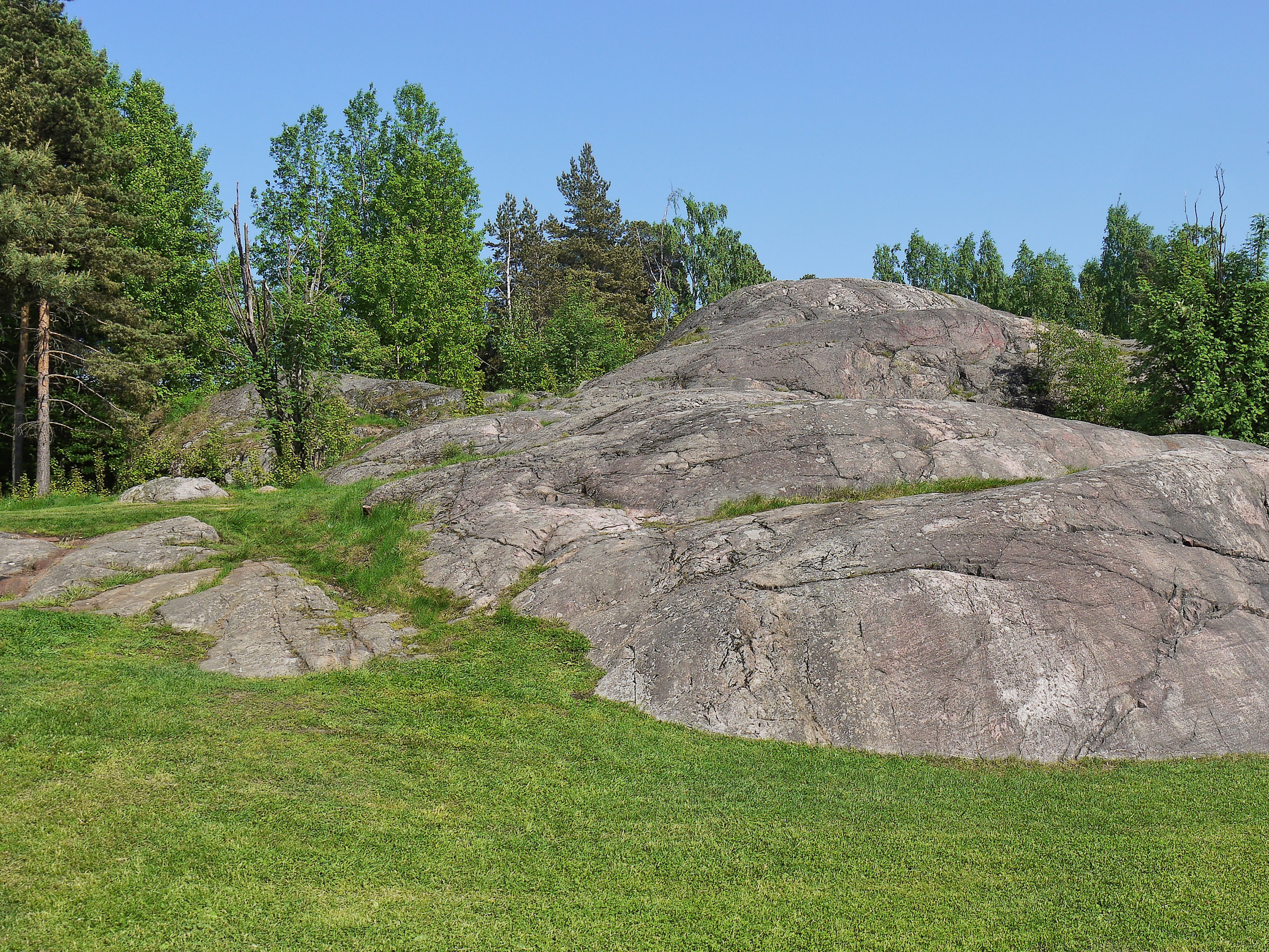
Granodiorit des Baltischen Schilds bei Helsinki

Das am weitesten verbreitete Sediment an der Oberfläche ist der Till, auch dies ein Erbe der Eiszeit. Da es in Finnland nur an wenigen Stellen Kalkstein oder Marmor gibt, sind die glazialen Ablagerungen oft kalkfrei. Die daraus entstandenen Böden neigen daher zur Versauerung. In den tieferliegenden Regionen, die in der Ancylusseephase und den späteren Ostseevorläufern unter Wasser lagen, sind die glazialen Sedimente oft von Seeablagerungen überdeckt worden. Diese sind hingegen meistens karbonathaltig. Dank dieser fruchtbaren Lehmböden, aber auch wegen des vergleichsweise milden Klimas konzentriert sich der Getreideanbau auf die Küstenregionen West- und Südfinnlands. Im Binnenland sind die Böden durch Bodenversauerung und Vertorfung wenig für den Ackerbau geeignet und machen einen verstärkten Einsatz von Düngekalk erforderlich, der in mehreren Kalksteinbrüchen wie in Pargas, Lohja und Lappeenranta gefördert wird.
Während die finnischen Eisenerzlagerstätten fast erschöpft sind, finden sich noch bedeutende Vorkommen an Kupfer, Nickel, Zink und Chrom. In den 1860er Jahren folgte auf den Fund von Gold im Flusssand des Kemijoki ein regelrechter Goldrausch in Lappland. Bis heute wird an den Flüssen Lapplands teils durch Handwäsche, teils industriell Gold gewaschen, eine große Untertagemine befindet sich in Pahtavaara bei Sodankylä. Weitere, größtenteils noch unerschlossene Goldvorkommen sind über das gesamte Land verteilt, zuletzt wurde 1996 bei Kittilä eine auf Vorräte von 50 Tonnen Gold geschätzte Lagerstätte entdeckt. Außerdem ist Finnland der größte europäische Exporteur von Talk. Dieses vor allem in der Papierindustrie benötigte Mineral wird derzeit in Sotkamo und Polvijärvi in großem Umfang abgebaut. Weitere in Finnland gewonnene Industrieminerale sind Wollastonit, Dolomit, Apatit, Quarz und Feldspat.

### Klima

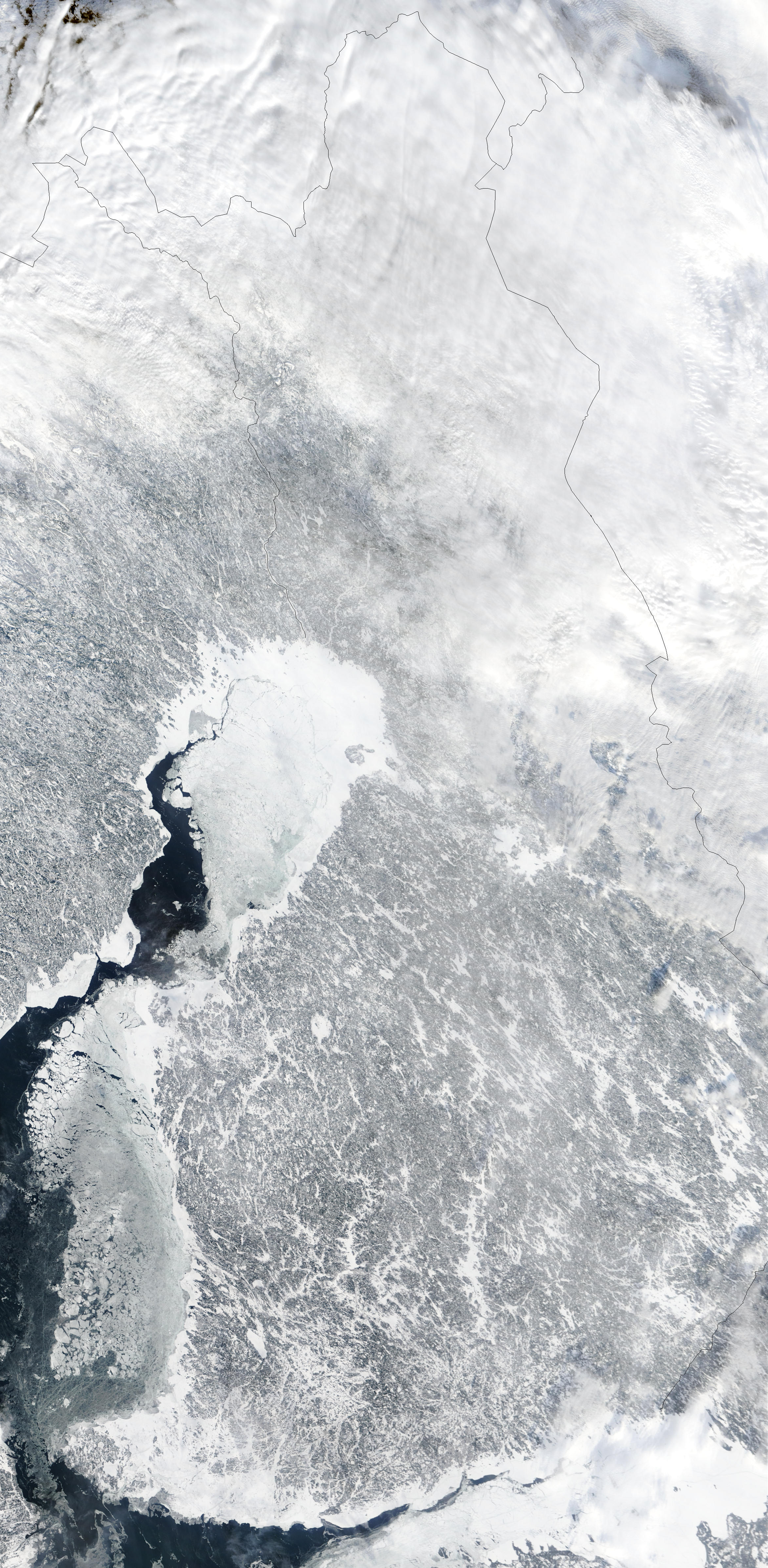
Satellitenbild vom 19. Februar 2003, gut zu erkennen das Packeis der Ostsee

Das finnische Klima ist kaltgemäßigt. Finnland liegt an der Grenze zwischen maritimer und kontinentaler Klimazone. Die Tiefdruckgebiete der Westwindzone können feuchte und wechselnde Wetterlagen mit sich bringen. Andererseits schirmt das Skandinavische Gebirge Finnland vom Atlantik ab, sodass stabile kontinentale Hochdruckzonen für kalte Winter und vergleichsweise heiße Sommer sorgen. Die Ostsee, die Binnenseen und insbesondere der Golfstrom machen durch ihren mäßigenden Einfluss das Klima in Finnland deutlich milder als in anderen Orten auf denselben Breitengraden. Kuopio liegt etwa auf derselben Breite wie das sibirische Jakutsk, hat aber eine um fast 13 °C höhere Jahresdurchschnittstemperatur.
Die Niederschlagssumme beträgt in Südfinnland 600–700 mm. Im Norden ist sie deutlich niedriger, was aber durch die geringe Verdunstung aufgrund der kühlen Temperaturen kompensiert wird. Der wenigste Niederschlag fällt im ganzen Land im März, der meiste im Juli oder August.

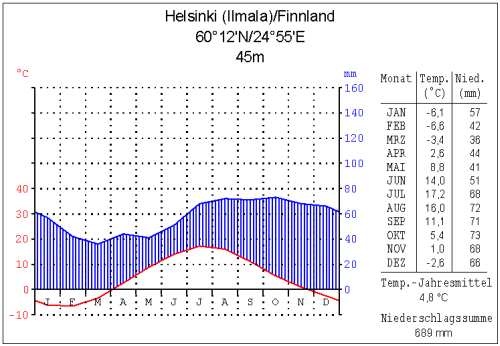
Klimadiagramm Helsinki
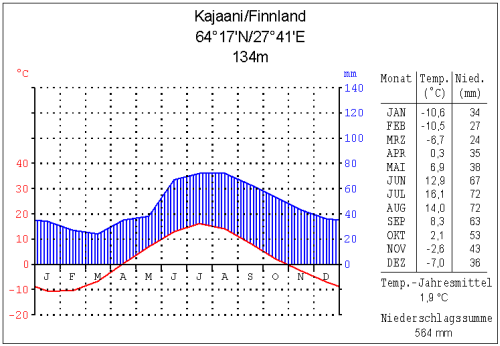
Klimadiagramm Kajaani
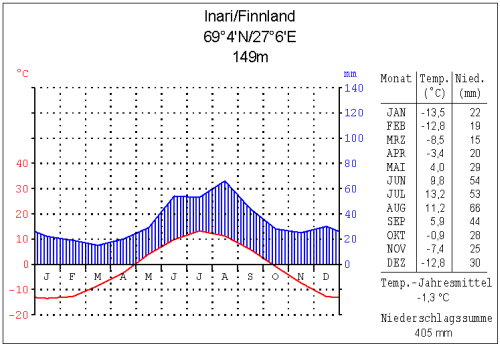
Klimadiagramm Inari

Das Klima des Landes wird wegen der Nord-Süd-Ausdehnung von über 1000 Kilometern nach Norden hin deutlich kälter. Während die durchschnittliche Jahrestemperatur im Süden 5 °C beträgt, so sind es im Norden Finnisch-Lapplands nur noch −2 °C. Auch die Dauer der thermischen Jahreszeiten ist stark von der Lage abhängig: Dauert der Winter im südwestfinnischen Schärengebiet nur 100 Tage, herrscht er in Lappland bis zu 200 Tage lang. Im kältesten Monat, dem Januar oder Februar, liegt die Durchschnittstemperatur zwischen −4 und −14 °C. Die kälteste jemals in Finnland gemessene Temperatur betrug −51,5 °C in Pokka bei Kittilä am 28. Januar 1999. Eine bleibende Schneedecke fällt meist zwischen Ende Oktober und Anfang Januar. Sie entwickelt eine Dicke von 20–30 cm im Süden bzw. 60–90 cm im Osten und Norden und schmilzt zwischen Ende März und Ende Mai. Die Seen frieren zwischen November und Dezember zu und tauen oft erst zwischen Mai und Juni wieder auf. In kalten Wintern können der Bottnische und der Finnische Meerbusen fast vollständig zufrieren und müssen mit Eisbrechern freigehalten werden.
Der Sommer dauert in Südfinnland von Ende Mai bis Mitte September, in Lappland beginnt er einen Monat später und endet einen Monat früher. Die Temperaturunterschiede zwischen Nord- und Südfinnland sind im Sommer bei Durchschnittstemperaturen zwischen 12 und 17 °C im Juli weniger stark ausgeprägt. In Süd- und Mittelfinnland gibt es zwischen 10 und 15 Sommertage, an denen die Temperatur über 25 °C steigt, im Norden und an den Küsten sind es 5–10. Die höchste jemals in Finnland gemessene Temperatur betrug 37,2 °C am 28. Juli 2010 in Liperi.
In den Gebieten nördlich des Polarkreises scheint im Sommer die Mitternachtssonne, im Winter herrscht die Polarnacht (kaamos). Zur Zeit der Sommersonnenwende wird es selbst im Süden des Landes nicht vollkommen dunkel (sogenannte weiße Nächte), in Utsjoki an der Nordspitze Finnlands geht die Sonne 73 Tage lang gar nicht unter. Entsprechend steigt dort im Winter die Sonne für 51 Tage kein einziges Mal über den Horizont; auch in Südfinnland geht sie am kürzesten Tag nur für sechs Stunden auf. Vor allem im Norden erscheinen im Winter Polarlichter.

### Naturräume

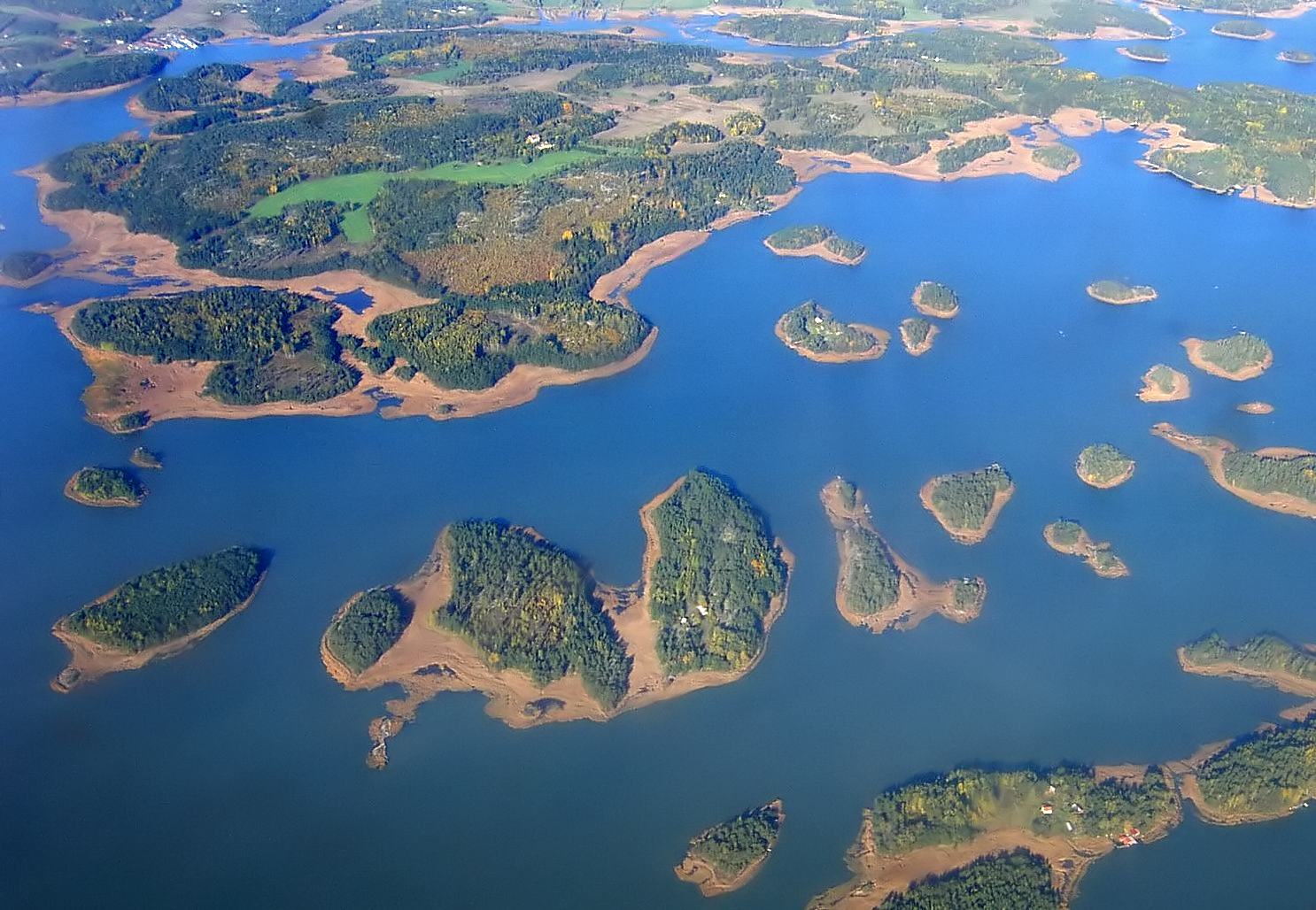
Im Schärenmeer vor Naantali

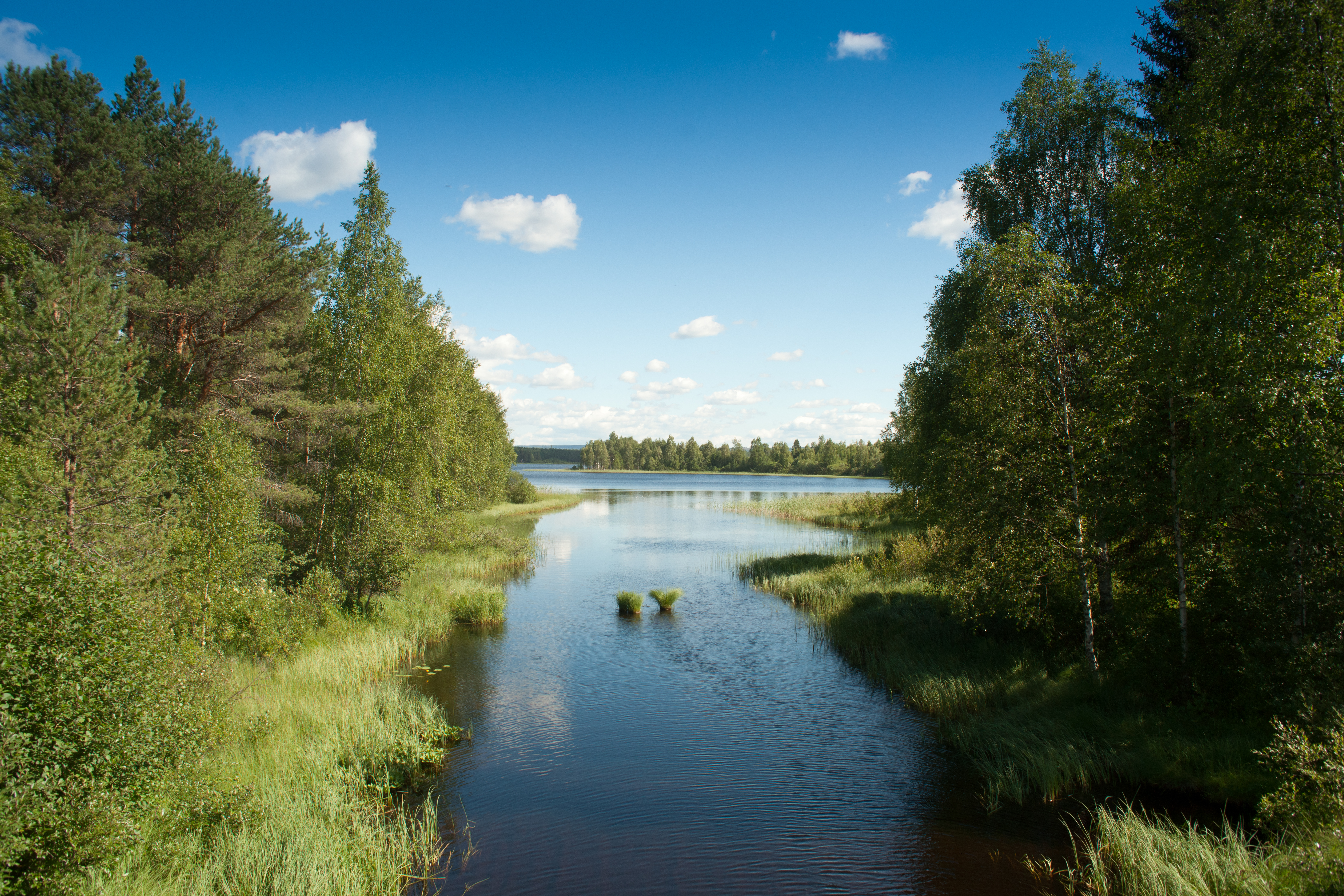
Seenlandschaft bei Puolanka

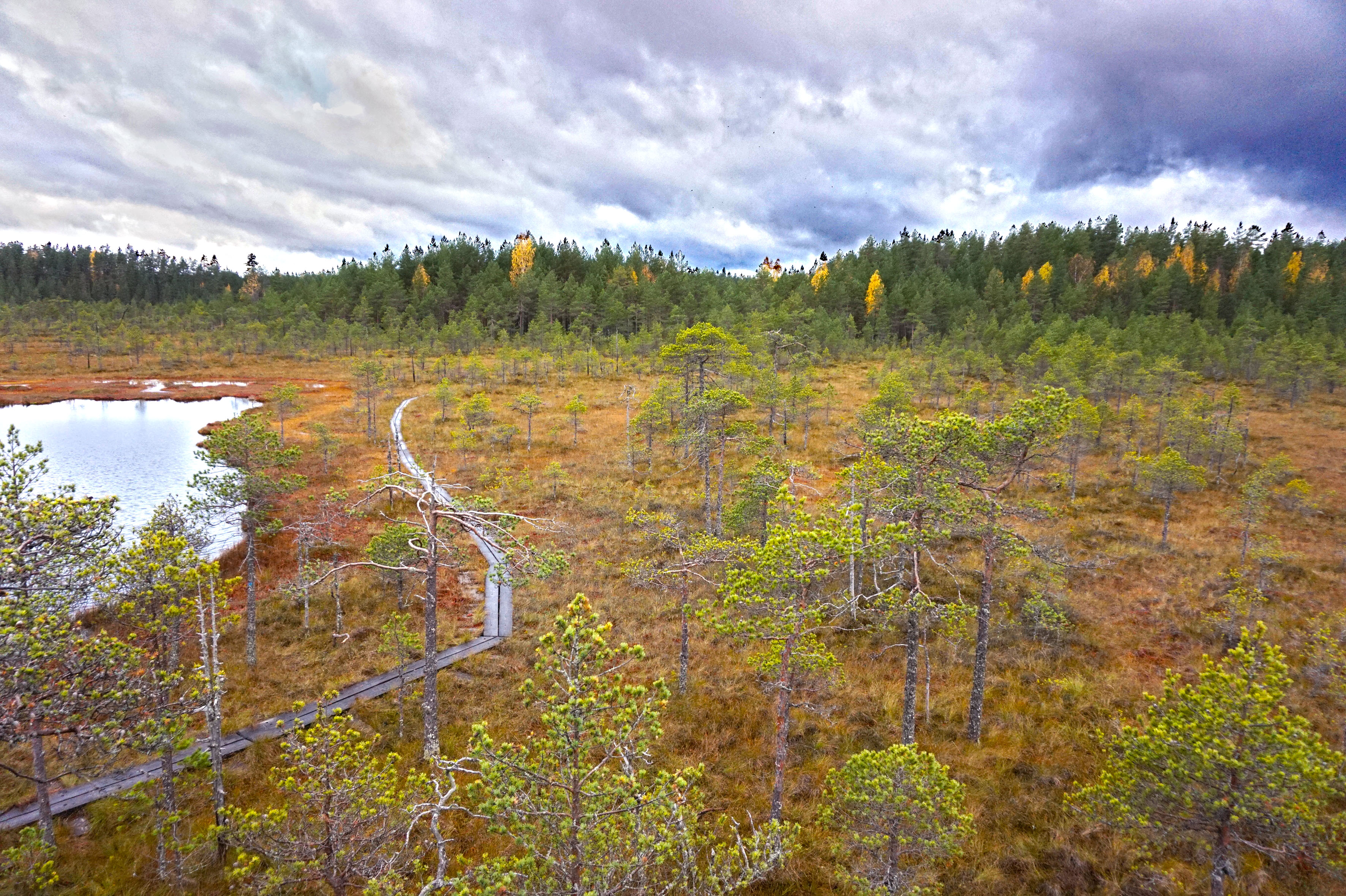
Moorgebiet im Nationalpark Leivonmäki

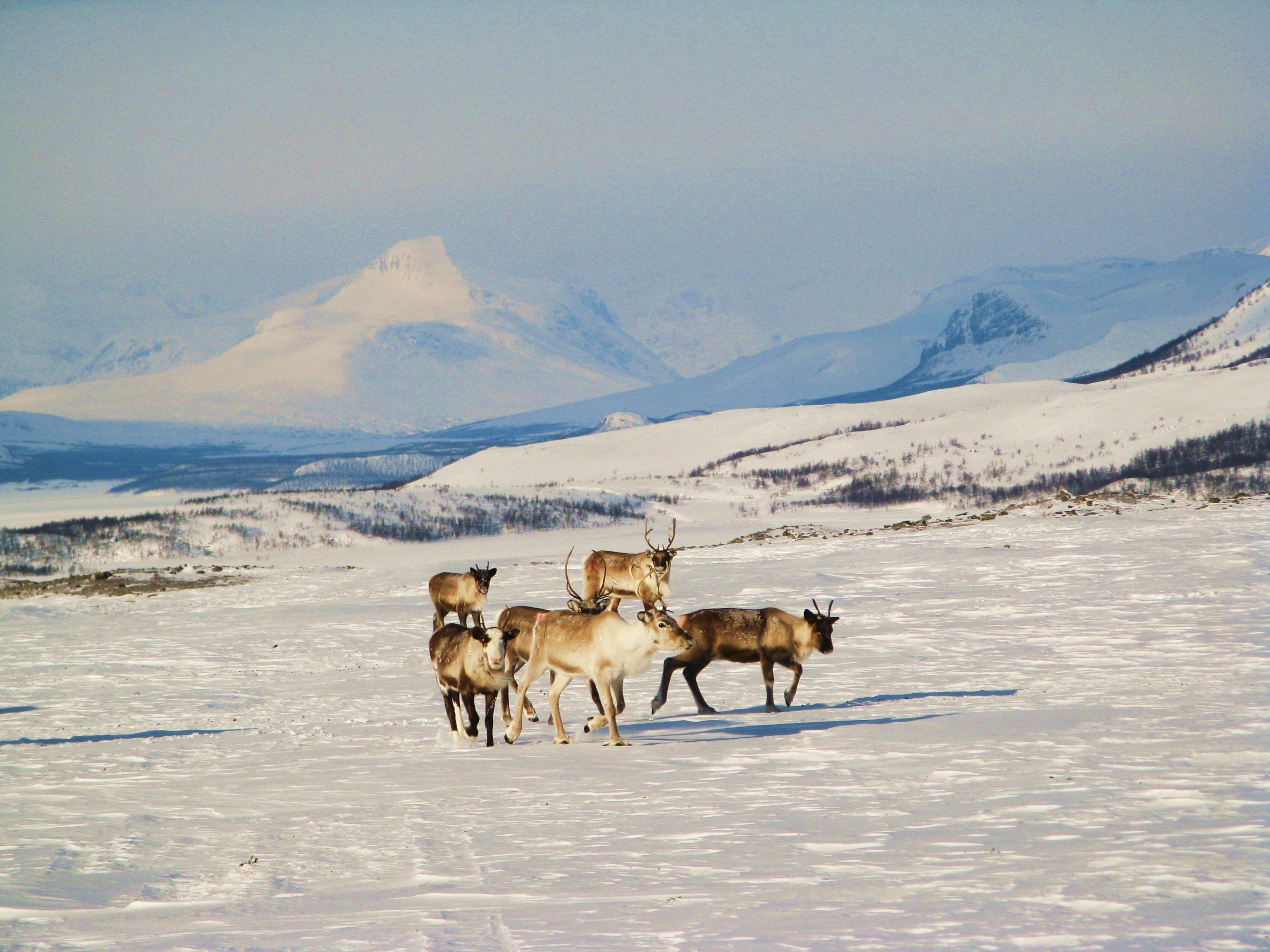
Rentiere in der winterlichen Fjelllandschaft von Kilpisjärvi, Lappland

Finnland lässt sich in fünf landschaftliche Großräume einteilen: die Küstenebenen Südfinnlands, die Küstenebenen Österbottens, die Finnische Seenplatte im Landesinneren, das Finnische Hügelland im Osten und Lappland im Norden.
Die südfinnische Küstenebene erstreckt sich von Satakunta über Uusimaa bis zur russischen Grenze. Sie ist vergleichsweise arm an Seen und landwirtschaftlich geprägt. An der Westküste schließt sich der Großraum Österbottens an. Das flache Gebiet wird von zahlreichen Flüssen durchschnitten und wird ebenfalls intensiv landwirtschaftlich genutzt. Die Küste Finnlands ist eine reich gegliederte Schärenküste mit einer Gesamtlänge von fast 40.000 km und über 73.000 Inseln mit einer Größe von mindestens 500 m². Gemessen an ihrer Anzahl stellen die Inseln des Schärenmeers vor Turku den größten Archipel der Welt dar. Die Inseln der autonomen Inselgruppe Åland liegen zwischen 15 und 100 km vom finnischen Festland entfernt.
Die Moränenrücken Salpausselkä im Süden und Suomenselkä im Westen sind die beiden Hauptwasserscheiden des Landes und trennen die Küstengebiete von der Finnischen Seenplatte (Järvi-Suomi) im Landesinneren. Das moor- und waldreiche Gebiet ist mit seinen ca. 42.200 Seen die größte Seenplatte Europas. Binnengewässer bedecken hier rund 18 % der Gesamtfläche. Hier haben auch die wichtigsten Ströme der südlichen Landeshälfte, der Kokemäenjoki, der Kymijoki und der Vuoksi, ihren Ursprung. Der größte See des Landes ist mit einer Fläche von rund 4400 km² der stark zergliederte Saimaa-See im Südosten.
Das Finnische Hügelland (Vaara-Suomi) erstreckt sich im Osten des Landes von Nordkarelien über Kainuu bis in die südlichen Teile Lapplands. Charakteristisch sind die zahlreichen Anhöhen, von denen sich aber nur einzelne wie der Koli (347 m) in Nordkarelien als Berge von der Umgebung abheben. Im Norden geht das Hügelland in den Großraum Lapplands über.
In Lappland dominieren weitläufige Wald- und Moorlandschaften, aus denen sich baumlose Fjells (tunturi) wie der Pallastunturi (807 m), der Yllästunturi (718 m) oder der Pyhätunturi (540 m) erheben. Die Gegend um den Inarijärvi in Nordostlappland weist eine hohe Seendichte auf. Der längste Fluss Finnlands ist mit rund 560 km der Kemijoki, der einen großen Teil Finnisch-Lapplands entwässert. Seine Quellflüsse entspringen wie die der anderen großen Flüsse Nordfinnlands (Tornionjoki, Iijoki und Oulujoki) in den Höhenlagen an der finnischen Nord- und Ostgrenze. Im Norden Lapplands steigt das Gelände zum Skandinavischen Gebirge hin an. An seinem Hauptkamm hat Finnland jedoch nur im äußersten Nordwesten in der Gemeinde Enontekiö Anteil. Hier liegen auch alle Eintausender des Landes. Die höchste Erhebung Finnlands ist mit 1324 m der Haltitunturi unmittelbar an der Grenze zu Norwegen.

## Natur
In Finnland kamen um 2002 rund 42.000 Arten von Tieren, Pflanzen und Pilzen vor, darunter 65 Säugetierarten. Alles in allem ist die Artenvielfalt geringer als in südlicheren Gebieten, die Wildnis Finnlands bietet aber zahlreichen Tieren Lebensraum, die im Rest Europas selten anzutreffen sind.
Das Jedermannsrecht gestattet in Finnland allen Menschen, sich unter bestimmten Einschränkungen frei in der Natur zu bewegen. Auch das Sammeln von Beeren und Pilzen und das Angeln sind gestattet. Jagd und Fischerei sind in Finnland weit verbreitete Beschäftigungen. Sechs Prozent der finnischen Bevölkerung besitzen eine Jagdlizenz.

### Flora
Finnland ist das waldreichste Land Europas: 86 % der Landfläche sind bewaldet. Dabei treten von Norden nach Süden drei Vegetationszonen auf. Der größte Teil Finnlands gehört zur borealen Nadelwaldzone (Taiga). Kennzeichnend sind die kurze Vegetationsperiode, nährstoffarme Böden, auf denen die Bäume nur langsam wachsen, das Vorherrschen von Nadelholzgewächsen und eine geringe Anzahl an Baumarten. Es dominieren Kiefern (50 %) und Fichten (30 %), die häufigste Laubbaumart ist die Birke (16,5 %). Der Boden ist mit Blaubeersträuchern und Moosen bedeckt, nach Norden hin auch mit Flechten.
Nur an der Südwestküste und auf den vorgelagerten Schären herrschen Mischwälder vor. Hier wachsen auch Baumarten, die in Finnland sonst nicht vorkommen, wie die Eiche. Der äußerste Norden Lapplands ist weitgehend baumlos, in niedrigen Lagen wachsen nur noch gedrungene Birken, in höheren Lagen herrscht eine tundraartige Vegetation vor.
Ein Drittel der Landesfläche Finnlands bestand ursprünglich aus Moorland, etwa die Hälfte dieser Fläche wurde in den vergangenen Jahrhunderten zur Kulturlandgewinnung trockengelegt. Im Süden dominieren torfreiche Hochmoore, nördlich davon Aapamoore. Der größte Teil des Moorlandes ist mit Bruchwäldern bedeckt.

### Fauna

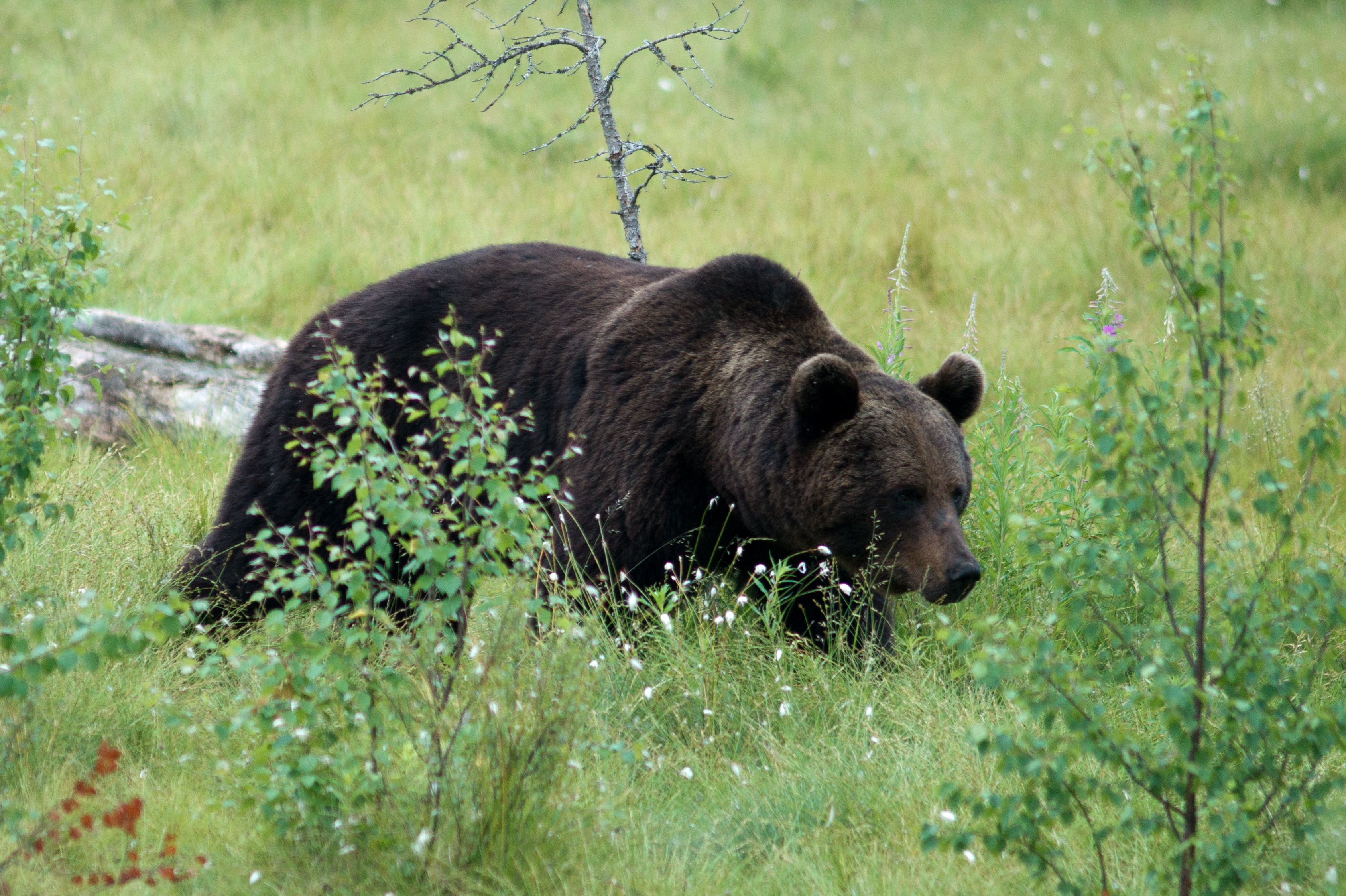
Braunbären sind in ganz Finnland verbreitet

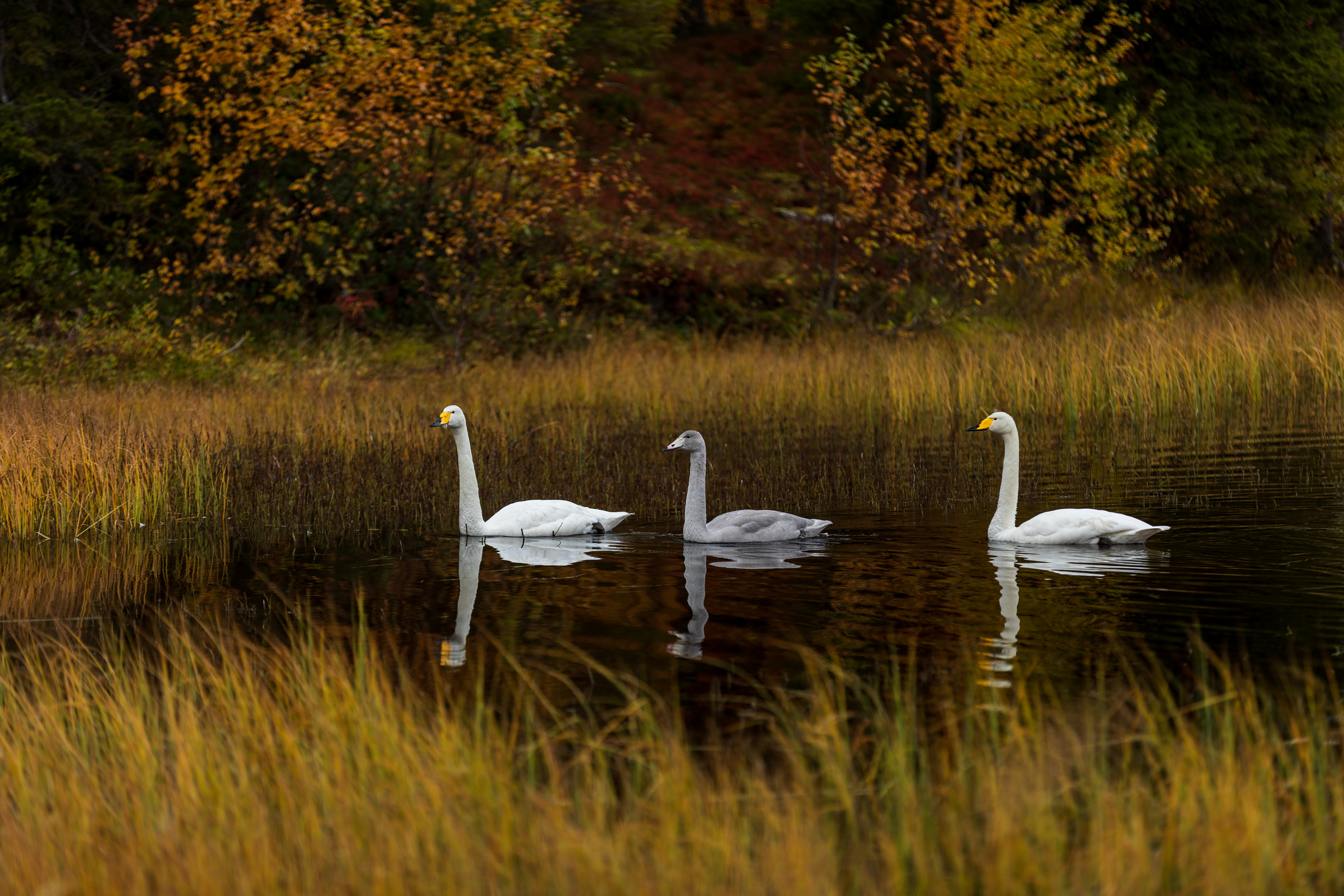
Als finnischer Nationalvogel gilt wegen seiner Rolle in der finnischen Mythologie der Singschwan. Auch diese Art konnte durch ein rigides Jagdverbot gerettet werden: Zählte man in den 1950er Jahren nur mehr 15 Brutpaare, so sind es heute wieder rund 1500.

Elche sind trotz intensiver Bejagung in ganz Finnland sehr zahlreich. Obwohl alljährlich über ein Drittel der Elche erlegt wird, bleibt der Bestand nach Ablauf der Jagdsaison stabil bei über 100.000 Tieren. Für den Straßenverkehr stellt die große Elchpopulation eine Gefahr dar, weil es immer wieder zu Unfällen mit den Tieren kommt. Im Norden des Landes trifft man allenthalben Rentiere an. Die rund 200.000 Rentiere sind halbdomestiziert und laufen das Jahr über frei herum, im Spätherbst treiben ihre Besitzer die Tiere zusammen und suchen die Schlachttiere heraus. Weitaus seltener ist das wilde Waldren. Einst in weiten Teilen Finnlands verbreitet, wurde es Ende des 19. Jahrhunderts ausgerottet, ehe seit den 1950er Jahren wieder eine kleine Population aus Russland nach Kainuu und Nordkarelien einwanderte. In Süd- und Westfinnland sind aus Amerika eingebrachte Weißwedelhirsche in größerer Zahl heimisch geworden.
Die Raubtierpopulationen wachsen durch den Erfolg von Schutzmaßnahmen schon seit Jahren; die Anzahl der Braunbären und Luchse liegt heute bei je über 1000 Individuen, die der Wölfe bei etwa 200. Inzwischen dürfen sie wieder in begrenztem Maße bejagt werden. Im finnischen Teil Lapplands lebt eine Restpopulation von etwa 150 Vielfraßen. Der Polarfuchs war einst im ganzen Land recht häufig, wurde aber durch Pelzjäger zu Beginn des 20. Jahrhunderts fast ausgerottet. Der Rotfuchs ist hingegen bis heute sehr häufig anzutreffen, seit einigen Jahrzehnten auch der Marderhund, der sich von Russland aus verbreitet hat.
Die Saimaa-Ringelrobbe kommt weltweit nur im Saimaa-Seengebiet vor. Diese seltene Süßwasser-Unterart der Ringelrobbe konnte durch gezielte Schutzmaßnahmen vor dem Aussterben gerettet werden und ist daher auch das Symboltier des Naturschutzes in Finnland. Besonderen Schutz genießt auch das Gleithörnchen, das in der Europäischen Union nur in Finnland und Estland vorkommt.
Zur Vogelwelt Finnlands gehören über 430 Arten, darunter Steinadler und Seeadler, daneben Hühnervögel wie Auerhuhn, Birkhuhn, Haselhuhn und Moorschneehuhn sowie zahlreiche Wasservogelarten.
Aufgrund der zahlreichen Gewässer, vor allem der Finnischen Seenplatte, besitzt Finnland mit 67 Spezies eine bemerkenswerte Fischfauna. Bei Sportfischern sind vor allem Hechte (finnisch ‚hauki‘), Barsche und Zander, die in den vielen Binnengewässern und der salzarmen Küstenregion der Ostsee in großen Mengen und Gewichten abwachsen, beliebt. Raubfische genießen wegen ihres starken Bestandes in Finnland keine Schonzeit, so dass sie auch im Winter beim Eisangeln erbeutet werden können. Auch spielen Salmoniden wie Bachforelle, Arktische Äsche, Lachs, Wandersaibling, Amerikanischer Seesaibling, Meerforelle und Regenbogenforelle eine große Rolle für den Angeltourismus und die kommerzielle Fischerei. Von untergeordneter Bedeutung sind Friedfische wie Karpfen, aufgrund ihres hohen Wärmebedürfnisses nur in wenigen Gewässern im Süden des Landes vorkommend, Brassen, Rotaugen, Rotfedern, Alande und Schleien. Im Freiwasser der großen Seen trifft man Felchen und Maränen an. Weitere Fischarten sind Aalquappe, Stint, Laube, Hasel, Zährte, Güster, Döbel und Karausche.

## Geschichte

### Ur- und Frühgeschichte

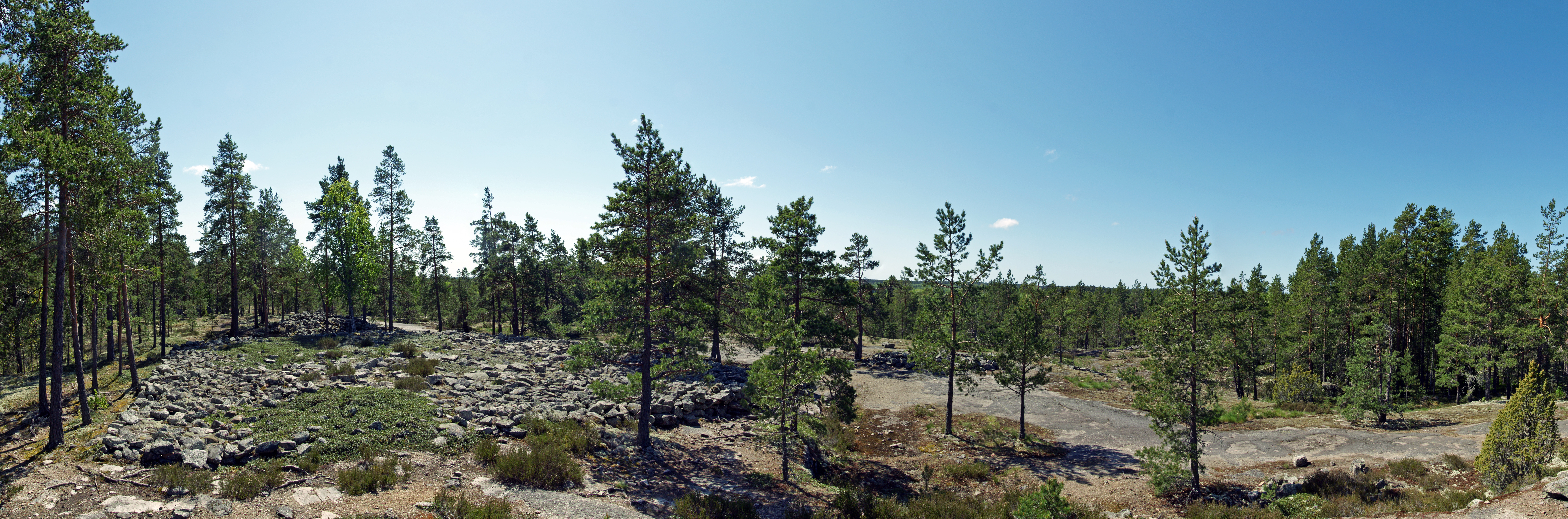
Das bronzezeitliche Steingräberfeld Sammallahdenmäki zählt zum UNESCO-Welterbe.

Die früheste sicher nachgewiesene Besiedlung auf dem Gebiet des heutigen Finnland stammt aus der Zeit nach Ende der letzten Eiszeit rund 8500 v. Chr. Ursprung und Sprache der frühesten Bewohner Finnlands sind unklar. Durch Zuwanderung in den folgenden Jahrtausenden wurden neue Kulturen eingeführt, und spätestens um 5000 v. Chr. sprachen die Bewohner Finnlands hauptsächlich frühe finno-ugrische Sprachen. Um 3200 v. Chr. sickerten Zuwanderer aus dem baltischen Raum ein, die eine frühe indogermanische Sprache sprachen, sich allmählich mit der Stammbevölkerung vermischten und deren Sprache annahmen. Der sprachliche Einfluss der Zuwanderer war mitverantwortlich für die Herausbildung des Unterschiedes zwischen der urfinnischen Sprache im Küstengebiet und der samischen Sprache im Binnenland.
Die Wurzeln der finnischsprachigen Bevölkerung waren Gegenstand wiederholter Kontroversen und können bis heute nicht als geklärt gelten. Nach traditioneller Auffassung wird das Gebiet östlich des Urals oder die Gegend der Wolgaschleife für die Urheimat der Finnen gehalten. In der neueren Forschung überwiegt die Ansicht, dass die Vorfahren der Finnen vor Jahrtausenden in mehreren Wellen aus verschiedenen Richtungen einwanderten, eine Jagd- und Ackerbaukultur einführten und die jagenden und sammelnden Samen nach Norden verdrängten oder mit diesen verschmolzen.
Die steinzeitliche Bevölkerung Finnlands bestand aus Jägern und Sammlern. Im Südwesten herrschte die Suomusjärvi-Kultur, die zwischen ca. 5000 und 4200 v. Chr. von der Kultur mit Kamm-Grübchen-Keramik abgelöst wurde. Ab ca. 3200 v. Chr. werden Ausläufer der Schnurkeramik-Kultur in den südwestlichen Küstengebieten angenommen, die ab ca. 2300 v. Chr. in die Kiukainen-Steinhügelgräber-Kultur übergeht.
Mit der Bronzezeit um 1700 v. Chr. begannen, ausgehend von den Küstenregionen, Ackerbau und Viehzucht. Von 100 v. Chr. an nahm der Handel mit Mitteleuropa zu. Während der Zeit der Völkerwanderung kamen die finnischen Küstenregionen durch den Ostseehandel zu Wohlstand, der sich in der Zeit der Wikinger ab dem 8. Jahrhundert weiter verstärkte. Um die Jahrtausendwende verdichteten sich über den Osthandel die Beziehungen Ostfinnlands zu Nowgorod. Mit den Handelsverbindungen kam die Bevölkerung Finnlands auch in Kontakt mit dem christlichen Glauben, im Westen mit dem römisch-katholischen, im Osten mit dem orthodoxen.

### Finnland als Teil Schwedens

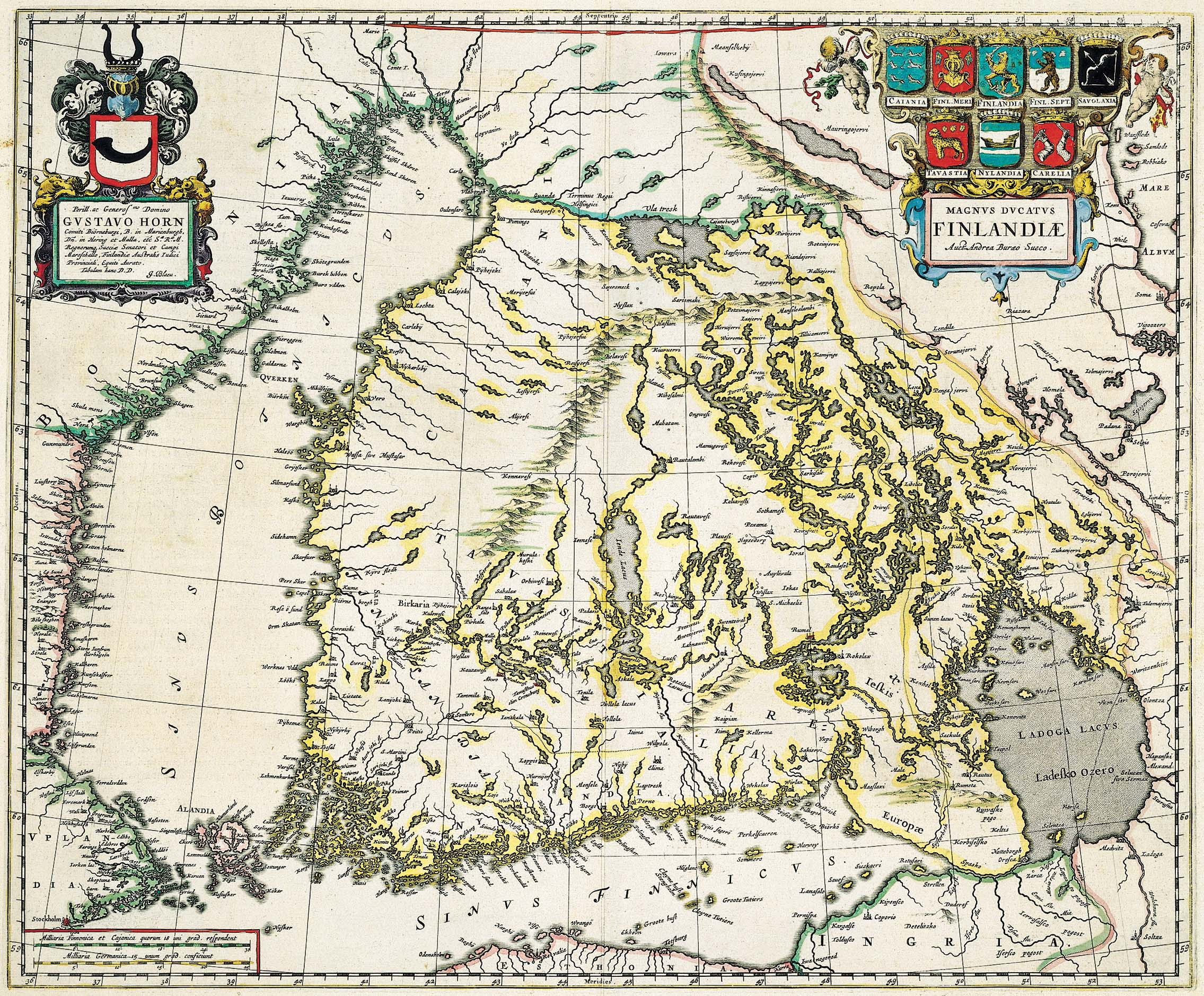
Karte Finnlands aus dem Jahr 1662. Unter Finnland verstand man das Gebiet des Bistums Turku. Die Gebiete des heutigen Nordfinnlands gehörten zum Bistum Uppsala und wurden nicht zu Finnland gezählt.

Die Anbindung Westfinnlands an Schweden war ein allmählicher Vorgang. Die erstarkten Mächte Schweden und Nowgorod traten aus politischen, wirtschaftlichen und religiösen Gründen in Wettbewerb um das von den Finnen bewohnte Gebiet. Beide Staaten unternahmen ab dem 12. Jahrhundert mehrere mehr oder weniger militärische Kreuzzüge in die Region. Die Grenze zwischen beiden Mächten und damit die Ostgrenze Finnlands wurde erstmals 1323 im Vertrag von Nöteborg festgelegt.
Die Tätigkeit der Kirche, die Siedlungsbewegungen schwedischer Einwanderer sowie die Reichsgesetzgebung und -verwaltung trugen dazu bei, dass die neuen Gebiete als Österland einer der vier festen Landesteile Schwedens wurden. Ab 1362 hatte Österland das Recht zur Teilnahme an der schwedischen Königswahl. Die Christianisierung Finnlands war mit der Gründung des Domkapitels Turku 1276 formell abgeschlossen, die alte Mythologie konnte sich aber noch für Jahrhunderte neben dem Christentum behaupten.
Während des Mittelalters entstand in Finnland eine ständische Gesellschaft europäischen Stils, ein Städtewesen und eine katholische Kirchenorganisation. Finnland war als Teil Schwedens Bestandteil der Kalmarer Union vom Ende des 14. bis zu deren Zerfall Anfang des 16. Jahrhunderts. In der Herrschaftszeit Gustavs I. Wasa von 1523 bis 1560 entwickelte sich Schweden zu einem starken Zentralstaat, der die Grundlage für die Großmachtstellung des Reiches im 17. Jahrhundert bildete. Ebenfalls unter Gustav Wasa wurde im Zuge der Reformation der Katholizismus durch das evangelisch-lutherische Bekenntnis abgelöst.
Während der Großmachtperiode gelang es Schweden, sein Gebiet in Kriegen mit Dänemark, Polen und Russland im Umkreis der Ostsee zu erweitern. Finnland, das während dieser Zeit von Kriegshandlungen verschont blieb, wurde enger in die Reichsverwaltung integriert. Unter der Leitung des Generalgouverneurs Per Brahe des Jüngeren wurden mehrere Städte neu gegründet, in Turku die Akademie und ein Hofgericht geschaffen sowie ein Postwesen aufgebaut.

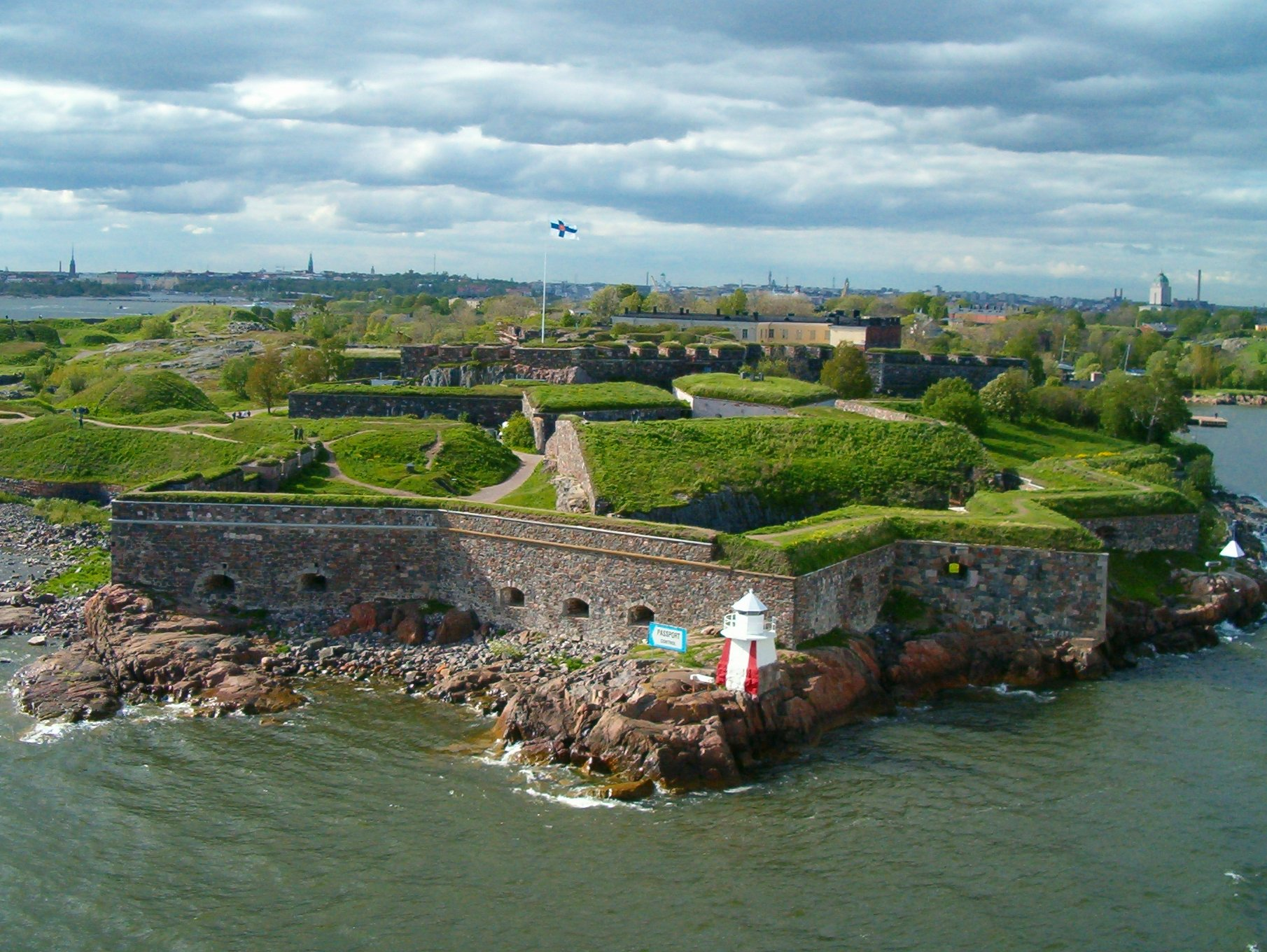
Die Inselfestung Suomenlinna vor der Küste Helsinkis wurde 1747 gegründet, um die Verteidigung Finnlands nach dem Krieg der Hüte zu sichern.

Während des 18. Jahrhunderts schwand die Machtstellung Schwedens, besonders im Großen Nordischen Krieg (1700–1721), als Finnland russisch besetzt wurde (1714–1721). Nach Abschluss des Friedens von Nystad endete die Besetzung Finnlands, aber auch die Großmachtstellung Schwedens. In einem weiteren russisch-schwedischen Krieg, dem sogenannten Krieg der Hüte (1741–1743), wurde Finnland erneut besetzt, und im anschließenden Frieden wurde die russische Westgrenze bis an den Fluss Kymijoki vorgeschoben.

### Finnland als Großfürstentum im Russischen Reich

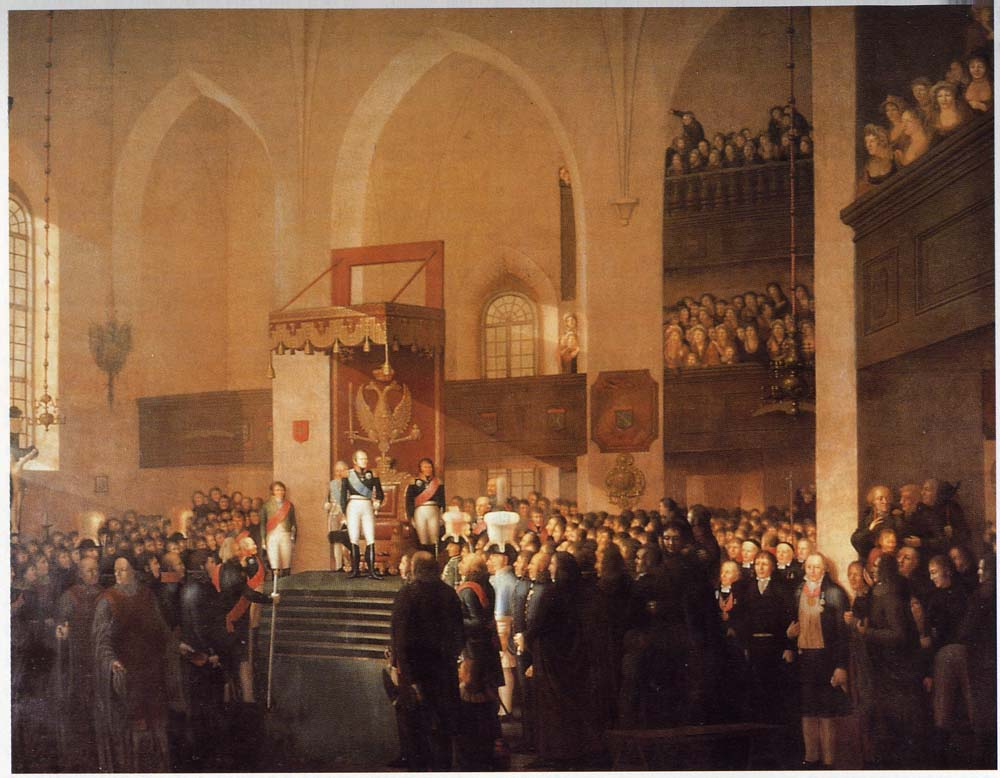
Auf dem Landtag von Porvoo leisteten die Stände Finnlands dem russischen Kaiser 1809 den Treueeid. Der Kaiser seinerseits versicherte die Aufrechterhaltung des bestehenden Rechts- und Gesellschaftssystems.

Nach dem Vierten Koalitionskrieg verbündete sich Russland unter Zar Alexander I. mit Frankreich gegen Großbritannien und das mit diesem verbündete Schweden. 1808 griff Russland Schweden an und begann damit den Finnischen Krieg, als dessen Resultat Schweden im Vertrag von Fredrikshamn 1809 weite Gebiete an Russland abtreten musste. Zu diesen Gebieten gehörten neben dem damals die heutige Südhälfte Finnlands umfassenden Kernfinnland auch die Ålandinseln sowie Teile Lapplands und Västerbottens. Aus diesen und den bereits 1721 und 1743 eroberten Gebieten wurde das Großfürstentum Finnland gebildet, das Teil des Russischen Reiches war, aber eine weitgehende politische Autonomie genoss. Insbesondere wurden die hergebrachten schwedischen Gesetze ebenso wie in weiten Teilen die herrschende Verfassung aufrechterhalten. Auch blieb Finnland beim gregorianischen Kalender, der in Schweden 1753 eingeführt worden war. Helsinki wurde 1812 zur Hauptstadt erklärt (bis dahin Turku).
Die erste Hälfte des 19. Jahrhunderts war von einer gewissen politischen Starre geprägt. Nach dem Landtag von Porvoo 1809, mit dem das russische Großfürstentum Finnland konstituiert wurde, wurde der Landtag als ständische Volksvertretung von den Zaren bis 1863 nicht mehr einberufen, die Politik konzentrierte sich auf die Verwaltung bei unveränderter Gesetzeslage. Während dieser Zeit erwachte aber auch ein finnisches Nationalbewusstsein und es wurden zahlreiche Anstrengungen zur Stärkung der finnischen Identität unternommen, ohne dass sich diese zunächst gegen die Zarenherrschaft gerichtet hätten.
In der zweiten Hälfte des Jahrhunderts kam die finnische Politik in Bewegung, insbesondere durch die größere Freizügigkeit unter Zar Alexander II. Die Beseitigung hergebrachter Wirtschaftsbeschränkungen belebte die Wirtschaft. Ab den 1860er Jahren kam die Industrialisierung in Fahrt, angetrieben vor allem durch die Holzwirtschaft und die in großer Zahl gegründeten Sägewerke. Die hierdurch notwendige gesetzgeberische Tätigkeit wurde durch die ab 1863 regelmäßige Einberufung des Reichstags ermöglicht.
Dem erstarkten finnischen Nationalbewusstsein traten ab dem Ende des 19. Jahrhunderts russische Bestrebungen einer Zentralisierung des Reiches und einer Russifizierung der zu diesem gehörenden Gebiete entgegen. Das sogenannte Februarmanifest Zar Nikolaus’ II. von 1899 schränkte die autonomen Rechte Finnlands spürbar ein. Dies hatte einen zähen politischen Konflikt zur Folge, zu dessen Zuspitzungen die Ermordung des Generalgouverneurs Nikolai Bobrikow 1904 und, im Zusammenhang mit der Russischen Revolution 1905, ein umfassender Generalstreik im Herbst 1905 gehörten. Infolge des Generalstreiks sagte Nikolaus die Wiederherstellung der Autonomie sowie die Schaffung einer nichtständischen Volksvertretung zu.
1905 beauftragte Zar Nikolaus II. den finnischen Senat, ein neues Gesetz auszuarbeiten, das das allgemeine Wahlrecht für Männer vorsehen sollte. Aufgrund der Proteste auf den Straßen und der Haltung der Sozialdemokraten nahm der eingesetzte Ausschuss auch das Frauenwahlrecht in seinen Gesetzentwurf auf. Am 20. Juli 1906 ratifizierte Nikolaus II. das Gesetz. Damit war Finnland das erste Land in Europa, in dem das aktive Frauenwahlrecht auf nationaler Ebene eingeführt wurde, und weltweit war es nach Neuseeland und Australien der dritte Staat. Beim passiven Wahlrecht ist Finnlands Spitzenstellung noch deutlicher: Erstmals weltweit wurden Frauen in ein Parlament gewählt. Zu dem 1907 neugeschaffenen Parlament hatten alle Finnen ab 24 Jahren gleiches Wahlrecht. Die während des Generalstreiks zutage getretenen politischen und sozialen Spannungen konnten jedoch nicht beseitigt werden. Die Russifizierungsbemühungen wurden 1909 wieder aufgenommen. Mit dem Ausbruch des Ersten Weltkriegs, an dem finnische Soldaten, von einigen Freiwilligen abgesehen, nicht teilnahmen, kam das politische Leben aber zunächst zum Erliegen.

### Unabhängigkeit und Kriege

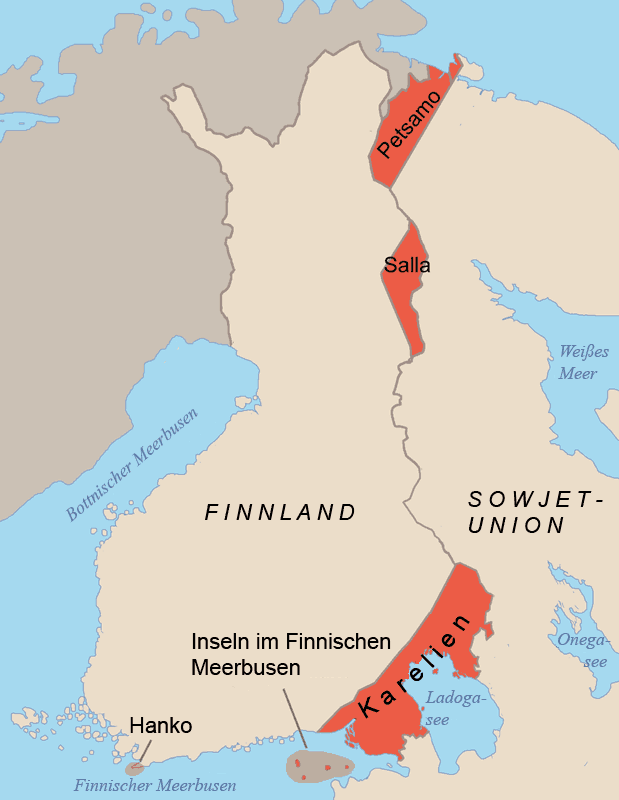
Als Folge der beiden Kriege gegen die Sowjetunion 1939 bis 1944 musste Finnland die hier orange gekennzeichneten Gebiete an den Nachbarn abtreten.

Nach der Februarrevolution in Russland und der Absetzung des Zaren und der dadurch beendeten Personalunion wurde der Wunsch nach Unabhängigkeit immer größer. Als nach der Oktoberrevolution die neue russische Regierung den Völkern Russlands das Recht auf Sezession einräumte, erklärte das finnische Parlament am 6. Dezember 1917 Finnlands Unabhängigkeit. Diese wurde von Sowjetrussland am 18. Dezemberjul. / 31. Dezember 1917greg. und danach von zahlreichen anderen Staaten anerkannt. Den Ablösungsprozess von Russland begleiteten schwere innere Konflikte, die am 27. Januar 1918 in einem sozialistischen Umsturzversuch gipfelten. In einem dreimonatigen Bürgerkrieg behielten letztlich die bürgerlichen „Weißen“ die Oberhand.
1919 gab sich Finnland eine republikanische Verfassung. Mit Sowjetrussland wurde 1920 ein Friedens- und Grenzvertrag unterzeichnet, aufgrund dessen die Grenzen Finnlands mit dem früheren Großherzogtum übereinstimmten, Finnland aber zusätzlich das Gebiet Petsamo mit dessen eisfreiem Zugang zum Nordmeer zugestanden wurde. Im Verhältnis zu Schweden entstand Streit um die strategisch bedeutsamen Åland-Inseln. Eine Entscheidung des Völkerbundes sprach die Inseln schließlich 1921 Finnland mit der Maßgabe zu, dass sie eine weitgehende Autonomie erhielten.

#### Der Winterkrieg 1939/40
Der 1939 geschlossene deutsch-sowjetische Nichtangriffspakt wies Finnland der sowjetischen Interessensphäre zu. Im Herbst 1939 konfrontierte die Sowjetunion Finnland mit Gebietsforderungen in der Karelischen Landenge und begründete das mit angeblich unabdingbaren Sicherheitsinteressen für Leningrad. Finnland widersetzte sich der Forderung, daraufhin griff die Rote Armee am 30. November 1939 das Nachbarland an mit dem mutmaßlichen Ziel der Besetzung des gesamten finnischen Staatsgebiets. Der kriegerische Überfall (Winterkrieg) wurde von den zahlen- wie materialmäßig deutlich unterlegenen finnischen Streitkräften zunächst gestoppt. Erst nach einer entscheidenden sowjetischen Offensive im Februar 1940 durchbrachen die sowjetischen Soldaten die finnischen Stellungen. Am 13. März 1940 kam es zu einem Friedensvertrag, bei dem Finnland zwar seine Unabhängigkeit bewahren konnte, aber große Teile Kareliens abtreten musste, darunter die damals zweitgrößte Stadt des Landes Wyborg. Die Finnen verloren insgesamt ca. 70.000 Menschen; die sowjetischen Verluste sind bis heute nicht geklärt.

#### Fortsetzungskrieg und Separatfriedensschluss mit der Sowjetunion 1941–1944
Als Deutschland unter Bruch des Nichtangriffspakts am 22. Juni 1941 die Sowjetunion angriff, trat Finnland in Kooperation mit Deutschland in den Krieg ein, der in Finnland als Fortsetzungskrieg bezeichnet wird. Die finnische Armee eroberte nicht nur die verlorenen Gebiete zurück, sondern drang auch tief in das zur Sowjetunion gehörige Gebiet Ostkareliens ein. Mit den Erfolgen schien das Ziel erreichbar, die von vielen Finnen als Volksgenossen angesehenen ostseefinnischsprachigen Volksgruppen des Gebiets in einem Großfinnland zusammenzuführen. 1944 musste sich Finnland jedoch nach den Erfolgen der Roten Armee aus den besetzten Gebieten zurückziehen und sah sich erneut der drohenden sowjetischen Besetzung gegenüber. Am 19. September 1944 schloss es mit der Sowjetunion den Separatfrieden von Moskau, der den Fortsetzungskrieg beendete. Die Gebietsverluste des Winterkrieges wurden bestätigt, zudem musste das Gebiet Petsamo abgetreten werden.
Der Separatfrieden verpflichtete Finnland, die deutschen Truppen aus dem Land zu vertreiben, und so schloss sich der finnisch-deutsche Lapplandkrieg an, in dessen Verlauf die sich zurückziehenden deutschen Truppen große Teile Lapplands völlig zerstörten. Der Krieg endete am 27. April 1945 mit dem Abzug der letzten deutschen Soldaten aus Kilpisjärvi. Der Kriegszustand mit den Alliierten wurde durch den Pariser Friedensvertrag von 1947 endgültig beendet.

### Seit 1945

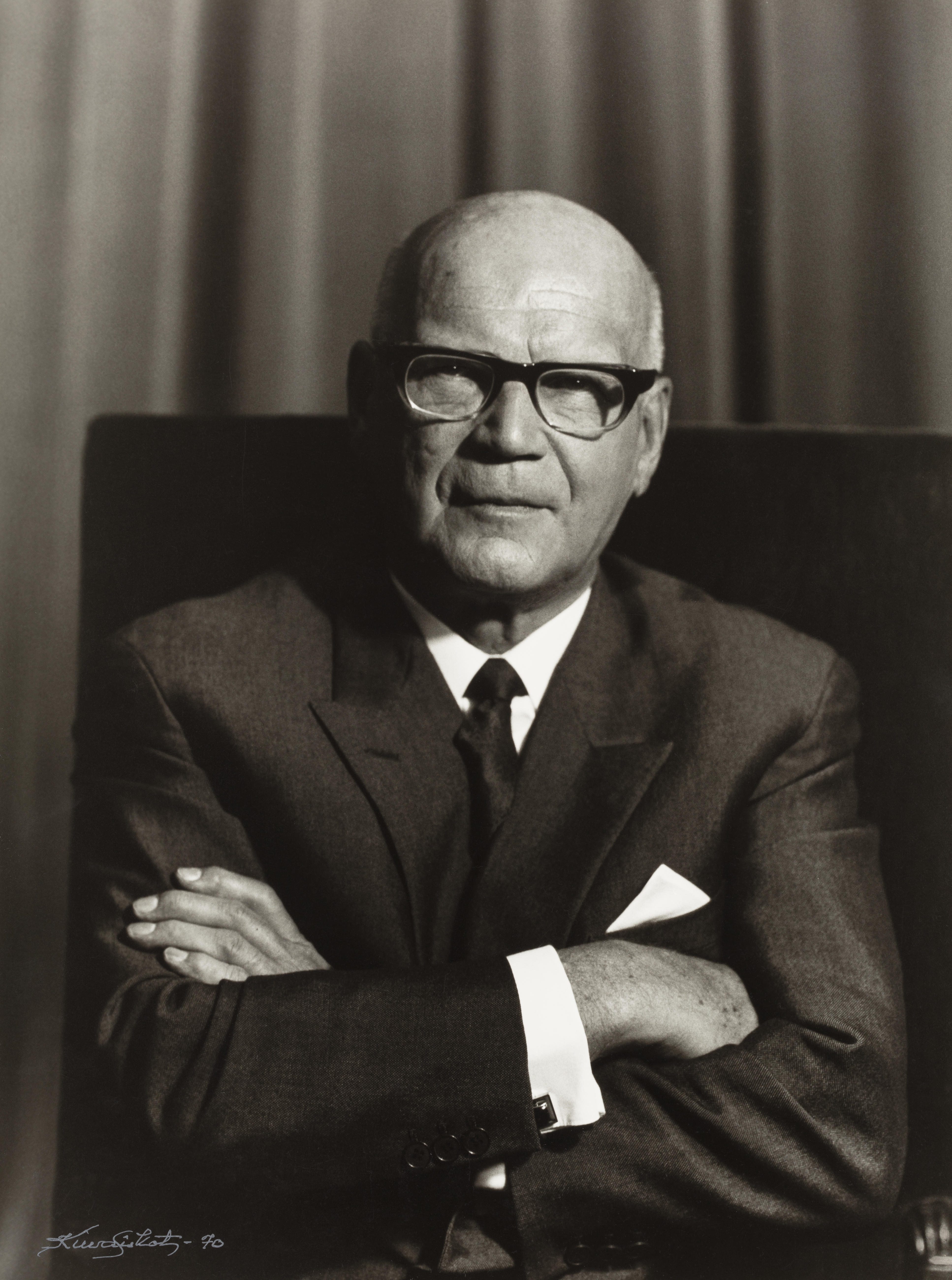
Urho Kekkonen, von 1956 bis 1982 Präsident der Republik Finnland

In der Nachkriegszeit und insbesondere im Kalten Krieg nahm Finnland eine Sonderstellung im Spannungsfeld zwischen den Blöcken ein. Das Land hatte sich im Krieg seine Unabhängigkeit und die marktwirtschaftliche Wirtschaftsordnung bewahrt, die Sowjetunion behielt aber großen Einfluss auf die finnische Politik. Finnland verfolgte einerseits eine strikte Neutralitätspolitik, andererseits eine insbesondere durch Präsident Juho Kusti Paasikivi vorangetriebene Politik der Versöhnung mit der Sowjetunion. 1948 wurde mit der Sowjetunion ein Freundschafts- und Kooperationsabkommen geschlossen, das durch mehrmalige Verlängerung bis zum Ende der Sowjetunion in Kraft blieb. Konflikte mit dem östlichen Nachbarn wurden durch intensive, oftmals inoffizielle Kontakte der finnischen Politik mit Moskau vermieden. Diese Politik, die verschiedentlich den Eindruck des vorauseilenden Gehorsams erweckte, wurde hauptsächlich von westdeutschen Politikern der Unionsparteien pejorativ Finnlandisierung genannt.
Der prägende Politiker im Nachkriegsfinnland war Urho Kekkonen, von 1956 bis 1982 Präsident der Republik Finnland. Er nutzte die seinerzeit weitreichenden verfassungsmäßigen Befugnisse des Präsidenten für einen autokratischen Führungsstil und betrachtete die Pflege der Beziehungen zur Sowjetunion weitgehend als seine Privatangelegenheit. 1973 ließ er seine Amtszeit durch ein parlamentarisches Ausnahmegesetz verlängern, obwohl an seiner Wiederwahl in den regulären Wahlen kaum ein Zweifel bestand. Insgesamt wird der Amtszeit Kekkonens daher ein Demokratiedefizit bescheinigt. Der Präsident konnte sich aber während der gesamten Periode der Unterstützung der Wählermehrheit sicher sein. Als einer seiner bedeutendsten Erfolge gilt die 1975 in Helsinki abgehaltene KSZE-Konferenz, die neben ihren Auswirkungen auf den Verständigungsprozess in Europa auch die Stellung Finnlands als neutraler Staat festigte.
Der Zerfall der Sowjetunion stürzte Finnland, dessen Wirtschaft sich zu einem großen Teil auf den Osthandel stützte, Anfang der 1990er Jahre in eine schwere Wirtschaftskrise. Zugleich erhielt das Land größeren außenpolitischen Spielraum. 1992 nahm Finnland Verhandlungen über seinen Beitritt zur Europäischen Gemeinschaft auf, die 1995 in eine Vollmitgliedschaft in der heutigen Europäischen Union mündeten. Finnland war einer von zwölf Staaten, die zum 1. Januar 2002 den Euro als Bargeld einführten; er ersetzte die Landeswährung Finnische Mark.
Durch die zunehmende Globalisierung nahm im Laufe der 2000er Jahre die Abhängigkeit der finnischen Wirtschaft vom Weltmarkt zu. Die Weltwirtschaftskrise 2009/10 traf Finnland relativ stark; 2009 ging das Bruttoinlandsprodukt um 8,3 % zurück. Trotz einer Erholung in den Folgejahren lag das BIP 2016 inflationsbereinigt immer noch unter dem von 2008.
Der Überfall Russlands auf die Ukraine wurde auch in Finnland als eine Zäsur wahrgenommen. In Meinungsumfragen befürwortete nach Beginn des russischen Angriffskriegs auf die Ukraine eine deutliche Mehrheit der Finnen den Beitritt zur NATO. Am 12. Mai 2022 sprachen sich Premierministerin Sanna Marin und Präsident Sauli Niinistö in einer gemeinsamen Erklärung für den „unverzüglichen Beitritt“ ihres Landes zur NATO aus; nach einer Ankündigung am 15. Mai beantragten Finnland und Schweden am 18. Mai gleichzeitig die Mitgliedschaft in der NATO. Am 5. Juli 2022 unterzeichneten alle 30 NATO-Botschafter die Beitrittsprotokolle und bis zum 31. März 2023 ratifizierten die Parlamente aller NATO-Mitgliedsstaaten die Protokolle. Am 4. April 2023 trat Finnland der NATO bei.

## Bevölkerung

### Demografie
| Jahr | Einwohner | Jahr | Einwohner |
| ---- | --------- | ---- | --------- |
| 1750 | 0.421.000 | 1880 | 2.060.800 |
| 1760 | 0.491.000 | 1890 | 2.380.100 |
| 1770 | 0.561.000 | 1900 | 2.655.900 |
| 1780 | 0.663.000 | 1910 | 2.943.400 |
| 1790 | 0.705.600 | 1920 | 3.147.600 |
| 1800 | 0.832.700 | 1930 | 3.462.700 |
| 1810 | 0.863.300 | 1940 | 3.695.617 |
| 1820 | 1.177.000 | 1950 | 4.029.803 |
| 1830 | 1.372.100 | 1960 | 4.446.222 |
| 1840 | 1.445.600 | 1970 | 4.598.336 |
| 1850 | 1.636.900 | 1980 | 4.787.778 |
| 1860 | 1.746.700 | 1990 | 4.998.478 |
| 1870 | 1.768.800 | 2000 | 5.181.000 |

Bevölkerungsdichte Finnlands (2010)

Finnland hatte 2022 5,6 Millionen Einwohner und ist mit einer Bevölkerungsdichte von rund 16,3 Einwohnern pro Quadratkilometer dünn besiedelt. Dabei ist die Bevölkerung sehr ungleich verteilt. Während die nördliche Provinz Lappland mit 1,8 Einwohnern pro Quadratkilometer fast menschenleer ist, konzentrieren sich etwa 40 % der Bevölkerung auf die Provinz Südfinnland mit 62,6 Einwohnern pro Quadratkilometer. Allein rund 1,638 Millionen Menschen leben in der Landschaft Uusimaa rund um Helsinki. Weitere Ballungsräume sind die Städte Tampere, Turku und Oulu mit ihren Einzugsgebieten. Die Bevölkerungsentwicklung ist bis heute von einer andauernden, aber nicht gleichmäßig hohen Landflucht geprägt; vor allem junge Menschen ziehen zur Ausbildung und Arbeit in die Städte, wodurch die ländlichen Gemeinden besonders in Ost- und Mittelfinnland unter Bevölkerungsschwund und Überalterung zu leiden haben. Während zum Beispiel 2005 landesweit rund 36 % der Bevölkerung unter 30 Jahren alt war, waren es im ostfinnischen Suomussalmi nur 28 %.

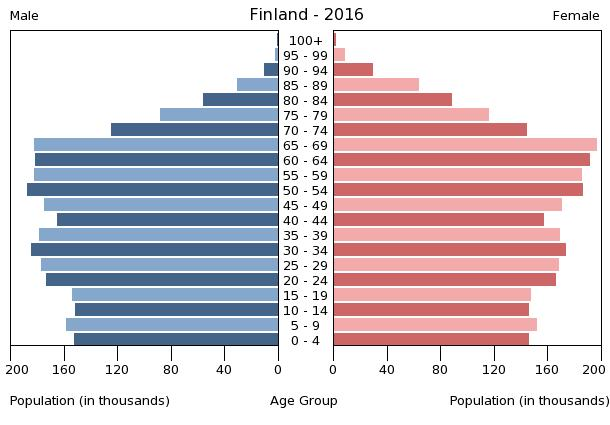
Bevölkerungspyramide Finnland 2016

Das jährliche Bevölkerungswachstum betrug + 0,3 %. Trotz eines Sterbeüberschusses (Geburtenziffer: 8,1 pro 1000 Einwohner vs. Sterbeziffer: 11,4 pro 1000 Einwohner) wuchs die Bevölkerung durch Migration. Die Anzahl der Geburten pro Frau lag 2022 statistisch bei 1,3, die der Europäischen Union betrug 1,5. Die Lebenserwartung der Einwohner Finnlands ab der Geburt lag 2022 bei 81,2 Jahren (Frauen: 83,8, Männer: 78,7). Der Median des Alters der Bevölkerung lag im Jahr 2021 bei 42,4 Jahren. Im Jahr 2023 waren 14,9 Prozent der Bevölkerung unter 15 Jahre alt, während der Anteil der über 64-Jährigen 23,6 Prozent der Bevölkerung betrug.
Der Ausländeranteil ist mit rund 4 % im Vergleich zu den Nachbarländern Norwegen und Schweden gering, hat sich aber seit dem Ende des Kalten Krieges vervielfacht. Der Grund für diese niedrige Zahl ist zum einen die bis heute recht restriktive Einwanderungspolitik des finnischen Staates, zum anderen war Finnland zur Zeit der großen Arbeitsmigration in den ersten Jahrzehnten der Nachkriegszeit insbesondere im Vergleich zu Schweden wirtschaftlich schwach und selbst eher Auswandererland als Einwanderungsziel. Nach 1945 wanderte über eine halbe Million Finnen aus, meist nach Schweden. Ihre Spitze erreichte diese Entwicklung um 1970, als in Schweden Hochkonjunktur herrschte, in Finnland die geburtenstarken Nachkriegsjahrgänge auf den Arbeitsmarkt drängten und jährlich rund 40.000 Finnen nach Schweden umsiedelten. In der Folge hat der Auswandererstrom stark nachgelassen. Heute verlassen jährlich rund 10.000 bis 15.000 Menschen das Land, ein Verlust, der durch die Zuwanderung von knapp 20.000 Menschen überkompensiert wird.

### Sprachen

Der offizielle Status der verschiedenen Sprachen in den finnischen Gemeinden (2016). Die Gebiete mit schwedischsprachiger Bevölkerung erstrecken sich v. a. über die Küstenregionen und Åland, Samisch wird im Norden der Provinz Lappland gesprochen

Finnlands Amtssprachen sind Finnisch (als Sprache der Bevölkerungsmehrheit) und Schwedisch (als Sprache der finnlandschwedischen Minderheit); daneben gibt es weitere offiziell anerkannte sprachliche Minderheiten. Landesweit geben 88,7 % der Bevölkerung Finnisch und 5,3 % Schwedisch als Muttersprache an. Die schwedischsprachige Bevölkerung konzentriert sich auf die Küstenregionen im Süden und in Österbotten sowie auf die Provinz Åland. Das Finnlandschwedische unterscheidet sich vor allem in Aussprache und Wortschatz von dem in Schweden gesprochenen Reichsschwedischen.
Die schwedischsprachige Minderheit entstammt der vom 12. Jahrhundert bis 1809 dauernden Zugehörigkeit Finnlands zu Schweden. Sie entstand einerseits durch Zuzug aus dem schwedischen Mutterland und später auch aus Mitteleuropa (die meisten mitteleuropäischen Einwanderer übernahmen die schwedische, nicht die finnische Sprache), andererseits durch Assimilation vor allem der gehobenen finnischen Bevölkerungsschichten. Der Wechsel vom Finnischen zum Schwedischen war attraktiv, weil bis ins 19. Jahrhundert Schwedisch neben Latein die einzige Kultur- und Verwaltungssprache und die Sprache der Oberschicht des Landes war, während Finnisch vor allem von der bäuerlichen Bevölkerung gesprochen wurde. Im Mittelalter betrug der Anteil der Finnlandschweden schätzungsweise 25 %.
Die Sprachpolitik Finnlands wurde seit dem 19. Jahrhundert durch teilweise erbitterte Auseinandersetzungen um das Verhältnis zwischen der finnischen und der schwedischen Sprache bestimmt. Heute sind beide Sprachen durch die finnische Verfassung als Amtssprachen festgeschrieben. Jede Gemeinde gilt entweder als finnischsprachig, schwedischsprachig oder zweisprachig. Eine Gemeinde gilt als zweisprachig, wenn die schwedischsprachige Minderheit einen Bevölkerungsanteil von mindestens acht Prozent hat oder aus mindestens 3000 Personen besteht. Nach der zum Jahr 2022 gültigen Einteilung sind von den 317 Gemeinden in Finnland 16 rein schwedischsprachig (alle in der Provinz Åland) und 33 zweisprachig, davon 15 mehrheitlich schwedischsprachig und 18 mehrheitlich finnischsprachig. Die übrigen Gemeinden sind ausschließlich finnischsprachig.
Eine Besonderheit der finnischen Sprachpolitik ist zudem, dass Finnland als einziges Land der Europäischen Union das Recht auf den Gebrauch der Gebärdensprache in seiner Verfassung verankert hat, wobei entsprechend der Gesetzgebung finnische und finnlandschwedische Gebärdensprache seit 2015 separat behandelt werden.

Samiflagge

Besonderen Schutz als ethnische Minderheit genießen die Samen, die heute vor allem in den nördlichen Regionen Lapplands leben. Die drei in Finnland offiziell geschützten samischen Sprachen sind Nordsamisch, Inarisamisch und Skoltsamisch. Sie werden von etwa 1750 Bürgern Finnlands als Muttersprache gesprochen und haben einen amtlichen Status in den Gemeinden Enontekiö, Inari und Utsjoki sowie im Nordteil der Gemeinde Sodankylä. In diesen Gemeinden leben rund 4000 der 7000 von der samischen Verwaltung als ethnische Samen eingestuften Finnen. Zur Überwachung der Stellung der samischen Sprachen und zur Verwirklichung einer sprachlichen und kulturellen Selbstverwaltung wurde 1996 mit dem Sámediggi eine eigene parlamentarische Vertretung der Samen in Finnland gegründet.
Seit etwa 500 Jahren ist eine kleine Gruppe von heute rund 10.000 Roma (2008) in Finnland ansässig, die sich in ihrer Kleidung deutlich von der finnischen Mehrheitsgesellschaft und von den übrigen europäischen Roma unterscheiden. Roma-Frauen unterliegen dem Gebot der Gemeinschaft, eine bestimmte Tracht zu tragen. Die Roma wurden früher von Teilen der finnischen Bevölkerung abfällig als mustalaiset („die Schwarzen“) bezeichnet. Heute hat ihre Sprache, Romani, einen Status als offizielle Minderheitensprache.
Darüber hinaus leben heute etwa 800 Tataren im Land, deren Vorfahren zwischen 1870 und 1920 nach Finnland kamen. Durch Einwanderung aus dem Ausland sind heute auch zahlreiche andere Ethnien in Finnland vertreten, jedoch ohne einen besonderen Status zu besitzen. Die Russen in Finnland stellen mit fast 49.000 Sprechern die größte sprachliche Minderheit des Landes. Zu ihnen gehören auch zahlreiche finnischstämmige Zuwanderer aus Karelien und dem Ingermanland, denen seit den 1990er Jahren das Recht auf „Rückkehr“ nach Finnland zugestanden wurde.
Karelisch hat offiziellen Status als eine nicht-regionale nationale Minderheitssprache entsprechend der Europäischen Charta der Regional- oder Minderheitensprachen. Man rechnet mit etwa 5000 Karelischsprechern auf der finnischen Seite, darunter überwiegend ältere Personen. Als Folge der Bevölkerungsmobilität in der Nachkriegszeit und späterer interner Migration leben Karelier heute verteilt im gesamten Land, und Karelisch kann nicht mehr als die Sprache einer geographisch abgegrenzten lokalen Sprechergemeinschaft angesehen werden.

### Religion
Seit 1923 ist die Religionsfreiheit in der finnischen Verfassung garantiert. Die Evangelisch-Lutherische Kirche und die Orthodoxe Kirche sind per Gesetz als Volkskirchen festgeschrieben und genießen besondere Vorrechte. Ihre Mitglieder zahlen eine Kirchensteuer in Höhe von 1 bis 2,25 % ihres Einkommens, zudem erhalten die Volkskirchen staatliche Zuwendungen für soziale und karitative Zwecke und Instandsetzungsaufgaben. Obwohl die finnische Gesellschaft weitgehend säkularisiert ist, sind etwas mehr als 60 % der Bevölkerung konfessionell gebunden (Stand 2024).
| Jahr | Evangelisch-Lutherische Kirche Finnlands | Orthodoxe Kirche Finnlands | Sonstige | Konfessionslos |
| ---- | ---------------------------------------- | -------------------------- | -------- | -------------- |
| 1950 | 95,7 %                                   | 1,7 %                      | 0,4 %    | 02,7 %         |
| 1980 | 90,3 %                                   | 1,1 %                      | 0,7 %    | 07,8 %         |
| 1990 | 87,9 %                                   | 1,1 %                      | 0,9 %    | 10,2 %         |
| 2000 | 85,1 %                                   | 1,1 %                      | 1,1 %    | 12,7 %         |
| 2010 | 78,3 %                                   | 1,1 %                      | 1,4 %    | 19,2 %         |
| 2020 | 67,8 %                                   | 1,1 %                      | 1,7 %    | 29,4 %         |
| 2024 | 62,2 %                                   | 1,1 %                      | 1,8 %    | 34,9 %         |

Die Mehrzahl der Finnen (etwa 60 % der Gesamtbevölkerung) gehört der Evangelisch-Lutherischen Kirche Finnlands an. Die Zahl ist seit Jahren rückläufig, ebenso die der Gottesdienstbesucher. Nur 2 % der Kirchenmitglieder besuchen wöchentlich eine Kirche, rund 10 % einmal monatlich. Die meisten Gläubigen besuchen Gottesdienste nur an hohen Feiertagen wie Weihnachten und Ostern oder zu familiären Anlässen wie Taufen, Hochzeiten und Bestattungen. In Nordfinnland ist der Laestadianismus verbreitet, insgesamt hat er in Finnland rund 120.000 Anhänger. Vor allem in Teilen Savos und Österbottens sind pietistische Gruppen vertreten.

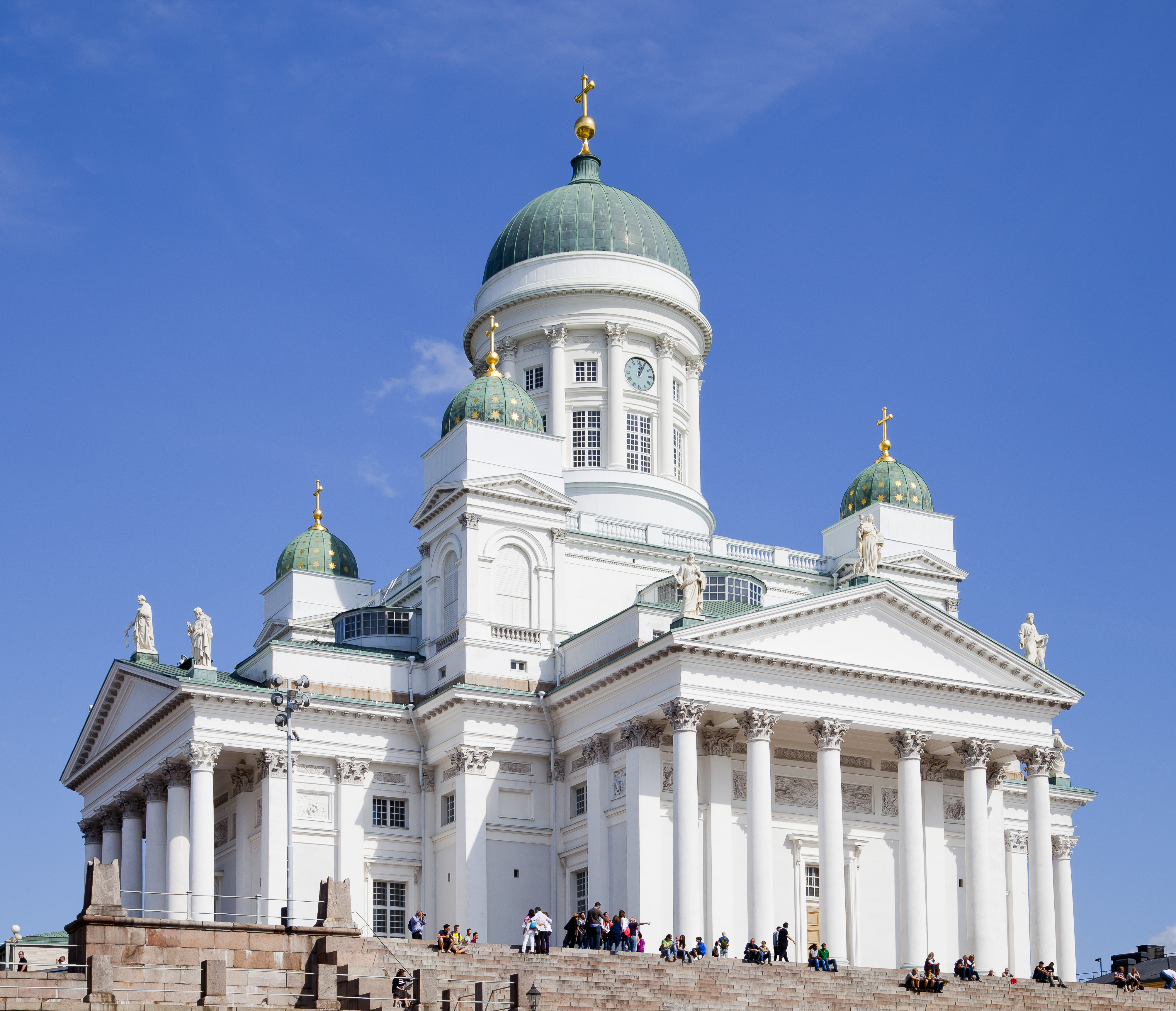
Der Dom von Helsinki. Eine Mehrheit der Finnen gehört der evangelisch-lutherischen Kirche an.

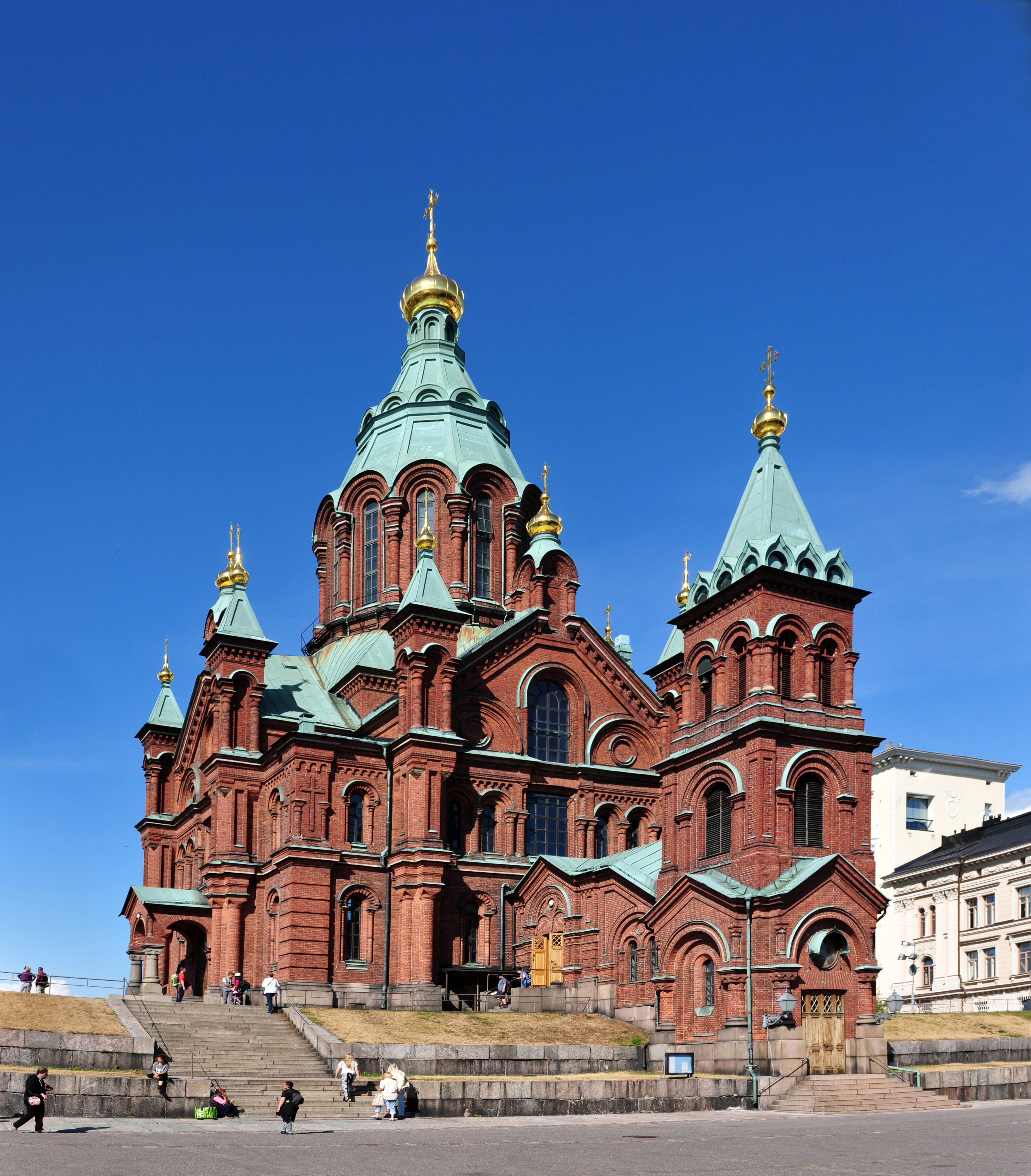
Die 1869 geweihte Uspenski-Kathedrale in Helsinki, das größte orthodoxe Sakralgebäude in Finnland und außerhalb Russlands

Der seit 1923 autonomen Orthodoxen Kirche Finnlands gehören rund 60.000 Menschen in 24 Gemeinden an, also rund 1,1 % der Bevölkerung. Das orthodoxe Christentum verbreitete sich seit dem Mittelalter von Nowgorod aus vor allem nach Karelien. Während der russischen Herrschaft bildeten sich mit dem Zuzug russischer Beamten und Militärs auch orthodoxe Gemeinden in den Großstädten des Landes, deren Nachkommen, die „alten Russen“, heute rund 3000 Köpfe zählen. Als Finnland nach der Niederlage im Zweiten Weltkrieg große Teile Kareliens an die Sowjetunion abtreten musste, wurden auch zehntausende Orthodoxe aus Karelien umgesiedelt und über ganz Finnland verstreut. Seit 1990 hat sich die Anzahl der orthodoxen Christen durch die Einwanderung von „neuen Russen“ aus den Nachfolgestaaten der Sowjetunion deutlich erhöht.
Nicht zur evangelischen Volkskirche gehören die verschiedenen Pfingstkirchen, denen 2010 mindestens 50.000 Menschen angehörten. Zudem gibt es in Finnland 19.000 Zeugen Jehovas und über 3200 Mormonen. Die Katholische Kirche in Finnland hat rund 16.000 Anhänger, zumeist Ausländer oder Einwanderer, vor allem aus Polen. Das katholische Bistum Helsinki besteht seit 1955 und umfasst ganz Finnland.
In Finnland existieren zwei jüdische Gemeinden mit insgesamt rund 1500 Mitgliedern, von denen 1200 in Helsinki und 200 in Turku leben. Die rund 800 Finnland-Tataren sind muslimischen Glaubens. Seit 1990 hat sich die Zahl der in Finnland lebenden Muslime durch die Aufnahme von Tausenden somalischer Flüchtlinge, aber auch durch Einwanderung aus dem Nahen Osten und Südosteuropa vervielfacht. Insgesamt lebten in Finnland im Jahr 1999 schon rund 20.000 Muslime, aber laut Statistics Finland hatten die islamischen Gemeinden im Jahr 2010 nur etwa 8200 Mitglieder.

### Bildung

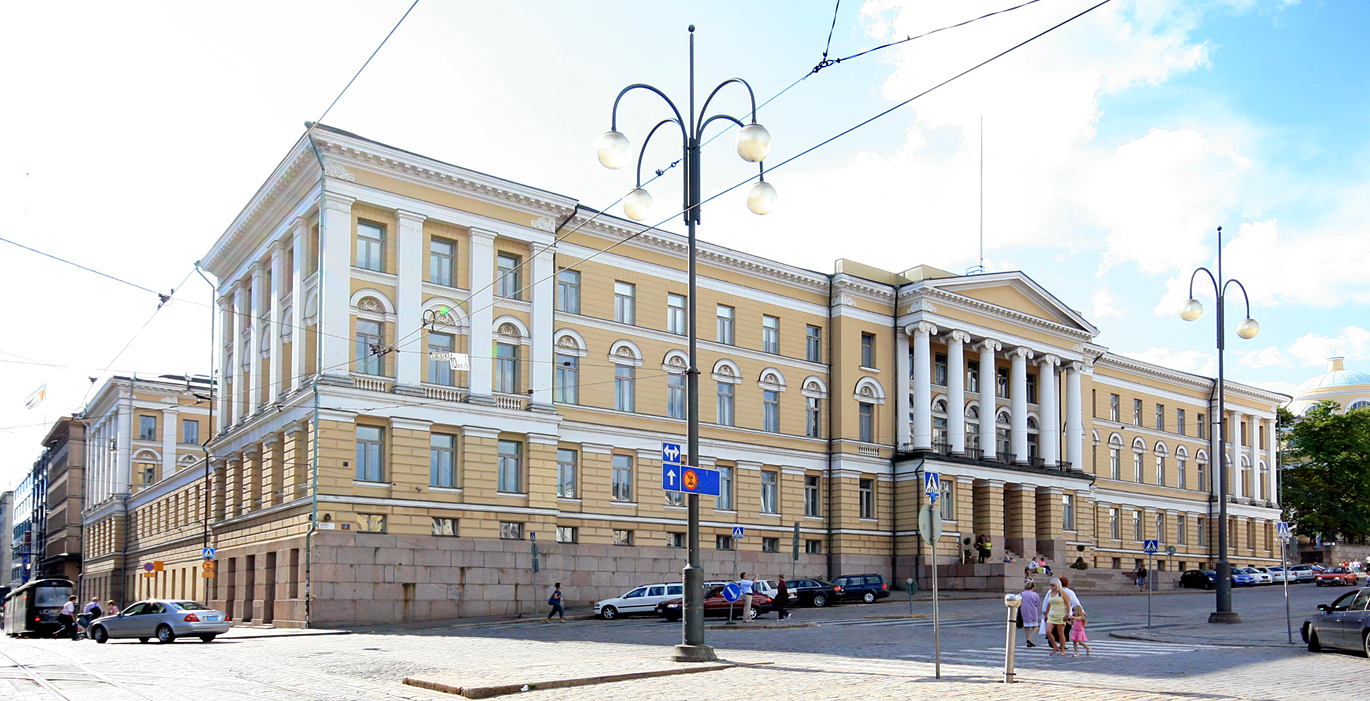
Das Hauptgebäude der Universität Helsinki, der ältesten und größten Hochschule Finnlands

In Finnland besteht gesetzliche Schulpflicht für alle Sieben- bis Sechzehnjährigen. Die meisten Kinder beginnen mit sieben Jahren die neun Schuljahre umfassende Grundschule (peruskoulu). Nach dieser obligatorischen Grundausbildung kann die Schulbildung entweder auf einer Berufsschule oder in einem Gymnasium (lukio) fortgesetzt werden. Die Dauer der gymnasialen Ausbildung ist nicht konkret festgelegt, sondern hängt ähnlich wie im Hochschulstudium von der persönlichen Studienleistung des Schülers ab. Die Mehrheit der Schüler legt nach insgesamt zwölf Schuljahren das Abitur ab. Sowohl dieses als auch der Abschluss der Berufsschule qualifizieren den Schüler prinzipiell für eine Hochschulausbildung, jedoch sind an den Hochschulen Aufnahmeprüfungen mit zum Teil starker Selektion üblich. Die Grundschulen und Gymnasien sowie ein Teil der Berufsschulen stehen unter Verwaltung der Gemeinden.
In den PISA-Studien haben die Schüler Finnlands mit ihren Platzierungen in der Spitzengruppe für Aufsehen gesorgt. Zu den Erklärungsversuchen für das gute Abschneiden des finnischen Schulsystems gehören unter anderem staatliche Bildungsinitiativen wie das seit 1996 bestehende sogenannte LUMA-Programm zur Förderung des naturwissenschaftlichen und mathematischen Unterrichts. Weiter wird auf die einheitliche Schulausbildung für alle Schüler unabhängig von ihrem sozioökonomischen Hintergrund und das damit bessere Abschneiden der schwächeren Schüler verwiesen. Die oft ins Gespräch gebrachte finnische Ganztagsschule gibt es jedoch im Regelfall nicht. Nur etwa ein Viertel der finnischen Schüler nimmt an schulischen Nachmittagsaktivitäten teil. Weder sind die Gemeinden zur Einrichtung von Ganztagsschulen, noch die Schüler zur Teilnahme am Nachmittagsangebot verpflichtet.
Die offizielle Zweisprachigkeit Finnlands spiegelt sich auch im Schulsystem wider. Alle Gemeinden, in denen sowohl finnisch- als auch schwedischsprachige Einwohner leben, sind gesetzlich verpflichtet, für beide Sprachgruppen gesonderte Schulbildung anzubieten. Zu den Besonderheiten der schulischen Fremdsprachenbildung und zu den immer wieder heftig diskutierten Themen gehört die Verpflichtung aller Schüler, die jeweils andere Landessprache zu erlernen. Die immer wieder aufflammende öffentliche Debatte über diese Pflicht wird insbesondere von Vertretern der finnischsprachigen Mehrheit unter dem Schlagwort „Zwangsschwedisch“ (pakkoruotsi) geführt.
Die Hochschulen gliedern sich wie in Deutschland in Universitäten und Fachhochschulen. Während erstere akademische Lehre und Forschung betreiben, konzentrieren sich letztere auf berufsbezogene Ausbildung. Die Fachhochschulen stehen unter Leitung der Gemeinden oder privater Stiftungen, während die 15 Universitäten des Landes eine weitgehende Selbstverwaltung genießen. Lehre und Forschung an den Hochschulen werden hauptsächlich durch öffentliche Mittel finanziert. Die Unterrichtssprache an den finnischen Hochschulen ist in der Regel Finnisch, für die schwedischsprachige Minderheit werden jedoch ebenfalls Studienmöglichkeiten angeboten. Einige Hochschulen, allen voran die Åbo Akademi, sind rein schwedischsprachig. In jüngerer Vergangenheit sind zunehmend auch Lehrinhalte in anderen Sprachen, vor allem Englisch, eingeführt worden.
Die Schulausbildung ist frei von Gebühren. Auch die universitäre Hochschulausbildung ist für Bürger der EU, des Europäischen Wirtschaftsraums und der Schweiz gebührenfrei. Bürger von Drittstaaten ohne permanente Aufenthaltserlaubnis in einem EU-Land müssen für ein nach 2017 angefangenes Bachelor- oder Masterstudium ggf. Gebühren bezahlen. Die Höhe hängt von Universität und Studienfach ab. Sie bewegt sich im Bereich von ca. 12.000 € jährlich. Studenten erhalten zur Finanzierung ihres Studiums staatliche Studienzuschüsse, Wohngeld sowie staatlich bebürgte und zinsgünstige Studiendarlehen. Ein im internationalen Vergleich großer Teil von gut 40 % der jeweiligen Altersklassen erwirbt in Finnland einen Hochschulabschluss. Die Studiendauer bis zum Erreichen des höheren Hochschulabschlusses beträgt im Schnitt 5,1 effektive Studienjahre. Die Gesamtdauer des Studiums wird allerdings erhöht durch die unter Studenten verbreitete Erwerbsarbeit.

## Politik

### Politisches System
Seit 1919 ist Finnland eine parlamentarisch-demokratische Republik. Grundlage ist die heutige Verfassung Finnlands vom 11. Juni 1999, die am 1. März 2000 in Kraft trat. Die neue Verfassung bedeutete eine erhebliche Verschiebung der Machtbefugnisse vom zuvor dominierenden Staatspräsidenten zu Parlament und Regierung (semipräsidentielles Regierungssystem).
Gesetzgebendes Organ ist das Parlament (finn. eduskunta, schwed. riksdagen), ein Einkammerparlament mit 200 Abgeordneten, die für vier Jahre nach dem Verhältniswahlrecht gewählt werden. Wahlberechtigt ist jeder finnische Staatsbürger ab 18 Jahren. Jeder Wähler hat eine Stimme, die er einem bestimmten Kandidaten gibt, so dass die Wähler nicht nur auf die Kräfteverhältnisse der Parteien, sondern auch auf die Reihenfolge der Kandidaten auf den Parteienlisten Einfluss haben.
Die finnische Regierung, der Staatsrat (valtioneuvosto), ist seit der Verfassungsreform direkt dem Parlament verantwortlich. Der Ministerpräsident wird direkt vom Parlament gewählt, die übrigen Mitglieder vom Präsidenten auf Vorschlag des Ministerpräsidenten ernannt. Traditionell werden in Finnland große Koalitionen auch über das zur Schaffung einer absoluten Mehrheit notwendige Maß hinaus gebildet. Derzeit wird der Staatsrat unter Ministerpräsident Petteri Orpo durch eine Koalition von KOK, Christdemokraten, Die Finnen und der Schwedischen Volkspartei gebildet.
Der auf sechs Jahre direkt gewählte Präsident leitet die Außenpolitik nun in Zusammenarbeit mit der Regierung. Er ist Oberbefehlshaber der Streitkräfte und kann hohe Staatsbeamte und Richter ernennen. Seit 2024 ist Alexander Stubb finnischer Präsident.

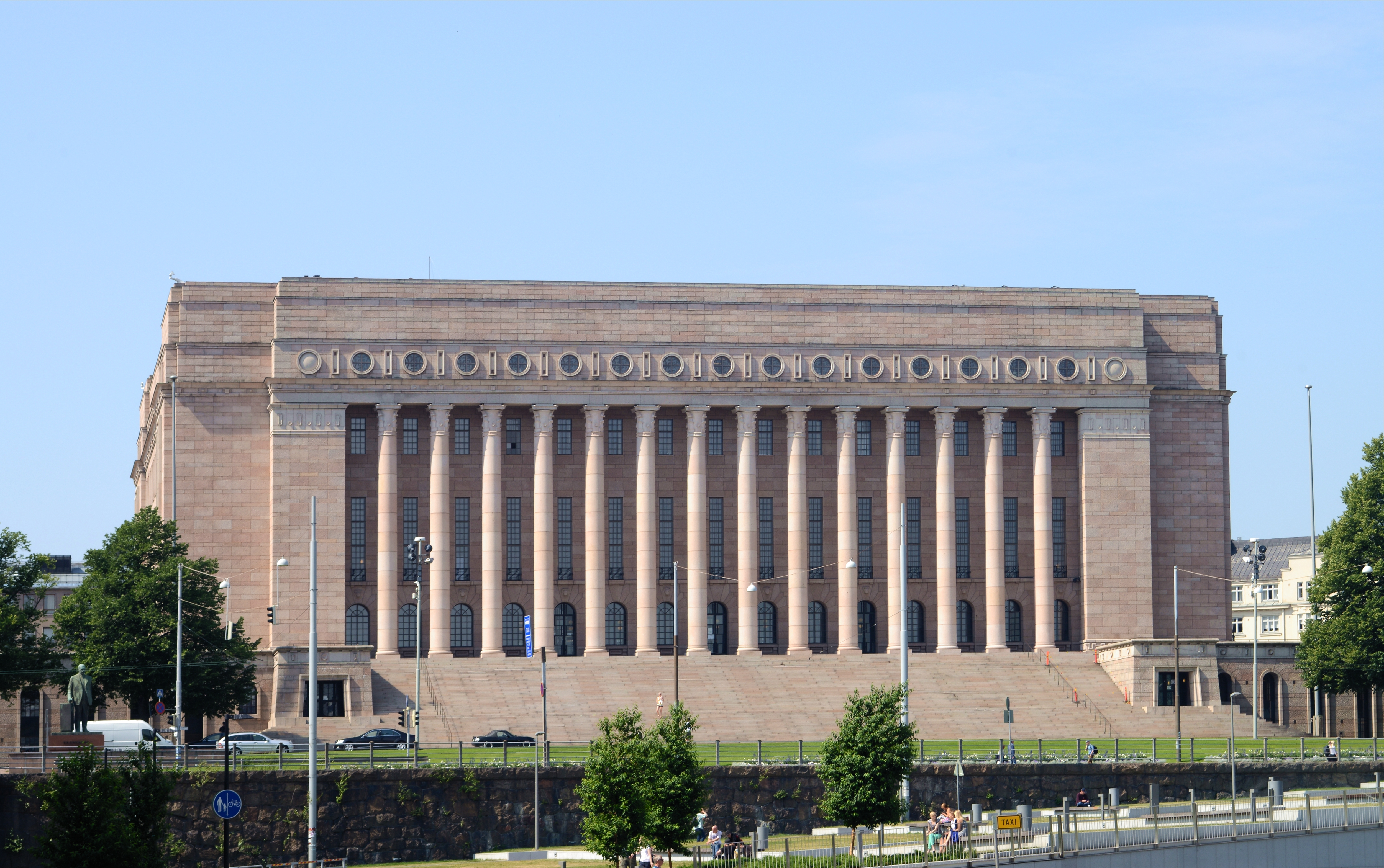
Parlamentsgebäude
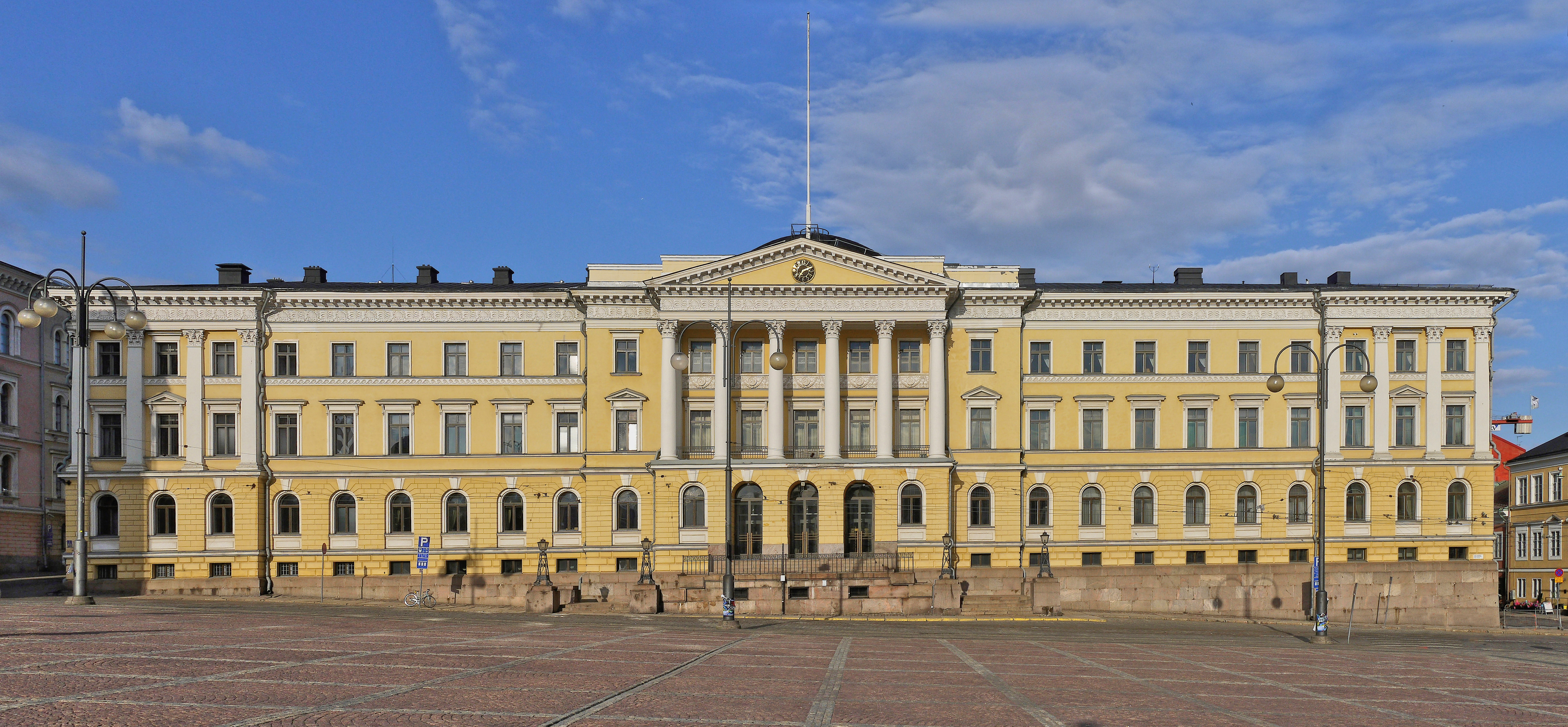
Regierungsgebäude
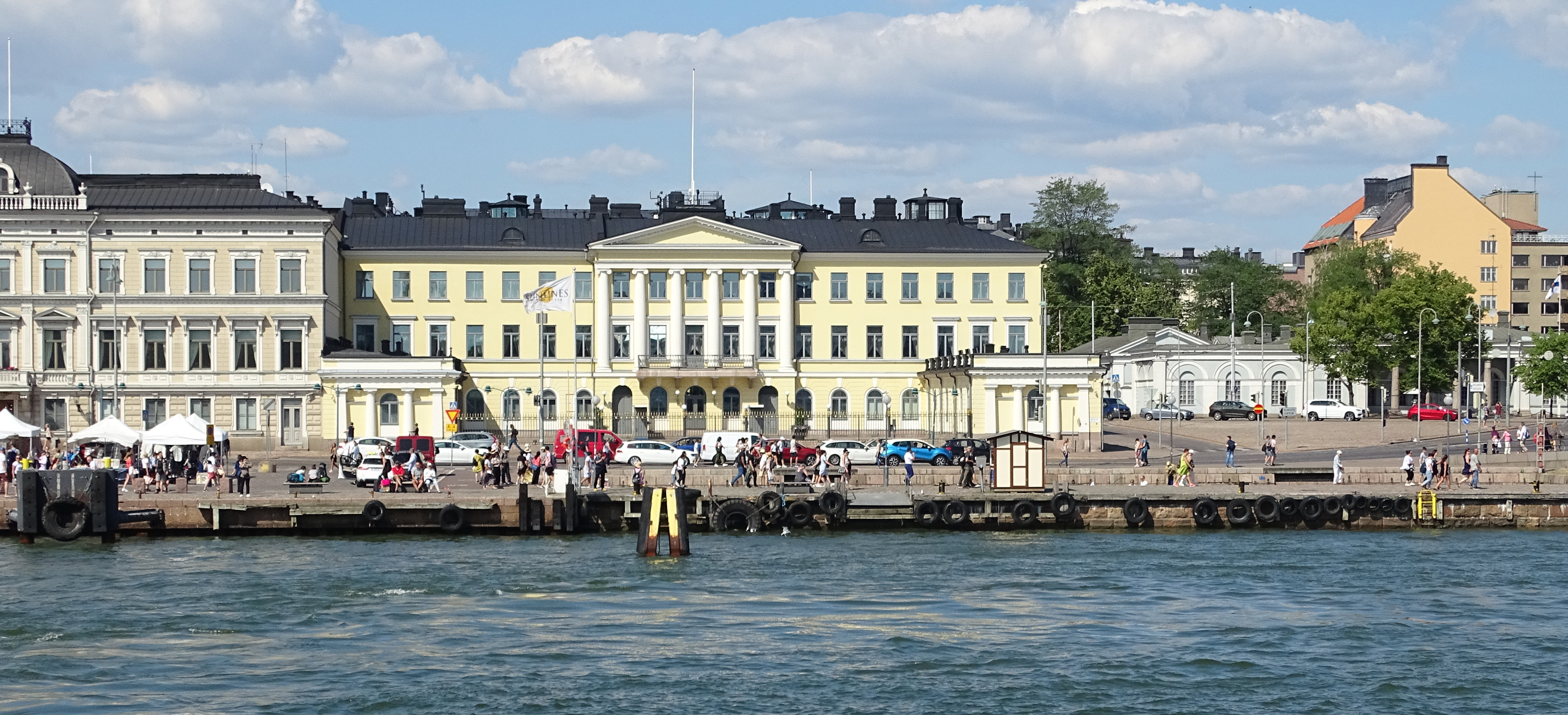
Präsidentenpalais

### Parteien

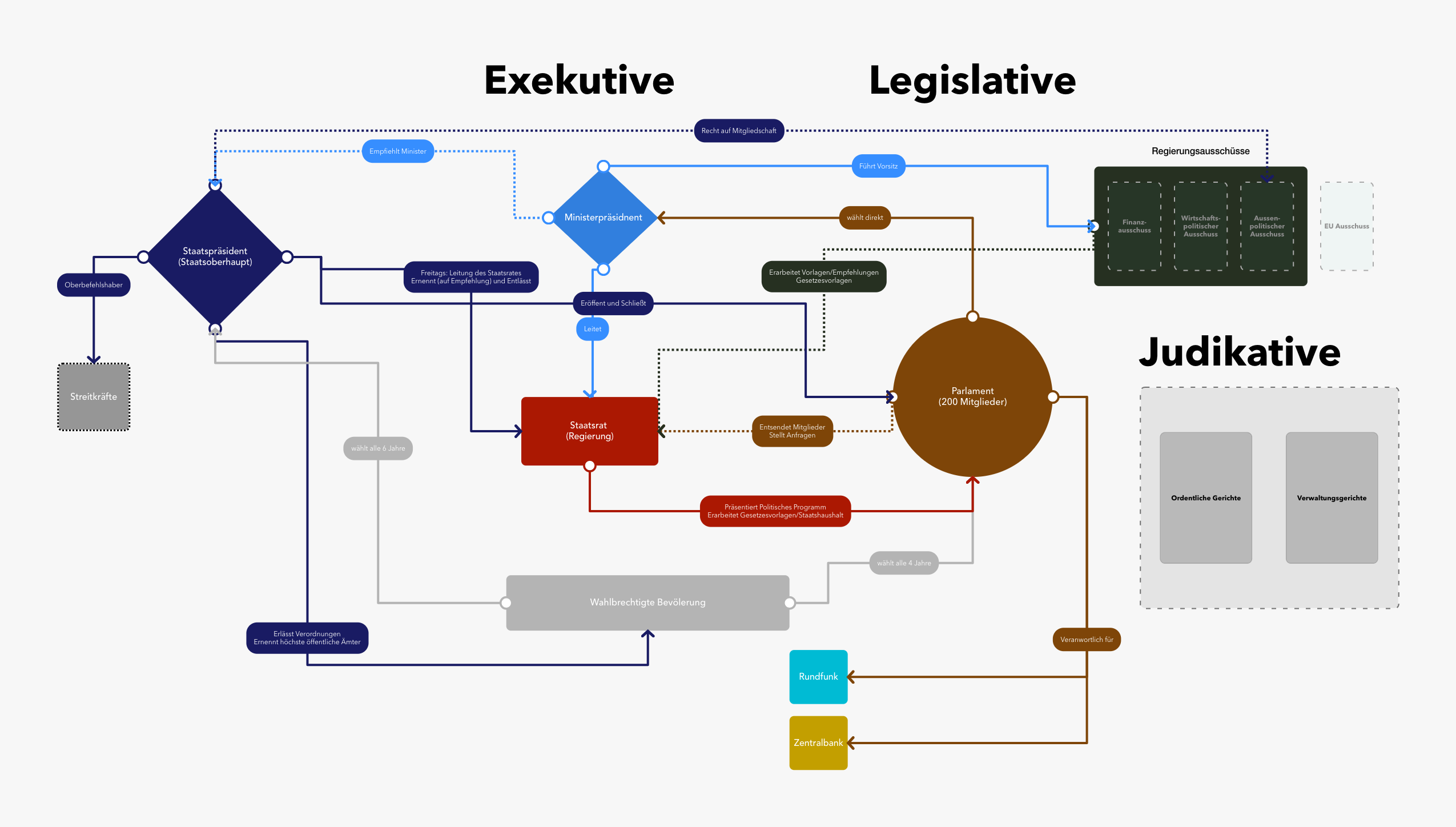
Vereinfachtes Schema des politischen Systems der Republik Finnland

Nach den Parlamentswahlen vom 2. April 2023 sieht das Kräfteverhältnis im finnischen Parlament wie folgt aus:
| Partei                        | Sitze | Totaler Gewinn/Verlust | Stimmen (Prozent) |
| ----------------------------- | ----- | ---------------------- | ----------------- |
| Sozialdemokraten              | 43    | +2                     | 19,9              |
| Die Finnen                    | 46    | +3                     | 20,1              |
| Nationale Sammlungspartei     | 48    | +4                     | 20,8              |
| Zentrum                       | 23    | −3                     | 11,3              |
| Grüner Bund                   | 13    | −5                     | 07,0              |
| Linksbündnis                  | 11    | −1                     | 07,1              |
| Schwedische Volkspartei       | 09    | ±0                     | 04,3              |
| Christdemokraten              | 05    | ±0                     | 04,2              |
| Andere                        | 0*2*  | ±0                     | 05,2              |
| * Inklusive Vertreter Ålands. |       |                        |                   |

Die nationale Sammlungspartei (Kansallinen Kokoomus) hat ihren Schwerpunkt im Gegensatz zur Zentrumspartei in den Ballungszentren. Die 1918 von Monarchisten gegründete Partei steht heute für eine Betonung der bürgerlichen Freiheiten und eine liberale Wirtschaftspolitik. Während die Partei in der Nachkriegszeit keine zentrale Rolle spielte, war sie seit 1987 mit vierjähriger Unterbrechung an allen Regierungen beteiligt.
Die zweite große bürgerliche Gruppierung ist die Zentrumspartei (Suomen Keskusta). Sie wurde 1906 unter dem Namen Landbund (Maalaisliitto) als Interessenvertretung der republikanisch denkenden selbständigen Bauern gegründet. Die Partei wurde 1965 umbenannt, hat aber bis heute den Schwerpunkt ihrer Unterstützung in der Landbevölkerung außerhalb der Städte. Die Zentrumspartei war in der Nachkriegszeit die prägende Partei Finnlands, insbesondere durch den langjährigen Präsidenten Urho Kekkonen.
Die Sozialdemokratische Partei Finnlands (Suomen Sosialidemokraattinen Puolue) wurde 1899 als Arbeiterpartei Finnlands gegründet und nahm 1903 ein marxistisches Parteiprogramm an. Die Geschehnisse des Bürgerkriegs 1918 führten zur Abspaltung der Kommunisten von der Partei, die in der Folge als demokratische Kraft die Zusammenarbeit mit der politischen Mitte suchte. Nach den Kriegen haben die Sozialdemokraten zahlreiche Ministerpräsidenten gestellt, zuletzt Sanna Marin von 2019 bis 2023.
Die kleineren Parteien werden angeführt vom Linksbündnis (Vasemmistoliitto), das 1990 aus einem Zusammenschluss verschiedener linksgerichteter oder kommunistischer Gruppierungen hervorgegangen ist. Ähnlich stark wie das Linksbündnis ist der 1988 gegründete Grüne Bund, der wie die anderen europäischen grünen Parteien aus der Umweltbewegung hervorgegangen ist. Beide Parteien waren 1995 bis 2003 in der Regenbogenkoalition Paavo Lipponens vertreten. Weitere derzeit im Parlament vertretene Parteien sind die Christdemokraten (Suomen Kristillisdemokraatit), eine betont religiös ausgerichtete Kleinpartei, sowie die rechtspopulistischen Wahren Finnen (Perussuomalaiset).
Eine Sonderstellung nimmt die Schwedische Volkspartei (Svenska folkpartiet) ein, die sich als Interessenvertretung der schwedischsprachigen Minderheit in Finnland auffasst. Seit 1930 ist die Partei, die heute die Unterstützung von rund vier Prozent der Wähler genießt, mit vereinzelten kurzzeitigen Ausnahmen an allen Regierungskoalitionen beteiligt gewesen. Die autonome Provinz Åland hat eine eigenständige Parteienlandschaft und wählt einen Parlamentsabgeordneten, der sich unabhängig von seiner Parteizugehörigkeit der Schwedische Fraktion genannten Parlamentsfraktion der Schwedischen Volkspartei anschließt.
Für die Registrierung einer neuen politischen Partei muss diese Unterstützungserklärungen von 5000 Wahlberechtigten beibringen. Wenn eine Gruppierung in zwei aufeinanderfolgenden Parlamentswahlen keine Sitze errungen hat, wird sie aus dem Parteienregister gelöscht und muss eine erneute Registrierung betreiben, wenn sie wieder zu Wahlen antreten möchte.
Die nächste Parlamentswahl findet regulär im Jahr 2027 statt, wenn keine vorzeitigen Wahlen notwendig werden.

### Politische Indizes
| Name des Index                     | Indexwert    | Weltweiter Rang | Interpretationshilfe | Jahr |
| ---------------------------------- | ------------ | --------------- | --- | ---- |
| Fragile States Index               | 14,3 von 120 | 178 von 179     | Stabilität des Landes: sehr nachhaltig 0 = sehr nachhaltig / 120 = sehr alarmierend Rang: 1 = fragilstes Land / 179 = stabilstes Land | 2024 |
| Demokratieindex                    | 9,3 von 10   | 6 von 167       | Vollständige Demokratie 0 = autoritäres Regime / 10 = vollständige Demokratie                                                         | 2024 |
| Freedom in the World Index         | 100 von 100  | —               | Freiheitsstatus: frei 0 = unfrei / 100 = frei                                                                                         | 2024 |
| Rangliste der Pressefreiheit       | 86,6 von 100 | 5 von 180       | Gute Lage für die Pressefreiheit 100 = gute Lage / 0 = sehr ernste Lage                                                               | 2024 |
| Korruptionswahrnehmungsindex (CPI) | 88 von 100   | 2 von 180       | 0 = sehr korrupt / 100 = sehr sauber                                                                                                  | 2024 |

### Verwaltungsgliederung

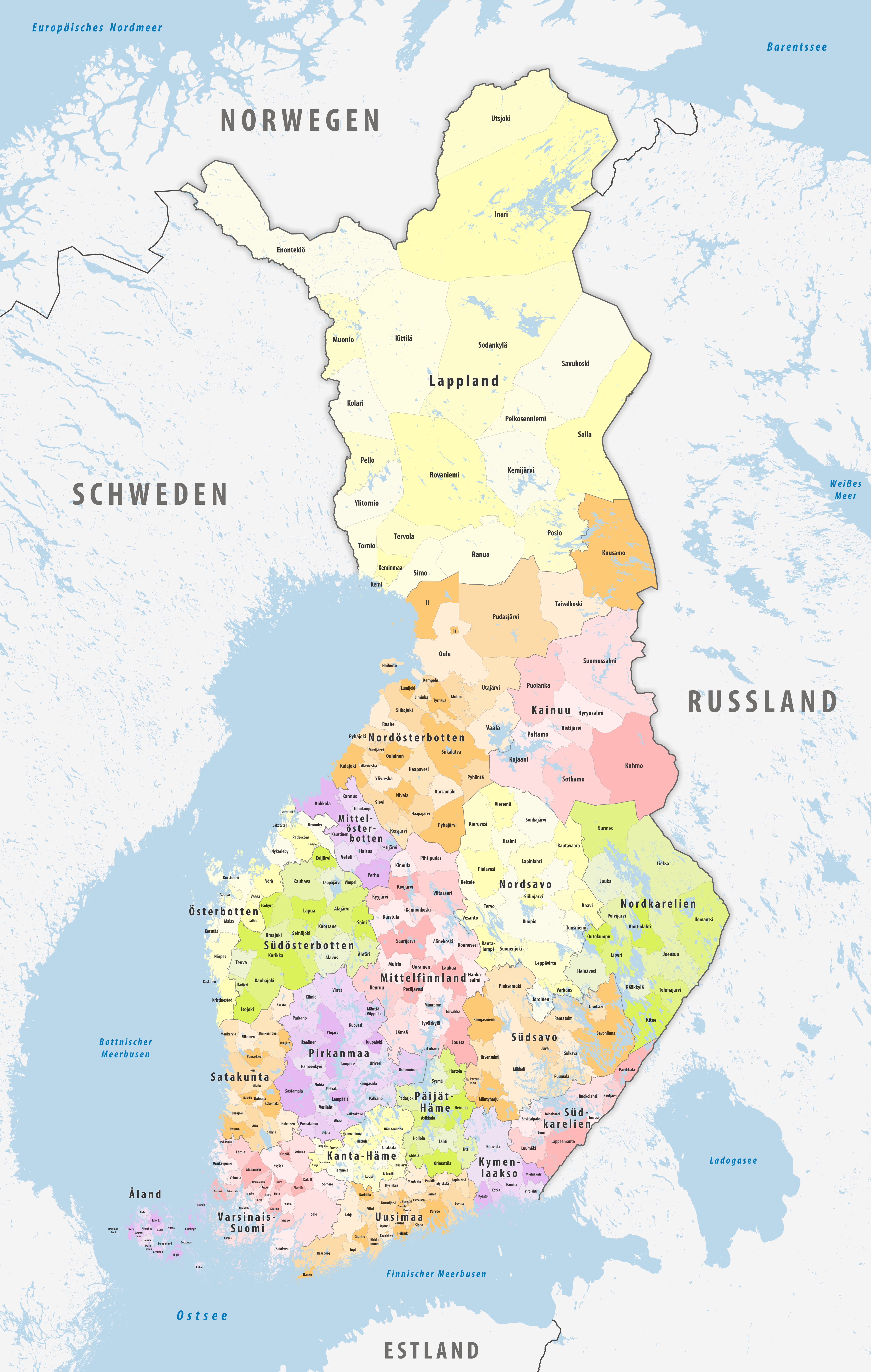
Die Verwaltungsgliederung Finnlands

Die kommunale Selbstverwaltung wird in Finnland in den 310 Gemeinden (kunta) ausgeübt. Während die Gemeinden in den dichter besiedelten Gegenden Finnlands der Größe nach mit mitteleuropäischen Gemeinden vergleichbar sind, haben die Gemeinden besonders in der Nordhälfte des Landes meist eine erhebliche geographische Ausdehnung. Die kleinste Gemeinde, Kauniainen, hat eine Fläche von nur 6 km², die größte Gemeinde, Inari, ist mit über 17.000 km² größer als das deutsche Land Thüringen.
Die Entscheidungsgewalt in der Gemeinde wird durch einen alle vier Jahre direkt gewählten Gemeinderat (valtuusto) ausgeübt. Dieser wählt als Verwaltungsorgan die Gemeinderegierung (kunnanhallitus). Den Vorsitz in der Gemeinderegierung führt entweder ein hauptamtlicher Gemeindedirektor (kunnanjohtaja) oder ein ehrenamtlicher Bürgermeister (pormestari). Ob eine Gemeinde als Stadt bezeichnet wird, ist rechtlich und organisatorisch bedeutungslos. Die Bezeichnung darf jede Gemeinde führen, die nach eigener Meinung eine städtische Struktur aufweist.
Die Gemeinden Finnlands sind in insgesamt 70 Verwaltungsgemeinschaften (seutukunta) zusammengeschlossen, in welchen die jeweiligen Gemeindeverwaltungen in unterschiedlichem Maße zum Zwecke der Wirtschaftsförderung und der Bereitstellung von öffentlichen Dienstleistungen zusammenarbeiten.
Die allgemeine staatliche Regionalverwaltung wird von sechs Regionalverwaltungsbehörden (aluehallintovirasto) ausgeübt. Zu deren Aufgaben gehören neben allgemeinen Exekutivaufgaben vor allem die Verwaltungsaufsicht. Für speziellere Aufgaben der Fachverwaltung bestehen 15 Gewerbe-, Verkehrs- und Umweltzentren. Die traditionelle Aufteilung Finnlands in Provinzen (lääni) ist zum Beginn des Jahres 2010 aufgegeben worden. In Åland besteht eine abweichende Verwaltungsstruktur und sind alle Regionalaufgaben in einer einzigen Staatsbehörde zusammengefasst.
Aus schwedischer Zeit hergebracht ist die regionale Aufteilung Finnlands in 19 Landschaften (maakunta). Im Gegensatz zu den heutigen Verwaltungsregionen verfügen diese über eine traditionelle regionale Identität. Die Landschaften haben als Verwaltungseinheiten keine eigenständige Bedeutung. Die Gemeinden einer Landschaft kooperieren aber jeweils in einem Landschaftsverbund (maakuntaliitto). Eine Ausnahme hiervon ist Åland, wo der gewählte Landschaftsrat die Selbstverwaltung der Inselgruppe ausübt. Ein Experiment in Kainuu, den Rat direkt wählen zu lassen, lief von 2005 bis 2012 und ist inzwischen beendet. In dieser Form gehörte die Landschaft daher im Gegensatz zu den Provinzen zum Kreis der kommunalen Selbstverwaltung.

### Staatshaushalt
Der Staatshaushalt umfasste 2016 Ausgaben von umgerechnet 132,7 Mrd. US-Dollar, dem standen Einnahmen von umgerechnet 127,6 Mrd. US-Dollar gegenüber. Daraus ergibt sich ein Haushaltsdefizit in Höhe von 2,9 % des BIP.
Die Staatsverschuldung betrug 2016 150,2 Mrd. US-Dollar oder 63,5 % des BIP. Finnische Staatsanleihen werden von der Ratingagentur Standard & Poor’s seit dem 10. Oktober 2014 mit der Note AA+ bewertet (Stand 23. Februar 2020).
2020 betrug der Anteil der Staatsausgaben (in % des BIP) folgender Bereiche:
- Bildung: 5,9 %
- Gesundheit: 9,6 %
- Militär: 2,4 % (2024)

### Gesellschaftspolitik
Finnland versteht sich seit der Nachkriegszeit als ausgeprägter Wohlfahrtsstaat. Arbeitslose erhalten eine Unterstützung in Form von Tagegeldern, die nicht vom früheren Einkommen abhängig sind. Die Altersrente für Berufstätige ist als öffentliche Pflichtversicherung geregelt. Die Arbeitgeber sind dazu verpflichtet, zwei Drittel der Versicherungsbeiträge zu tragen. Wer keinen Anspruch auf Arbeitsrente hat, erhält im Alter oder bei Berufsunfähigkeit eine sogenannte Volksrente. Diese beträgt 2007 für einen alleinstehenden Einwohner Helsinkis monatlich 524,85 Euro.
Auch das finnische Gesundheitswesen ist auf einer staatlichen Grundsicherung aufgebaut. Die ärztliche Versorgung wird aus Steuergeldern finanziert und staatlich organisiert. Zu diesem Zweck unterhalten die Gemeinden Gesundheitszentren, in denen Ärzte aller Fachrichtungen arbeiten. Jeder Bürger muss in der Regel das für seinen Wohnort zuständige Gesundheitszentrum aufsuchen; eine freie Arztwahl gibt es im Rahmen der öffentlichen Versorgung nicht. Die Begrenztheit der Ressourcen hat teilweise monatelange Wartelisten für nicht lebensnotwendige Operationen zur Folge. Neben diesem öffentlichen System bestehen heute zahlreiche private Ärztestationen und Krankenhäuser, von deren erheblich höheren Kosten die öffentliche Krankenversicherung nur einen Bruchteil ersetzt.
Auch den Arbeitgebern obliegt ein Teil der Verantwortung für die Gesundheitsversorgung. Im Rahmen der gesetzlich vorgeschriebenen Gesundheitsversorgung am Arbeitsplatz muss der Arbeitgeber Vorsorgeuntersuchungen finanzieren; eine weitergehende Versorgung der Mitarbeiter ist steuerlich begünstigt. Auch in anderen Bereichen spielen gesellschaftspolitische Zielsetzungen in den Arbeitsplatz hinein. Die finnische Vorstellung von flachen Hierarchien und der Verteilung von Verantwortung findet ihren Ausdruck in der Verpflichtung der Arbeitgeber, alle Maßnahmen mit Einfluss auf Arbeitsplätze und Arbeitsbedingungen im Voraus eingehend mit den betroffenen Mitarbeitern zu verhandeln. Auch müssen in Betrieben Pläne zur Förderung der Gleichberechtigung von Mann und Frau aufgestellt werden.
Die Gleichstellung der Geschlechter wird in Finnland auch durch eine umfangreiche Familienpolitik gefördert. Alle werdenden Eltern erhalten ein Mutterschaftspaket, das eine Babyausstattung für das erste Lebensjahr enthält. Die ersten sechs Monate nach Geburt eines Kindes kann ein Elternteil oder beide abwechselnd unbezahlten Elternurlaub nehmen und in dieser Zeit finanzielle Unterstützung aus der Krankenversicherung erhalten. Danach haben alle Kinder bis zur Einschulung das Recht auf einen Platz in einer kommunalen Kindertagesstätte oder auf finanzielle Unterstützung für die Betreuung zu Hause. Die Ergebnisse dieser Politik sind in der Beschäftigungsrate der Frauen sichtbar. Diese lag 2005 bei 66,5 % der Frauen im arbeitsfähigen Alter im Vergleich zu 57,5 % im EU-Schnitt.
Im Jahr 2006 wurden in Finnland 28.236 Ehen geschlossen und 13.255 geschieden. Bei Eingehung der ersten Ehe sind finnische Frauen durchschnittlich 29,7, Männer 32,1 Jahre alt. Die Rechtsstellung gleichgeschlechtlicher Paare wurde schrittweise an die der heterosexuellen Partnerschaften angeglichen. Seit 2002 konnten sie eine eingetragene Partnerschaft eingehen, die im Wesentlichen die gleichen Rechtswirkungen wie die Ehe hatte. 2006 wurden 84 Männer- und 107 Frauenpaare eingetragen.
Seit dem 1. März 2017 ist es gleichgeschlechtlichen Paaren möglich, eine Ehe einzugehen. Sie besitzen seitdem die Möglichkeit zur Adoption und können einen einheitlichen Familiennamen führen.
Zu den gesellschaftspolitischen Dauerthemen in Finnland gehört die Alkoholpolitik. Im Jahr 2005 war Alkohol die häufigste Todesursache unter Finnen im arbeitsfähigen Alter. Der Verkauf von alkoholischen Getränken unterliegt in Finnland zahlreichen gesetzlichen Beschränkungen. Getränke mit einem Alkoholgehalt über 4,7 % dürfen nur in den staatlichen Monopolgeschäften der Alko-Kette verkauft werden. Die Alkoholsteuern sind im europäischen Vergleich hoch. Sie standen zuletzt wegen des Abbaus der Einfuhrbeschränkungen innerhalb der EU unter Senkungsdruck, eine erneute Anhebung ist aber geplant.
Im Weltglücksbericht der UNO landete Finnland 2025 zum achten Mal in Folge auf dem ersten Platz.

### Polizei
Finnland zählt kriminalstatistisch zu den sichersten Ländern Europas. Es gibt rund 7700 Polizisten. Die finnische Polizei ist dreistufig organisiert. Neben der Polizeiabteilung im Innenministerium gibt es die Polizeidirektion in Helsinki und die Provinzpolizeikommandos. Die unterste Stufe bildet die lokale Polizei in den Amtsbezirken. Im ganzen Land gibt es 280 Polizeidienststellen, dazu kommen über 50 mit anderen Behörden gemischte Dienststellen. Die autonomen Åland-Inseln haben eine unabhängige Polizeiorganisation.

### Umweltschutz

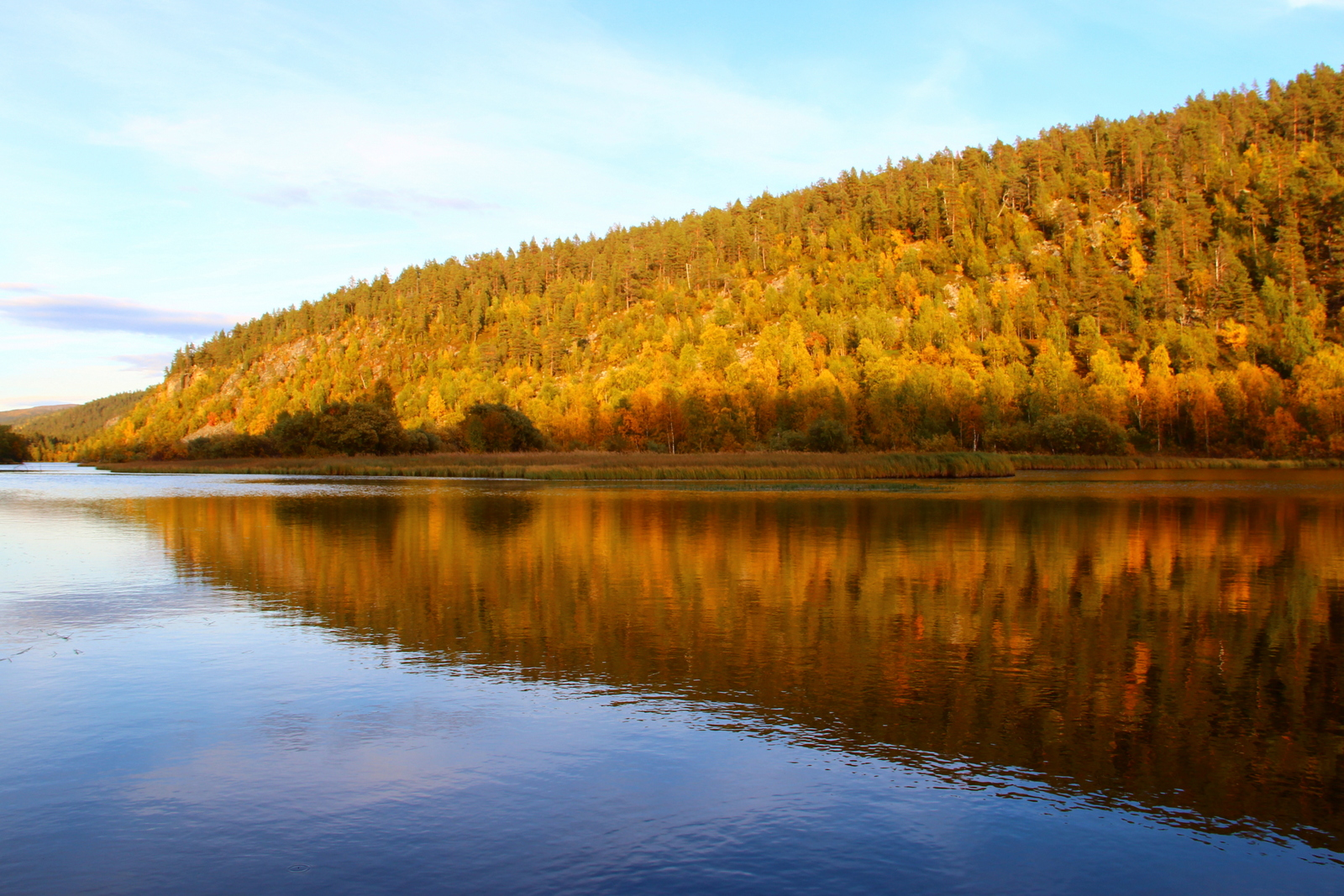
Nationalpark Lemmenjoki

Etwa ein Zehntel der Landesfläche Finnlands steht unter Naturschutz unterschiedlichen Grades. Im Norden des Landes, wo die Bevölkerungsdichte niedrig und ein großer Teil des Landes in staatlichem Besitz ist, ist der Anteil noch weitaus höher. Seit Juni 2017 gibt es 40 Nationalparks mit einer Gesamtfläche von 9892 km² (2,7 % der Gesamtfläche Finnlands), darunter in Lappland die Nationalparks Lemmenjoki und Urho Kekkonen, die jeweils über 2500 Quadratkilometer groß sind. Die Verantwortung für den Umweltschutz obliegt dem finnischen Umweltministerium. Dessen Hauptziele sind der Erhalt der Biodiversität, der Schutz des Landschaftsbildes, eine nachhaltige Nutzung der natürlichen Ressourcen, aber auch die Freizeitnutzung der Naturflächen.
Der Treibhausgasausstoß pro Kopf des Landes gehört mit knapp 16 Tonnen CO2-Äquivalent zu den weltweit höchsten. Zwischen 1990 und 2004 stiegen die Treibhausgasemissionen um 14,5 % von 71,1 auf 81,4 Millionen Tonnen CO2-Äquivalent. Im Kyoto-Protokoll hatte sich Finnland verpflichtet, seine Treibhausgasemissionen bis zum Zeitraum 2008–12 gegenüber 1990 nicht steigen zu lassen.

### Außen- und Verteidigungspolitik
Die finnische Sicherheits- und Verteidigungspolitik ist nachhaltig von der Erfahrung des Zweiten Weltkrieges geprägt. In der kollektiven Erinnerung ist die Ansicht tief verwurzelt, dass auf Verbündete kein Verlass sei und die Landesverteidigung im Kriegsfall aus eigener Kraft gewährleistet sein sollte.
Die Verteidigungspolitik Finnlands ist, ähnlich wie die der Nachbarländer Norwegen und Schweden, auf eine „totale Verteidigung“ (kokonaismaanpuolustus) der staatlichen Souveränität, territorialen Integrität und demokratischen Verfassung des Landes ausgerichtet.
Im Kalten Krieg war Finnland bemüht, gute Beziehungen zur Sowjetunion zu unterhalten, den mächtigen Nachbarn und vormaligen Kriegsgegner aber gleichzeitig auf Abstand zu halten. So schlossen die beiden Staaten 1948 einen Vertrag über Freundschaft, Zusammenarbeit und gegenseitigen Beistand ab, doch wusste Finnland die darin vorgesehenen Gipfeltreffen immer wieder zu vertagen. Das Bemühen, im Zuge der fortschreitenden Blockbildung die Neutralität zu wahren, bestimmte die finnische Außenpolitik ab den 1950er Jahren und wird nach den Staatspräsidenten dieser Zeit als Paasikivi-Kekkonen-Linie bezeichnet. Zwar war Finnland durch die stete Rücksichtnahme auf die Interessen Moskaus in seiner außenpolitischen Handlungsfähigkeit stark eingeschränkt, konnte die Wehrfähigkeit des Staates jedoch wahren.
Auch nach dem Zusammenbruch der Sowjetunion und dem Ende des Kalten Krieges hielt Finnland an der Allianzfreiheit fest, doch wich die Doktrin der strikten Neutralität einer aktiven Westpolitik. So kooperierte Finnland seit 1994 im Rahmen der Partnerschaft für den Frieden und seit 1997 als Mitglied des Euro-Atlantischen Partnerschaftsrats mit der NATO. Finnische Soldaten waren für die von der NATO geführten Sicherungstruppen in Afghanistan (ISAF) im Einsatz und sind derzeit noch im Kosovo (KFOR) stationiert. Mit dem Beitritt zur Europäischen Union 1995 und dem Bekenntnis zur gemeinsamen Sicherheits- und Verteidigungspolitik trat das Land zwar keinem eigentlichen Militärbündnis bei, stellte aber dennoch seine Sicherheitspolitik und damit auch seine Streitkräfte in den Dienst supranationaler Interessen. Am 1. Januar 2006 nahmen erstmals finnische Soldaten an einem Kampfverband der EU teil und standen für Einsätze im Sinne der Petersberg-Aufgaben bereit.
Die Möglichkeit eines NATO-Beitritts war eines der umstrittensten Themen in der finnischen Öffentlichkeit. Die ehemalige Präsidentin Tarja Halonen sah in dieser Frage keinen Handlungsbedarf; eine Mehrheit der Finnen stand einer NATO-Mitgliedschaft ablehnend gegenüber. Gegner der Mitgliedschaft beriefen sich vor allem auf die bewährte Neutralitätspolitik und bevorzugten die Zusammenarbeit innerhalb der EU, während Befürworter die Verteidigungsinteressen Finnlands insbesondere mit Blick auf das instabile Russland betonten. Die Diskussion intensivierte sich nach dem russischen Einmarsch in Georgien 2008. Nachdem der russische Präsident Putin 2014 durch die Annexion der Krim die europäische Friedensordnung umgestoßen hatte, wollten alle Parteien im Jahr 2015 einen Beitritt nicht mehr ausschließen. Nach dem russischen Einmarsch in die Ukraine 2022 im Februar stieg die Zustimmung unter der Bevölkerung sprunghaft und lag Mitte März 2022 bei über 60 %. Am 18. Mai 2022 reichte Finnland zusammen mit Schweden unter dem Eindruck des anhaltenden Ukraine-Konflikts den Antrag zur Aufnahme als Mitglied bei der NATO ein. Bereits zuvor waren die Vorbereitungen zur Abwehr eines möglichen russischen Angriffs intensiviert worden. Dabei standen insbesondere eine schnellere Verlegung von aktiven Truppen an Brennpunkte und eine Beschleunigung der Mobilmachung im Blickpunkt. In diesem Rahmen erhalten Brigaden der Jäger- und der Panzertruppe zusätzliche Ausrüstung, die Personaldatenbank wurde aktualisiert und gesetzliche Voraussetzung für eine beschleunigte Anordnung von Reserveübungen durch den Präsidenten geschaffen. Zudem können die Streitkräfte nun auch bei Konflikten unterhalb der Schwelle eines Krieges eingesetzt werden. Am 4. April 2023 wurde Finnland in die NATO aufgenommen. Mit dem Beitritt Schwedens am 7. März 2024 sind alle Länder Skandinaviens erstmals seit der Auflösung der Kalmarer Union 1523 wieder Teil eines gemeinsamen Militärbündnisses.
Im Jahr 2006 machte das Budget der finnischen Streitkräfte rund 5,7 % des Gesamthaushalts aus und betrug absolut 2,274 Milliarden Euro. Der Anteil der Militärausgaben am Bruttosozialprodukt liegt bei 1,6 %, was deutlich unter dem gesamteuropäischen Schnitt liegt. Für 2021 werden 2,0 % geschätzt. In Finnland gilt die allgemeine Wehrpflicht für Männer. Der Wehrdienst dauert je nach Ausbildungsstand zwischen 5,5 und 12 Monaten. Zwar besteht die Möglichkeit zur Wehrdienstverweigerung und Ableistung eines zivilen Ersatzdienstes (Dauer: 8,5 oder 11,5 Monate), doch leisten mehr als 80 % eines Geburtsjahrgangs Militärdienst. Ausdrücklich vom Wehrdienst ausgenommen sind nur Zeugen Jehovas und die Bewohner der autonomen und demilitarisierten Provinz Åland. Seit 1995 besteht für Frauen zwischen 18 und 29 die Möglichkeit zum freiwilligen Wehrdienst, was jährlich zwischen 1000 und 1700 Frauen nutzen. 2019 waren 4 % des Vollzeitpersonals weiblich. Das Europäische Büro für Kriegsdienstverweigerung kritisiert den finnischen Staat aufgrund der Diskriminierung von Wehrdienstverweigerern.
Die Stärke der finnischen Streitkräfte wird für das Jahr 2021 auf 22.000 Personen geschätzt, davon 15.000 im Heer, 4.000 in der Marine und 3.000 in der Luftwaffe. Bis zu 35.000 Finnen werden jährlich zu Reserveübungen einberufen. Im Kriegsfall könnten bis zu 520.000 Personen in kurzer Zeit unter Waffen gestellt werden, 2021 wird eine Kriegsstärke von ungefähr 180.000 Personen angegeben. Zudem kann der Finnische Grenzschutz mit einer Kriegsstärke von 30.000 Mann dem Heereskommando unterstellt werden.

### Recht und Justiz
Das finnische Rechtssystem ist historisch bedingt stark vom Recht Schwedens geprägt, das bei der Ablösung Finnlands aus dem Verbund mit Schweden 1809 in Kraft blieb. Bis in die jüngere Vergangenheit zeichnete sich die Gesetzgebung durch ein hohes Maß an Kontinuität aus. Seit dem Beitritt Finnlands zur Europäischen Union 1995 hat das Unionsrecht vielfältige Neuerungen und Reformen in der finnischen Gesetzgebung erforderlich gemacht.
Es gibt in Finnland kein gesondertes Verfassungsgericht. Die Gesetzmäßigkeit der Verwaltungstätigkeit wird von den regulären Gerichten überprüft. Die Verfassungsmäßigkeit der vom Parlament beschlossenen Gesetze ist jedoch richterlicher Kontrolle entzogen. Das Parlament übt eine Selbstkontrolle der Verfassungsmäßigkeit seiner Gesetzgebung mittels eines Grundgesetzausschusses (perustuslakivaliokunta) aus.
Die allgemeinen Gerichte sind in Finnland
- der Oberste Gerichtshof (finn. korkein oikeus, schwed. högsta domstolen)
- 5 Appellationsgerichte (hovioikeus, hovrätt)
- 20 Amtsgerichte (käräjäoikeus, tingsrätt).[124]

Als Verwaltungsgerichte entscheiden
- der Oberste Verwaltungsgerichtshof (korkein hallinto-oikeus, högsta förvaltningsdomstolen)
- 6 regionalen Verwaltungsgerichte (alueellinen hallinto-oikeus, regional förvaltningsdomstol) und das Verwaltungsgericht der Ålandinseln (Ahvenanmaan hallintotuomioistuin, Ålands förvaltningsdomstol).[124]

Sonder- oder Fachgerichte sind
- das Marktgericht (markkinaoikeus, marknadsdomstolen)
- das Arbeitsgericht (työtuomioistuin, arbetsdomstolen)
- das Versicherungsgericht (vakuutusoikeus, försäkringsdomstolen)
- der Staatsgerichtshof (valtakunnanoikeus, riksrätten).

## Wirtschaft

### Wirtschaftliche Entwicklung

Finnland ist Teil des Europäischen Binnenmarkts. Zusammen mit 19 weiteren EU-Mitgliedstaaten (blau) bildet es eine Währungsunion, die Eurozone.

Bis weit ins 20. Jahrhundert zählte Finnland zu den ärmsten Ländern Europas. Auch wenn bereits in der ersten Hälfte des 19. Jahrhunderts Industriebetriebe, vor allem Papiermühlen, Baumwollspinnereien und Eisenhütten entstanden, war das Leben der meisten Finnen bis nach dem Zweiten Weltkrieg von der Landwirtschaft geprägt. Erst nach dem Krieg wurde die Industrialisierung stärker vorangetrieben, nicht zuletzt, um die umfangreichen Reparationsforderungen der Sowjetunion zu bewältigen. Innerhalb von zwanzig Jahren entwickelte sich eine diversifizierte Wirtschaft mit einer leistungsfähigen Elektroindustrie, Petrochemie und Maschinen- und Fahrzeugbau. Ein weiterer wichtiger Bereich wurde der Schiffbau. Das kräftige Wirtschaftswachstum der Nachkriegszeit, das auch mit dem lebhaften Osthandel verknüpft war, wurde nach dem Zusammenbruch der Sowjetunion 1991 jäh unterbrochen. In der nachfolgenden schweren Wirtschaftskrise sank das Bruttosozialprodukt um 13 %, die Arbeitslosenquote stieg von 3,4 im Jahr 1990 auf 18,4 % im Jahr 1994. Die Krise brachte eine einschneidende Umstrukturierung der finnischen Wirtschaft. Zur Stabilisierung des Staatshaushaltes wurden zahlreiche Staatsunternehmen privatisiert. Gleichzeitig investierte der Staat umfangreich in die Hochschulbildung im Hochtechnologiebereich. So wurde dann auch die Mikroelektronikbranche mit Nokia an der Spitze zum Zugpferd für den wirtschaftlichen Aufschwung.
Der Beitritt zur Europäischen Gemeinschaft 1995 trug seinerseits zur wirtschaftlichen Stabilisierung bei. Die Neuausrichtung der Wirtschaftsstruktur sorgte bis zum Jahr 2001 für eine Halbierung der Arbeitslosenquote auf 9,2 %. In der Folge sank die Arbeitslosigkeit weiter, fiel 2008 auf einen Tiefststand von 6,4 % und bewegte sich dann um die 8 %. Die Arbeitslosenquote lag im Juni 2018 bei 7,6 % und liegt damit leicht über dem EU-Durchschnitt. Im Jahr 2017 betrug die Jugendarbeitslosigkeit 19,9 %. Seit 1999 gehört Finnland zur Eurozone. Bis 2001 hatte es mit der Finnmark eine eigene Währung, seit 2002 gibt es eigene Euro-Münzen heraus.
Heute gehört Finnland zu den wohlhabenden Ländern innerhalb der Europäischen Union. Im Jahr 2014 erreichte der Kaufkraftindex für Finnland den Wert 110 im Vergleich zum Unionsdurchschnitt 100 (EU-28). Die finnische Außenhandelsbilanz weist einen leichten Überschuss auf. Im Jahr 2006 betrug der Export 61,40 Mrd. € bei einem Import von 55,89 Mrd. €. Die wichtigsten Handelspartner sind Deutschland mit einem Handelsanteil von 14,9 % bzw. 13,1 % (Import/Export), Schweden mit 11,2/10,7 % und Russland mit 11,2/5,7 %. Im Global Competitiveness Index, der die Wettbewerbsfähigkeit eines Landes misst, belegt Finnland Platz 11 von 141 Ländern (Stand 2019). Der Index für wirtschaftliche Freiheit 2024 des Landes war der zwölfthöchste von 176 Ländern.
Das Land führt eine Wertpapierbörse – die Börse Helsinki – mit ihrem Leitindex, dem OMX Helsinki 25.
| Jahr                                    | 2010   | 2015   | 2016   | 2017   | 2018   | 2019   | 2020   | 2021   | 2022   | 2023   |
| --------------------------------------- | ------ | ------ | ------ | ------ | ------ | ------ | ------ | ------ | ------ | ------ |
| BIP in Mrd. USD (Kaufkraftparität)      | 220,5  | 239,0  | 247,4  | 260,2  | 271,6  | 288,6  | 294,7  | 317,8  | 345,4  | 353,6  |
| BIP pro Kopf in USD (Kaufkraftparität)  | 41.197 | 43.670 | 45.091 | 47.277 | 49.270 | 52.311 | 53.338 | 57.426 | 62.249 | 63.559 |
| BIP-Wachstum (real)                     | 3,2 %  | 0,5 %  | 2,6 %  | 3,3 %  | 1,2 %  | 1,4 %  | −2,5 % | 2,7 %  | 1,5 %  | −1,2 % |
| Inflation (in Prozent)                  | 1,7 %  | −0,2 % | 0,4 %  | 0,8 %  | 1,2 %  | 1,1 %  | 0,4 %  | 2,1 %  | 7,2 %  | 4,3 %  |
| Staatsverschuldung (in Prozent des BIP) | 50 %   | 69 %   | 69 %   | 67 %   | 65 %   | 65 %   | 75 %   | 73 %   | 74 %   | 77 %   |

### Land- und Forstwirtschaft

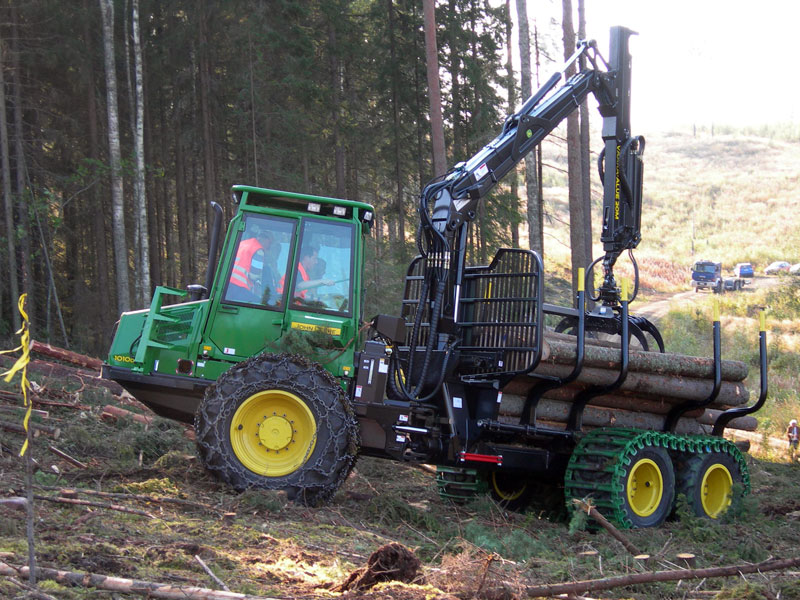
Holzernte in Pirkanmaa

Die Landwirtschaft spielt nach wie vor eine bedeutende Rolle in der finnischen Wirtschaft und Gesellschaft. Rund 300.000 Menschen sind in der Landwirtschaft und den Folgeindustrien beschäftigt. Dabei sind die klimatischen Bedingungen für den Ackerbau ungünstig: die kurze Vegetationsperiode, unregelmäßige Niederschläge und saure Moorböden stellen Hindernisse für eine intensive Landnutzung dar. Nur 2,2 Millionen Hektar, also kaum 6,5 % der Landesfläche, werden landwirtschaftlich genutzt. Getreideanbau (Gerste, Hafer, Weizen) und Schweinemast dominieren in den Küstenregionen Süd- und Westfinnlands. In Mittel- und Ostfinnland liegt der Schwerpunkt auf der Rinderhaltung; Milchprodukte machen gut 40 % der landwirtschaftlichen Gesamtproduktion aus. Im Rentierzuchtgebiet, das Lappland sowie Teile von Nordösterbotten und Kainuu umfasst, gibt es rund 5500 Rentierzüchter, die insgesamt über 200.000 Tiere besitzen. Anders als in Schweden und Norwegen ist die Rentierzucht kein Privileg der samischen Minderheit, sondern wird auch von Angehörigen der Mehrheitsbevölkerung ausgeübt.
Der EU-Beitritt des Landes war besonders für die finnische Landwirtschaft ein folgenschwerer Einschnitt. War der finnische Agrarmarkt durch eine protektionistische Zollpolitik zuvor gut abgeschottet, so fielen die Erzeugerpreise nach 1995 schlagartig um mehr als ein Drittel. Da die Gemeinsame Agrarpolitik der Europäischen Union jedoch den Erhalt der Landwirtschaft in allen Regionen und den Ausgleich struktureller und natürlicher Nachteile vorsieht, profitieren die finnischen Bauern heute in erheblichem Maße von EU-Fördergeldern. Unter diesen Umständen hat sich die Landkonzentration in den vergangenen Jahren erhöht: Während die Anzahl der landwirtschaftlichen Betriebe von fast 80.000 im Jahr 2000 auf 69.071 im Jahr 2006 sank, stieg die Durchschnittsgröße der Hoffläche von 28 auf 33 Hektar.
Von der Forstwirtschaft als Zulieferer der holzverarbeitenden Industrie profitiert ein bedeutender Teil der Bevölkerung als Arbeitnehmer, aber auch als Waldbesitzer: Rund 58 % der finnischen Wälder sind im Besitz von Privatpersonen, jede fünfte finnische Familie besitzt Waldgrundstücke. Jedes Jahr werden über 100.000 Einschlagverträge zwischen privaten Waldbesitzern und der Forstindustrie geschlossen. In den finnischen Wäldern werden jährlich rund 60 Millionen Kubikmeter Holz geschlagen. Nach Berechnungen des finnischen Landwirtschaftsministeriums übersteigt der jährliche Nachwuchs diese Menge deutlich. Die Abholzungen in nordfinnischen Urwäldern sind trotzdem in den vergangenen Jahren Gegenstand heftiger und teilweise auch militant vorgetragener Kritik durch verschiedene Naturschutzorganisationen geworden.

### Industrie

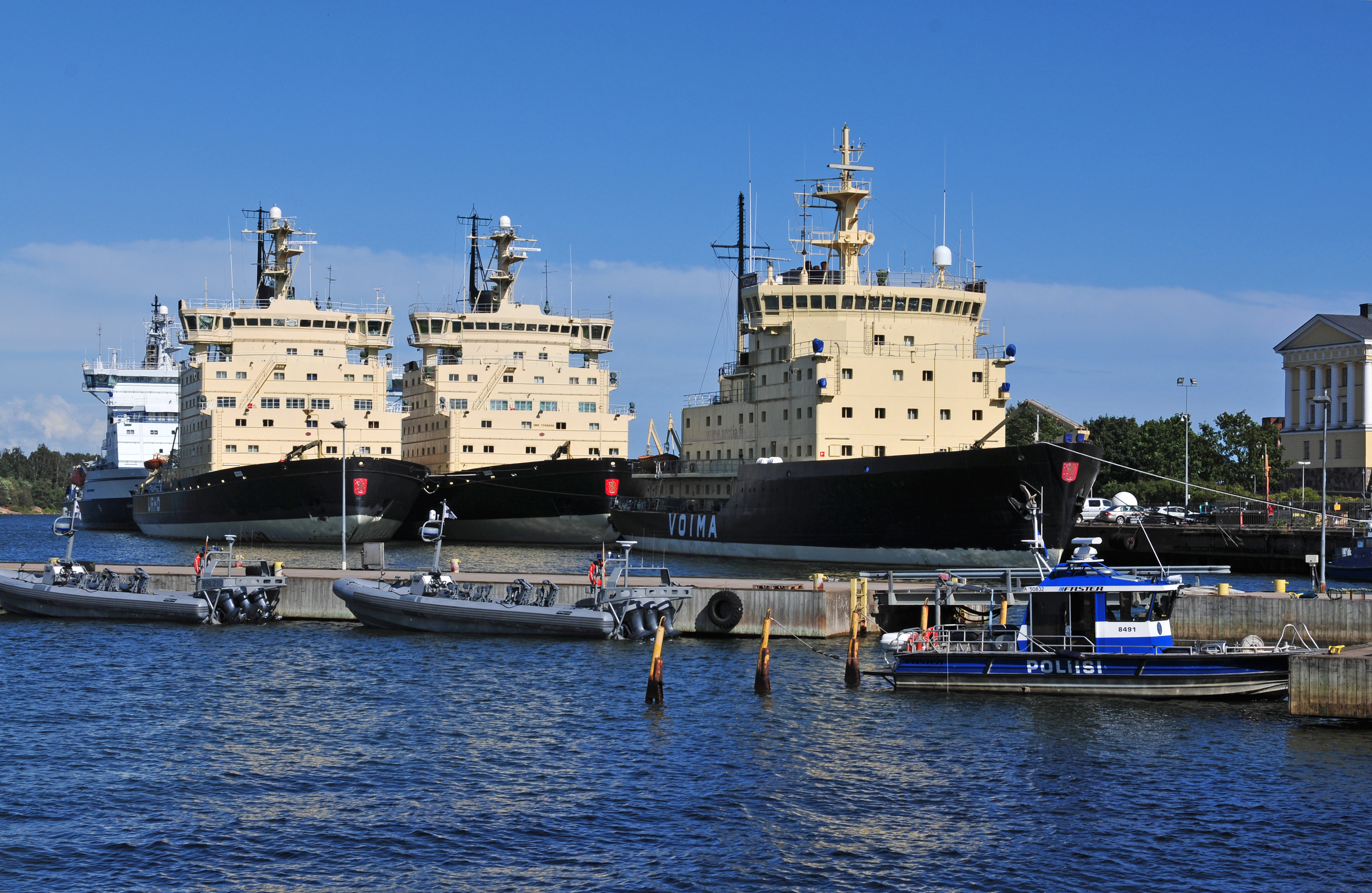
Finnische Eisbrecherflotte in der Werft in Hietalahti (Helsinki)

Die finnischen Wälder stellen den wichtigsten Rohstoff des Landes dar. Dementsprechend war die Holz- und Papierindustrie bis in die jüngste Vergangenheit der prägende Industriezweig des Landes. Schon im 17. Jahrhundert war Finnland der weltweit größte Exporteur von Teer, Sägewerke waren im 19. Jahrhundert vielerorts die ersten Industriebetriebe. Noch in den 1970er Jahren machte die Holz- und Papierwirtschaft über die Hälfte des finnischen Exportes aus. Heute stellt sie noch rund 12 % der industriellen Produktion Finnlands und verarbeitet jährlich insgesamt über 75 Millionen Kubikmeter Rohholz. Rund ein Drittel des Rohholzes wird mechanisch zu Schnitt- und Spanholz verarbeitet, zwei Drittel chemisch zu Zellstoff. Die Konzerne Stora Enso, UPM-Kymmene und Metsä Board haben in den vergangenen Jahren verstärkt auch im Ausland investiert und zählen zu den Weltmarktführern der Papierindustrie.
In den letzten Jahren ist die Papierindustrie in ihrer Bedeutung jedoch von der Metall- und besonders der Elektronikbranche überholt worden. Beide machen heute jeweils rund 20 % der Produktion aus, die Elektronikindustrie hat ihre Produktion von 1995 bis 2006 mehr als vervierfacht. Den Löwenanteil der Branche machen der Telekommunikationskonzern Nokia und seine Zulieferer aus. In der Metallindustrie machen Zulieferprodukte für die Forstindustrie gut 20 % der Produktion aus. Zu den bekannten Exporteuren der Branche gehören Fiskars, einer der ältesten metallverarbeitenden Betriebe Finnlands, der Aufzughersteller Kone sowie die Fahrzeughersteller Valmet und Sisu Auto.
Einige Software-Unternehmen und bekannte Persönlichkeiten aus dieser Branche haben einen Bezug zu Finnland. So sind unter anderem die Erfinder von Linux und SSH Finnen.
Des Weiteren kommt ein weitverbreitetes Softwareframework namens Qt aus Finnland.

### Energiewirtschaft
Die wichtigsten Energiequellen Finnlands waren 2020 Holz (28 %), Öl (21 %), Kernenergie (19 %) sowie Erdgas und Kohle (je 9 %). Im Wärmesektor spielen Wärmepumpenheizungen eine wichtige Rolle. Im Jahr 2022 heizten 41 % der finnischen Haushalte mit Wärmepumpen, was nach Norwegen (60 %) und Schweden (43 %) der dritthöchste Anteil in Europa war.
Finnland verfügt über zwei aktive Kernkraftwerke, die im Jahr 2022 für 35 Prozent der Gesamtstromerzeugung standen (siehe Kernenergie in Finnland). Der Bau des auf einem russischen Design basierenden Kernkraftwerks Hanhikivi wurde 2022 aufgrund des Russischen Überfalls auf die Ukraine aufgegeben. Schwach- und mittelradioaktive Abfälle werden seit 1992 im Endlager Olkiluoto und seit 1998 zusätzlich im Endlager Loviisa entsorgt. In Olkiluoto soll zudem bis 2025 das Endlager Olkiluoto für hochradioaktive Abfälle in Betrieb gehen.
Im Jahr 1990 betrug der Stromverbrauch Finnlands 62,3 TWh, 2016 waren es 82,2 TWh. Die Stromerzeugung setzte sich 2016 wie folgt zusammen: 26,2 % Kernenergie, 22,3 % Importe, 18,4 % Wasserkraft, 12 % Holz, 7,7 % Kohle, 4,3 % Erdgas, 3,6 % Wind und 3,2 % Torf. Der Rest wird durch Öl und gemischte Verbrennung fossiler und erneuerbarer Brennstoffe gedeckt. Davon wurden 47,1 % von der Industrie und Bauwirtschaft verbraucht, 28,3 % von der Landwirtschaft und Privathaushalten sowie 21,4 % vom Dienstleistungs- und öffentlichen Sektor.

### Tourismus

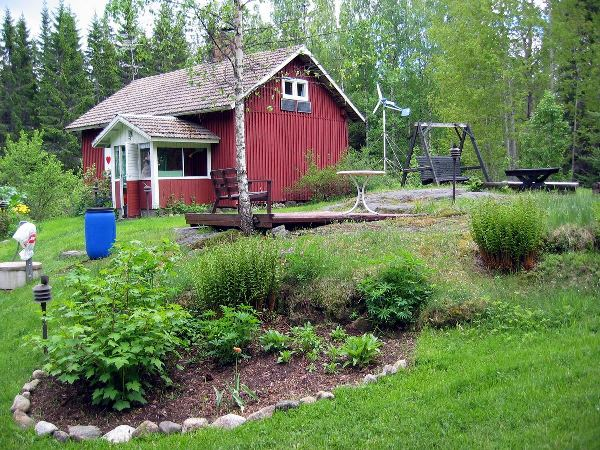
Typische Idylle: das falunrot gestrichene Ferienhaus

Der Tourismus hat in Finnland besonders seit den 1990er Jahren an Bedeutung gewonnen. Im Jahr 2013 verzeichneten die Beherbergungsbetriebe Finnlands 20,2 Millionen Übernachtungen. Davon entfielen 14,4 Millionen Übernachtungen auf heimische Touristen. Die größte Gruppe unter den 5,9 Millionen ausländischen Gästen machten mit knapp 1,62 Millionen Übernachtungen Touristen aus Russland aus, gefolgt von Schweden, Deutschen und Briten.
Rund ein Viertel der Übernachtungen entfiel auf die Landschaft Uusimaa mit der Region Helsinki, in der sich der finnische Städtetourismus konzentriert. Die bevölkerungsarme Provinz Lappland kam auf gut 2,4 Millionen Übernachtungen. Für die strukturschwache Region stellt der Tourismus heute eine bedeutende wirtschaftliche Perspektive dar. Die meisten Gäste kommen in den Wintermonaten und besuchen eines der 13 Wintersportzentren wie Ruka, Levi oder Ylläs. In den anderen ländlichen Gegenden konzentriert sich der Tourismus dagegen auf den Sommer und hat seine Spitze im Juli, wenn Gäste aus dem In- und Ausland ihren Urlaub in einem Sommerhaus (mökki) an einem der tausenden Seen Finnlands verbringen.

### Außenhandel
|         | 2019      | 2019   | 2020      | 2020   | 2021     | 2021  |
| Mrd. $  | % gg. Vj. | Mrd. $ | % gg. Vj. | Mrd. € | % gg.Vj. |       |
| Einfuhr | 73,7      | −5,9   | 68,3      | −7,4   | 86,0     | +26,0 |
| Ausfuhr | 72,8      | −3,2   | 65,6      | −9,9   | 81,3     | +24,0 |
| Saldo   | −0,9      |        | −2,7      |        | −4,7     |       |

| Export (in Prozent) nach | Export (in Prozent) nach | Import (in Prozent) von | Import (in Prozent) von |
| ------------------------ | ------------------------ | ----------------------- | ----------------------- |
| Deutschland              | 13,2                     | Deutschland             | 14,5                    |
| Schweden                 | 10,2                     | Russland                | 11,7                    |
| Vereinigte Staaten       | 06,6                     | Schweden                | 11,5                    |
| Niederlande              | 06,3                     | Volksrepublik China     | 09,0                    |
| Russland                 | 05,4                     | Niederlande             | 04,5                    |
| Volksrepublik China      | 05,2                     | Vereinigte Staaten      | 03,2                    |
| Italien                  | 04,2                     | Estland                 | 03,2                    |
| sonstige Staaten         | 49,1                     | sonstige Staaten        | 42,4                    |

## Infrastruktur und Verkehr

### Feuerwehr
In der Feuerwehr in Finnland waren im Jahr 2019 landesweit 3.846 Berufs-, 3.806 Teilzeit- und 11.615 freiwillige Feuerwehrleute organisiert, die in 896 Feuerwachen und Feuerwehrhäusern, in denen 1.535 Löschfahrzeuge und 80 Drehleitern bzw. Teleskopmasten bereitstehen, tätig sind. Der Frauenanteil beträgt acht Prozent. Die nationale Feuerwehr- und Rettungsorganisation Suomen Pelastusalan Keskusjärjestö (SPEK) repräsentiert auch die finnischen Feuerwehren im Weltfeuerwehrverband CTIF.

### Straßenverkehr

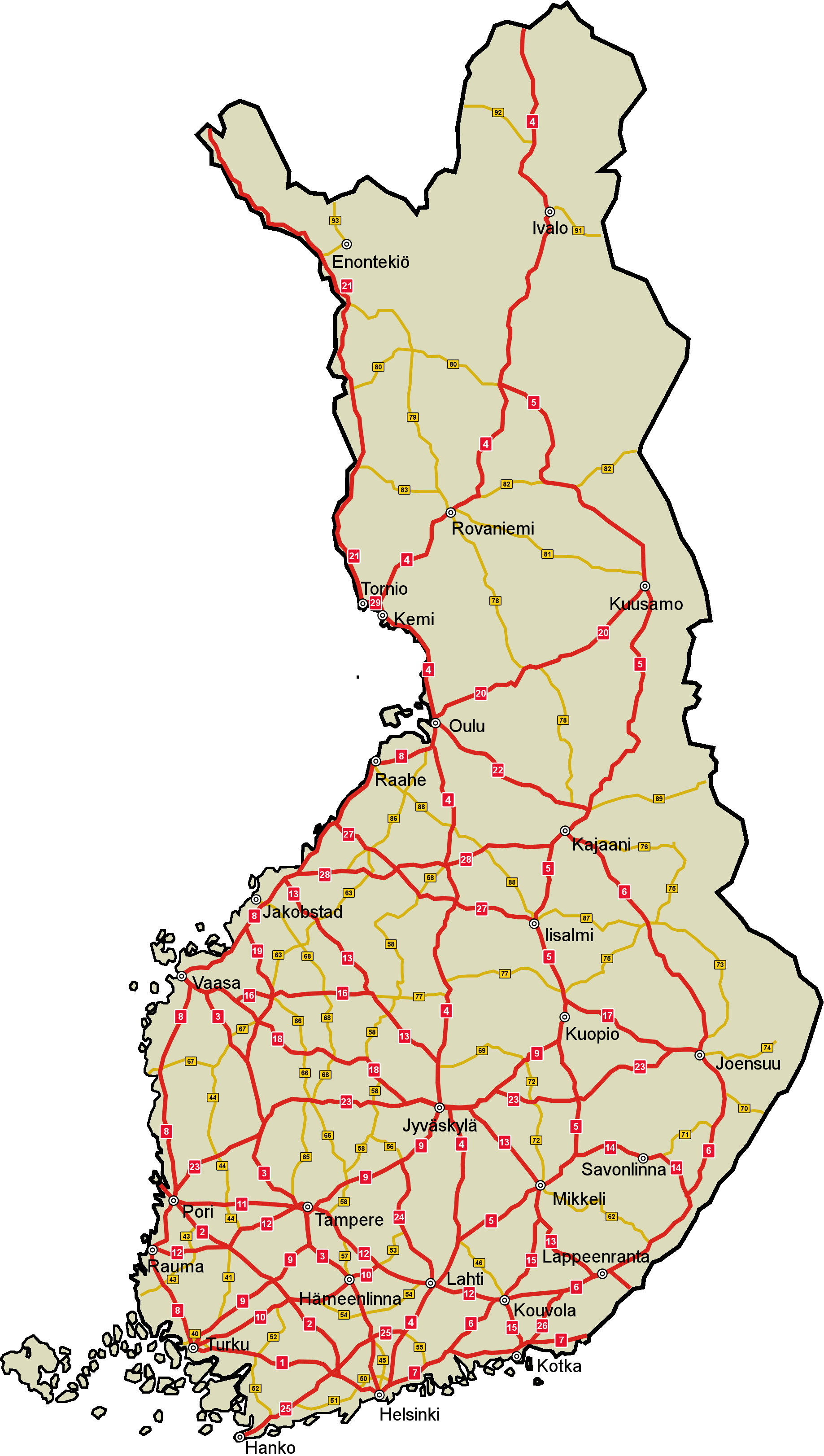
Staatsstraßen (rot) und Hauptstraßen (gelb) in Finnland

Im Verhältnis zur geringen Bevölkerungsdichte des Landes ist das finnische Straßennetz gut ausgebaut. Das Landstraßennetz umfasst insgesamt 78.189 km, wovon aber nur 65 % befestigt sind. Für deren Unterhalt ist die dem Verkehrs- und Kommunikationsministerium unterstellte Straßenverwaltung (tiehallinto) zuständig. Hinzu kommen rund 26.000 Kilometer kommunale Straßen und rund 350.000 Kilometer Privat- und Wirtschaftswege. Auf die Staatsstraßen (valtatie) und Hauptstraßen (kantatie), welche die Städte des Landes miteinander verbinden, entfallen zusammen 13.264 km. Den größeren Teil des Straßennetzes machen die kleineren Regionalstraßen (seututie) und Verbindungsstraßen (yhdystie) aus, auf ihnen spielt sich aber nur etwa ein Drittel des Verkehrs ab. Autobahnartig ausgebaut sind 700 km des Straßennetzes. Durchgehende Autobahnen existieren von Helsinki nach Turku, Tampere und Lahti, in der Planung befinden sich die beiden Lückenschlusse der Strecke zur russischen Grenze bei Vaalimaa. Von den 14.000 Brücken an den finnischen Landstraßen ist die auf die Insel Replot mit 1045 m die längste. In den Schärengebieten vor der Küste Finnlands unterhält die Straßenverwaltung 41 kostenfreie Fährstrecken mit Längen zwischen 169 m und 9,5 km. Im Winter werden offizielle Eisstraßen über die zugefrorenen Seen eingerichtet.
Die zulässige Höchstgeschwindigkeit liegt außerorts bei 80, auf Autostraßen bei 100 und auf Autobahnen bei 120 km/h. Auch tagsüber muss mit Abblendlicht gefahren werden. Im Winter sind Winterreifen Vorschrift, Reifen mit Spikes sind dabei erlaubt und werden mehrheitlich verwendet.
Fast jeder Ort kann mit dem Bus erreicht werden. In Finnland operierende Busunternehmen sind unter anderen Connex, Länsilinjat, Paunu, Pohjolan Liikenne und Savonlinja. Die Überlandlinien werden von verschiedenen im Matkahuolto-Verbund zusammenarbeitenden Busunternehmen unter der Marke Expressbus betrieben.

### Schienenverkehr

Das finnische Schienennetz

Das finnische Eisenbahnnetz ist bei einer Gesamtlänge von 5944 in Betrieb befindlichen Schienenkilometern eher weitmaschig. Die erste Eisenbahnstrecke wurde 1862 zwischen Helsinki und Hämeenlinna eröffnet. Der weitere Ausbau des Netzes fand zum größten Teil noch zur Zeit der russischen Herrschaft statt, so dass das finnische Schienennetz die Russische Breitspur (1524 mm) hat. Die Verringerung des Nennmaßes auf 1520 mm wurde in Finnland offiziell nicht mitvollzogen, jedoch bedeutete sie nur eine Verringerung des Spurspiels; sämtliche Radsatzmaße und Toleranzen sind identisch und ein freizügiger Wagendurchlauf von und nach Russland ist möglich.
Die staatliche Betreibergesellschaft wurde 1995 in zwei Teile gespalten: Die VR-Yhtymä ist als Eisenbahnverkehrsunternehmen für den Personen- und Güterverkehr zuständig, Liikennevirasto ist der für Netz und Bahnhöfe zuständige Infrastrukturbetreiber. Der Güterverkehr wurde 2007 für den Wettbewerb freigegeben, für den Personenverkehr ist dasselbe geplant. Als erster privater Konkurrent von VR-Yhtymä hat Fenniarail im Jahr 2016 den Betrieb aufgenommen.
Bis auf die wenigen Hauptverkehrsachsen sind die Strecken zumeist nur eingleisig ausgebaut, nur etwas über die Hälfte des Gesamtnetzes ist elektrifiziert. Die größten Städte werden mit den bis zu 220 km/h schnellen Hochgeschwindigkeitszügen Sm3 bedient. Nachtreisezüge und Autoreisezüge verbinden die großen Ballungsräume des Südens mit den nördlichen Regionen des Landes. Internationale Reisezüge gibt es nur nach Russland. Seit dem russischen Angriff auf die Ukraine wurden sie stark reduziert: Der Nachtzug Helsinki–Moskau und der Hochgeschwindigkeitsverkehr nach St. Petersburg wurden eingestellt. Die grenzüberschreitende Bahnstrecke Boden–Tornio nach Schweden befahren seit Anfang der 1990er Jahre nur noch Güterzüge. Der Eisenbahnfährverkehr, der zuletzt zwischen Stockholm Värtan und Turku bestand, wurde 2011 aufgegeben.
Der finnische Schienengüterverkehr hat eine Transportleistung von jährlich 10 Milliarden Tonnenkilometern und hat damit einen Anteil am Modal Split von etwas mehr als einem Viertel.
In der Region Helsinki gibt es ein S-Bahn-artiges Schienennahverkehrssystem. Die einzige U-Bahn des Landes ist die Metro Helsinki. Straßenbahnnetze existieren in Helsinki und Tampere, das in Turku wurde 1972 stillgelegt.

### Schiffsverkehr

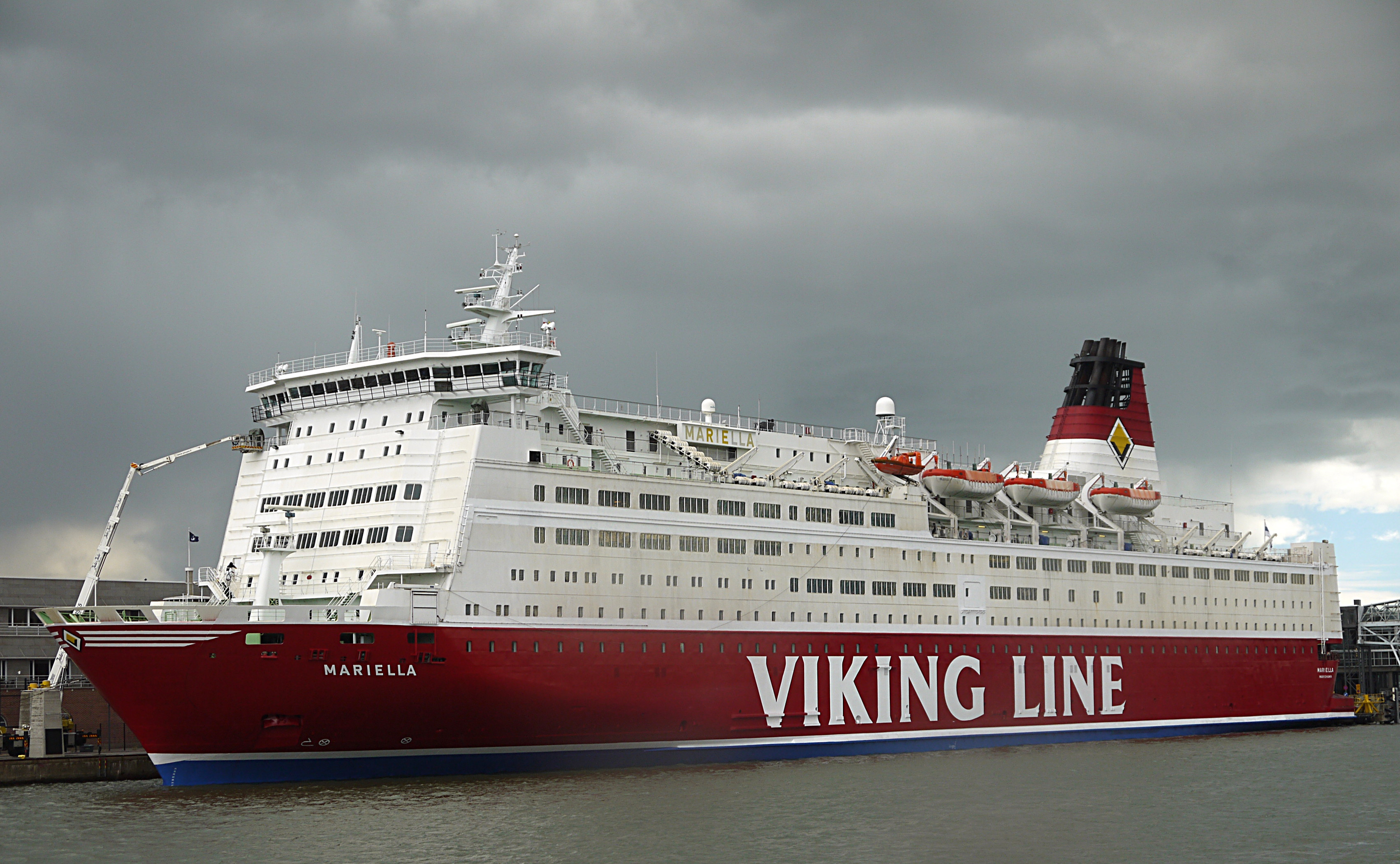
Die Mariella im Hafen von Helsinki

Große Bedeutung kommt der Küstenschifffahrt, für den Handel mit Russland auch der Binnenschifffahrt über den Saimaa-Kanal zu. Über teils natürliche, teils künstlich geschaffene Wasserstraßen sind die größten Seen miteinander verbunden, so dass die Binnenschifffahrt auch weit im Landesinneren gelegene Orte erreicht. Der größte Seehafen ist Helsinki, gefolgt von Turku, Kotka, Hanko, Naantali, Rauma und Porvoo. Der bedeutendste Hafen der finnischen Fischereiflotte ist Kaskinen. Die Handelsflotte besitzt 92 Schiffe mit mehr als 1000 Bruttoregistertonnen. Da im Winter die Küstengewässer zufrieren, hält eine große Zahl von Eisbrechern die Hafenzufahrten frei.
Im Personen- und Güterverkehr werden zwischen Finnland, Schweden, Russland, Estland und Deutschland Fähren eingesetzt. Linien der großen Fährunternehmen Eckeröline, Finnlines, Viking Line, Tallink und Silja Line verbinden die westfinnische Küste mit schwedischen Häfen. Reisen mit den sogenannten Schwedenschiffen (ruotsinlaiva), die an Bord Restaurants, Nachtklubs und Tax-Free-Shops bieten, nach Stockholm sind schon seit langem populär. Nach dem Zusammenbruch der Sowjetunion ist auch die estnische Hauptstadt Tallinn wegen ihrer malerischen Altstadt und des niedrigen Preisniveaus für Tagesausflügler aus Helsinki attraktiv geworden. Auf dieser Strecke innerhalb der Talsinki genannten Großstadtregion hat sich die Fahrzeit durch den Einsatz von Motorkatamaranen auf nur knapp zwei Stunden verringert.
| Passagieraufkommen der meistfrequentierten Flughäfen (2016) | Passagieraufkommen der meistfrequentierten Flughäfen (2016) |
| ----------------------------------------------------------- | ----------------------------------------------------------- |
| Helsinki-Vantaa                                             | 17.184.681                                                  |
| Oulu                                                        | 01.027.495                                                  |
| Rovaniemi                                                   | 00.487.857                                                  |
| Turku                                                       | 00.324.077                                                  |
| Vaasa                                                       | 00.288.520                                                  |
| Kittilä                                                     | 00.257.545                                                  |
| Kuopio                                                      | 00.227.194                                                  |
| Tampere-Pirkkala                                            | 00.208.930                                                  |

### Flugverkehr
Dem Binnenflugverkehr kommt wegen der Ausdehnung des Landes eine große Rolle zu. Ein dichtes Inlandsflugnetz bedient die größeren Orte, aber auch abgelegene Winkel in Lappland. Von den mehr als 150 Flughäfen und Flugplätzen in Finnland werden derzeit 22 regelmäßig von Linienfluggesellschaften angeflogen.
Das mit Abstand meistfrequentierte Luftfahrt-Drehkreuz des internationalen wie des nationalen Flugverkehrs ist der Flughafen Helsinki-Vantaa. Fast alle Linienflughäfen sowie die Flugsicherung werden von der dem Verkehrsministerium unterstellten staatlichen Betreibergesellschaft Finavia unterhalten. Die nationale Fluggesellschaft Finnlands ist die 1923 gegründete Finnair; sie ist zu rund 55 % in Staatsbesitz. Weitere Fluggesellschaften sind Nordic Regional Airlines (früher Flybe Nordic) und von 2012 bis 2014 die Regionallinie Air100; den Flugverkehr zum Flughafen Mariehamn auf Åland betreiben die Air Åland und Turku Air.

## Kultur

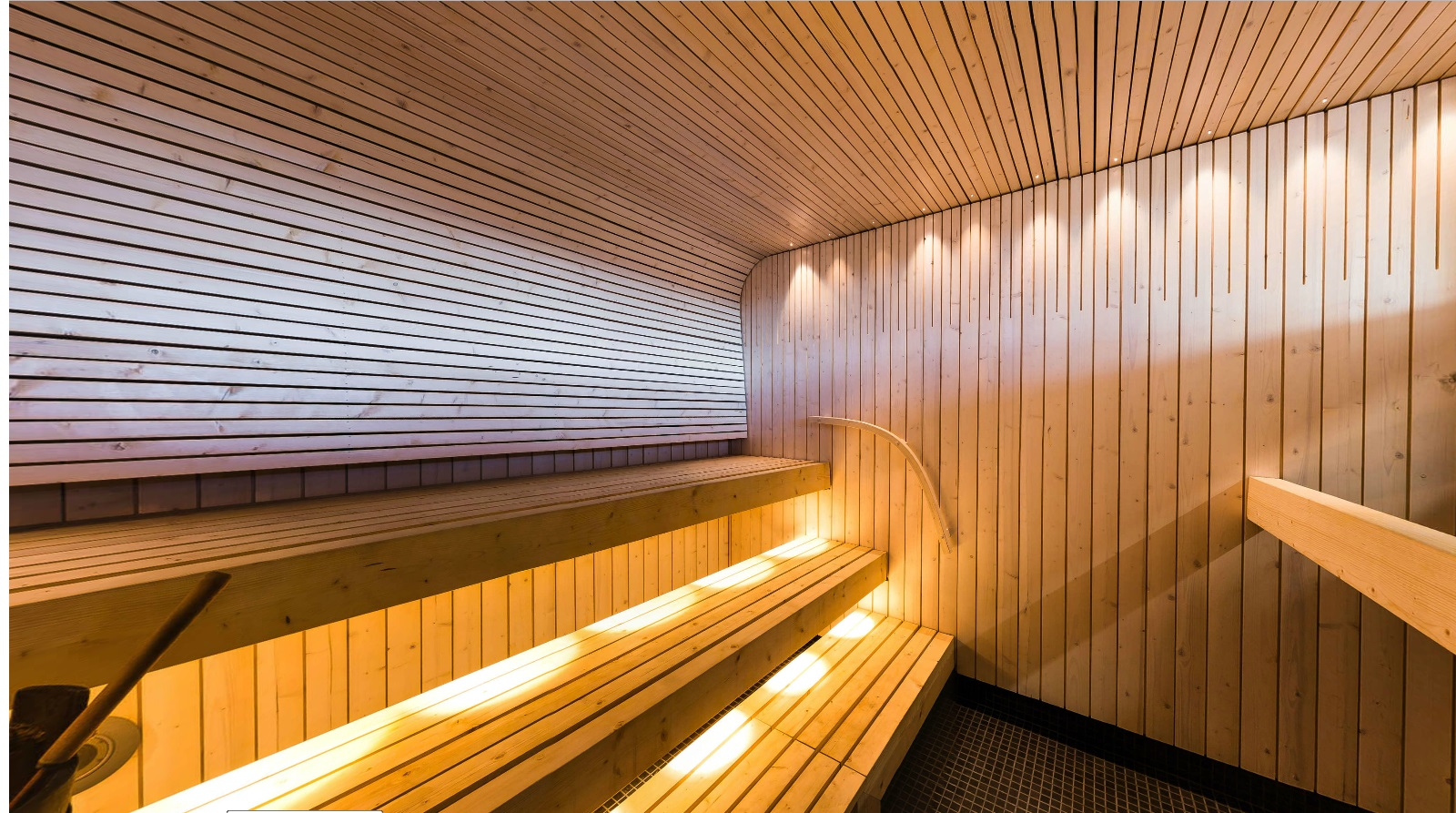
Die Sauna, eine der ältesten bekannten Traditionen Finnlands

Die finnische Kultur hat seit der vorhistorischen Zeit Einflüsse aus dem westlichen Europa wie auch aus Russland aufgenommen. Groß war der Einfluss Schwedens, zu dem Finnland jahrhundertelang gehörte, und auch Deutschlands, mit dem stets rege Handelsbeziehungen bestanden. In Ostfinnland und Karelien, die immer wieder ganz oder teilweise unter russischer Herrschaft standen, wirkte auch der orthodoxe Kulturkreis ein. Nach den Weltkriegen fand die internationale westliche Populärkultur auch in Finnland Einzug. Auch wenn heute die Urbanisierung Finnlands weit fortgeschritten ist, spielt die hergebrachte Bedeutung des Landlebens und der Naturnähe, ebenso wie alte Traditionen wie der alltägliche Gebrauch der Sauna im kulturellen Selbstverständnis der Finnen weiterhin eine tragende Rolle.

### Küche

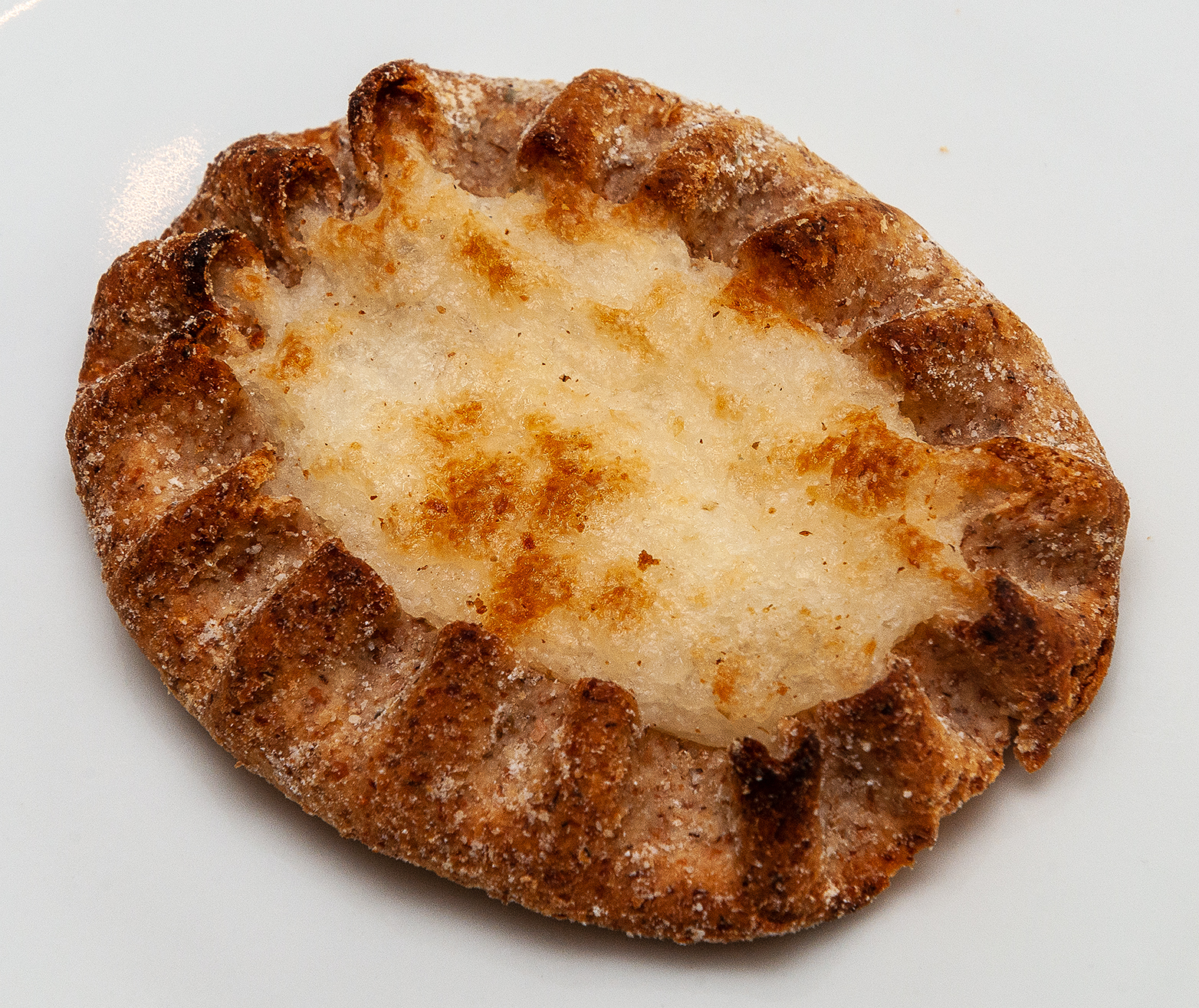
Die Karelische Pirogge, eine finnische Spezialität

Die finnische Küche ist historisch in einer bäuerlich geprägten und recht armen Gesellschaft entstanden und stellt sich daher als einfache Volksküche dar. Die Küche Westfinnlands hat viele Einflüsse der schwedischen aufgenommen, während die ostfinnische Küche stärker russisch beeinflusst ist. Außerdem unterscheiden sich die Regionalküchen traditionell dahingehend, dass im Westen gekochte Speisen vorherrschen, während der Osten gebackene Speisen bevorzugt. Die Unterscheidung zwischen west- und ostfinnischer Küche spielt heute aber keine große Rolle mehr, da viele regionale Spezialitäten wie die Karelische Piroggen (karjalanpiirakka) im ganzen Land bekannt geworden sind. Ohnehin haben sich die Essgewohnheiten in Finnland weitgehend internationalisiert, so dass die Bedeutung der traditionellen Speisen zurückgegangen ist. Dazu gehören zum Beispiel der Brotkäse (leipäjuusto) oder der ostfinnische kalakukko (in Brot gebackener Fisch). An Festtagen gibt es bestimmte Traditionsspeisen, etwa das berühmt-berüchtigte mämmi (eine Art Malzpudding) zu Ostern oder verschiedene Aufläufe (laatikko) zu Weihnachten. Wie in Schweden ist es Brauch, donnerstags Erbsensuppe und anschließend Eierkuchen zu essen.
Die Natur Finnlands liefert zahlreiche frische Zutaten wie Pilze und Beeren. Neben Blau- und Preiselbeeren gilt vor allem die seltene Moltebeere als Delikatesse. Außer Rind und Schwein wird insbesondere in ländlichen Gegenden oft auch Wild, z. B. Elchfleisch gegessen. Eine äußerst seltene Delikatesse ist Bärenfleisch. Vor allem in Nordfinnland kommt oft Rentierfleisch auf den Tisch, meist in Form von Rentiergeschnetzeltem (poronkäristys). Die zahlreichen Binnen- und Küstengewässer Finnlands liefern große Mengen an Fisch wie Hering, Lachs und Maräne. Beliebt, wenn auch heutzutage rar und teuer, sind auch Flusskrebse, deren Verzehr in der Krebssaison im Juli und August festlich zelebriert wird. Gemüse wird traditionell wenig gegessen, als Vitaminlieferant diente früher vor allem die Steckrübe. Gewürze waren der traditionellen Küche weitgehend unbekannt, hingegen wurde viel Salz benutzt. Typische Beilagen sind Kartoffeln und das landestypische dunkle Roggenbrot.

### Bräuche und Feiertage
| Gesetzliche Feiertage in Finnland | Gesetzliche Feiertage in Finnland |
| --------------------------------- | --------------------------------- |
| 1. Januar                         | Neujahr                           |
| 6. Januar                         | Epiphanias (loppiainen)           |
| (beweglich)                       | Karfreitag                        |
| (beweglich)                       | Karsamstag                        |
| (beweglich)                       | Ostersonntag                      |
| (beweglich)                       | Ostermontag                       |
| 1. Mai                            | Maifeiertag (vappu)               |
| (beweglich)                       | Himmelfahrt                       |
| (beweglich)                       | Pfingsten                         |
| Sa. zw. 20./26. Juni              | Mittsommerfest (juhannus)         |
| 1. Sa. im November                | Allerheiligen                     |
| 6. Dezember                       | Unabhängigkeitstag                |
| 24. Dezember                      | Heiligabend                       |
| 25./26. Dezember                  | Weihnachten                       |

Der Nationalfeiertag Finnlands ist der 6. Dezember, das Datum der Unabhängigkeitserklärung im Jahr 1917. Der Unabhängigkeitstag ist mit Ritualen patriotischer Natur wie etwa dem Besuch von Kriegsgräbern verbunden. Am Abend findet im Präsidentenpalais ein festlicher Empfang statt, zu dem Würdenträger und Prominente aller Art eingeladen sind. Der Empfang des Präsidenten wird mit großem Interesse verfolgt, seine Fernsehübertragung erzielt regelmäßig die höchsten Einschaltquoten des Jahres.
Das Weihnachtsfest ist auch in Finnland das wohl wichtigste Fest des Jahres und beginnt am 24. Dezember um 12 Uhr mittags mit der Verkündigung des Weihnachtsfriedens in Turku, einer jahrhundertealten, heute im Fernsehen übertragenen Zeremonie. Weihnachten wird traditionell im Kreise der Familie verbracht. Bei Einbruch der Dämmerung besucht man Familiengräber, danach folgt die „Weihnachtssauna“ und ein Festmahl, zu dem bestimmte Traditionsspeisen wie Schinken und verschiedene Aufläufe gehören. Die Bescherung übernimmt am Abend der Weihnachtsmann, der dem finnischen Volksglauben nach am Berg Korvatunturi in Lappland lebt. Den ersten Weihnachtsfeiertag verbringt man eher beschaulich, am 26. Dezember, dem Stephanitag, können Besuche abgestattet werden. Die Weihnachtszeit endet mit dem 6. Januar (loppiainen).
Das Osterfest wird mit Bräuchen wie dem Bemalen von Ostereiern ähnlich begangen wie in den anderen europäischen Ländern. Zu Ostern verkleiden sich Kinder als Hexen und sammeln mit Weidenzweigen in der Hand von Tür zu Tür gehend Süßigkeiten. In dieser noch sehr jungen Tradition verbinden sich Elemente eines als virpominen bekannten orthodoxen Palmsonntags-Rituals aus Ostfinnland mit der finnlandschwedischen Tradition der Osterhexen. Die traditionelle finnische Osterspeise ist mämmi, ein aus Roggenmalz hergestellter Brei.
Der 1. Mai wird in Finnland als vappu gefeiert. Er ist nicht nur der Tag der Arbeit, sondern vor allem auch der Tag der Studenten. Jeder, der einmal das Abitur gemacht hat, trägt zu vappu seine weiße Studentenmütze. Traditionell setzen die Studenten jedes Jahr um 18 Uhr am Vorabend des Ersten Mai der Statue Havis Amanda im Zentrum Helsinkis eine Studentenmütze auf. Vappu ist ein ausgelassenes Fest: Man feiert, meist mit viel Alkohol, auf den Straßen, in den Parks finden Picknicks und Konzerte statt.

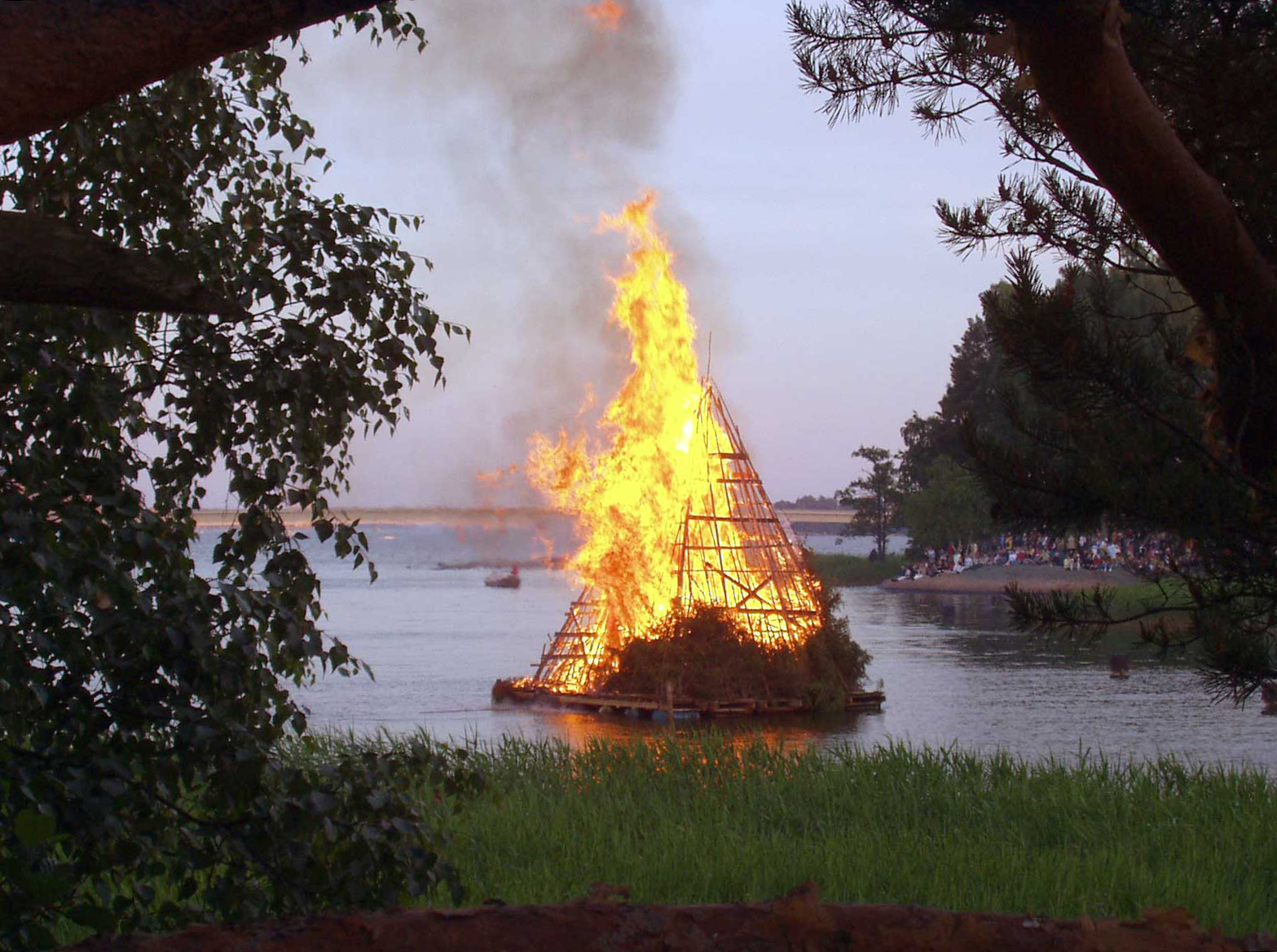
Mittsommerfeuer auf Seurasaari

Am Samstag zwischen dem 20. und dem 26. Juni, wenn es in Finnland kaum oder gar nicht dunkel wird, feiert man das Mittsommerfest. Wenn auch juhannus, der finnische Name des Mittsommerfestes, auf Johannes den Täufer hinweist, sind die Riten der Feier größtenteils heidnischen Ursprungs. So entzündet man am Vorabend Mittsommerfeuer (juhannuskokko), die Häuser werden mit Birkenzweigen geschmückt. Das Mittsommerbrauchtum der schwedischsprachigen Regionen weicht von dem der finnischsprachigen ab, dort stellt man einen Mittsommerbaum (ähnlich dem Maibaum in Mitteleuropa) auf. Viele Finnen fahren über das Mittsommerwochenende aufs Land und verbringen das Fest dort in einem Ferienhaus (mökki). Dabei kommt es nicht zuletzt durch übermäßigen Alkoholkonsum regelmäßig zu Todesfällen durch Ertrinken und andere Unfälle: So kamen während des Mittsommerwochenendes 2012 mindestens 19 Menschen ums Leben. Der Freitag an Mittsommer ist kein gesetzlicher Feiertag, aber viele Unternehmen geben ihren Mitarbeitern frei, und Geschäfte schließen schon am Mittag.
Unabhängig von den gesetzlichen Feiertagen gelten bestimmte Gedenktage als sogenannte Flaggentage, an denen die finnische Flagge an den meisten Häusern des Landes gehisst wird. Dazu gehören etwa der „Tag der finnischen Kultur“ am 28. Februar, dem Erscheinungsdatum des finnischen Nationalepos Kalevala, der als „Tag der finnischen Sprache“ begangene Todestag des Reformators Mikael Agricola am 9. April, der Tag des Finnentums am Geburtstag von Johan Vilhelm Snellman am 12. Mai, aber auch der Tag des Schwedentums am 6. November, dem Todestag des schwedischen Königs Gustav II. Adolf.

### Architektur

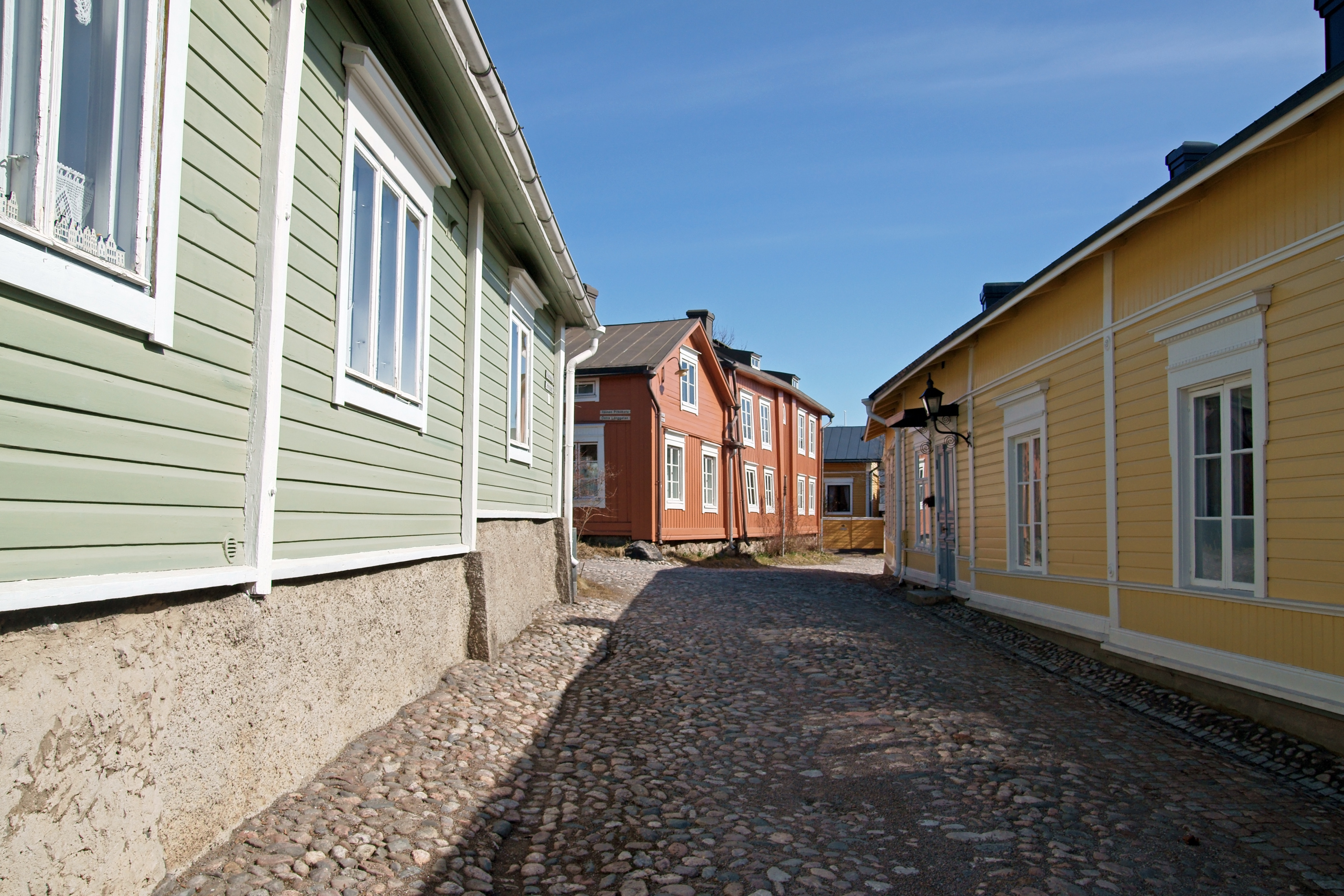
Holzhäuser in der Altstadt von Porvoo

Die ältesten erhaltenen Bauwerke Finnlands sind mittelalterliche Steinkirchen und -burgen. Die älteste Burg Finnlands ist die auf das späte 13. Jahrhundert zurückgehende Burg Turku. Die 73 erhaltenen mittelalterlichen Steinkirchen aus dem 13. bis 16. Jahrhundert sind fast ausnahmslos aus Feldstein erbaut, meist eher klein, turmlos und allenfalls mit schlichter Backsteinornamentik verziert. Einzig der Dom von Turku erreicht die Proportionen mitteleuropäischer Kathedralen. Wohn- und Zweckbauten wurden von jeher zumeist aus Holz errichtet, oft in Blockbauweise. Größere Holzhausviertel finden sich heute noch in den Altstädten von Rauma, Porvoo und Naantali. Im 17. und 18. Jahrhundert ging man auch im Kirchenbau zur Holzbauweise über. Als typisches Beispiel dieser Architekturtradition wurde die Alte Kirche von Petäjävesi (1765) in die Liste des UNESCO-Weltkulturerbes aufgenommen.

Das Ständehaus in Helsinki

Nachdem Finnland unter russische Herrschaft gekommen war, wurde 1812 die Hauptstadt des neugeschaffenen Großfürstentums Finnland nach Helsinki verlegt. Die bisher unbedeutende Stadt wurde unter der Ägide des deutschen Architekten Carl Ludwig Engel zu einer repräsentativen Hauptstadt im Stil des Klassizismus ausgebaut. Insbesondere das Ensemble um den Senatsplatz mit dem Dom ist hervorzuheben. Auch in anderen Städten des Landes entstanden klassizistische Bauten.

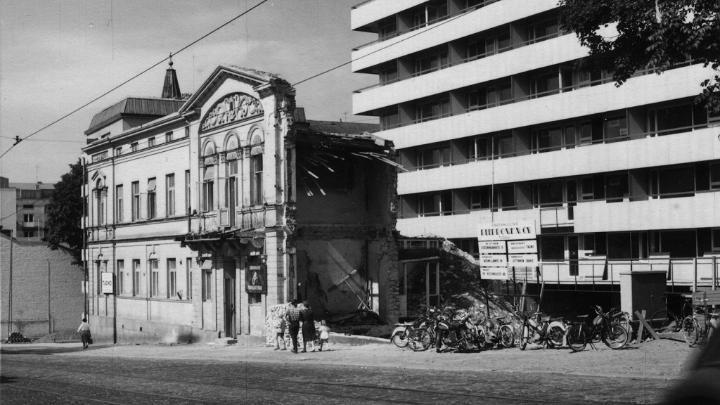
Turun tauti – Historische Bausubstanz weicht schmucklosem Wohnbau (Turku, 1962)

Gegen Ende des 19. Jahrhunderts kamen in der finnischen Architektur zwischenzeitlich Neogotik und Neorenaissance auf. Nachhaltigere Bedeutung erlangte indessen die vom Jugendstil beeinflusste Nationalromantik der Zeit um die Jahrhundertwende. Beispiele für die nationalromantische Architektur in Finnland sind die Wohnbauten der Helsinkier Stadtteile Katajanokka und Eira oder der von Eliel Saarinen entworfene Hauptbahnhof Helsinki (1919). Als Gegenrichtung zum Jugendstil ist der sogenannte Nordische Klassizismus für die Architektur nach Erlangung der finnischen Unabhängigkeit kennzeichnend. In den 1920er Jahren entstanden zahlreiche neuklassizistische Bauten, ihren Abschluss fand diese Stilepoche 1931 mit dem monumentalen Parlamentsgebäude in Helsinki. In den 1930er Jahren setzte sich dann der nüchterne Funktionalismus durch, dessen bekanntester Vertreter Alvar Aalto ist.
In der zweiten Hälfte des 20. Jahrhunderts kam es in vielen Städten Finnlands zum Verlust prägender historischer Bausubstanz. Dieses Phänomen wird heute als Turun tauti (dt. Turkuer Seuche) bezeichnet, da Turku als erste Stadt maßgeblich davon betroffen war.

### Medien
Informationsgesellschaft
Finnland zählt zu den fortgeschrittensten Informationsgesellschaften weltweit. Für die Nichtregierungsorganisation Reporter ohne Grenzen gehört Finnland seit vielen Jahren zu den Staaten mit den freiesten Medien weltweit. Im Digital Opportunity Index der Internationalen Fernmeldeunion und dem ICT Diffusion Index der Vereinten Nationen, den beiden maßgeblichen Indizes zum Fortschritt von Informations- und Kommunikationstechnologien, nimmt Finnland jeweils den weltweit elften Rang ein. Im Jahr 2023 nutzten 93,5 Prozent der Einwohner Finnlands das Internet.
Rundfunk

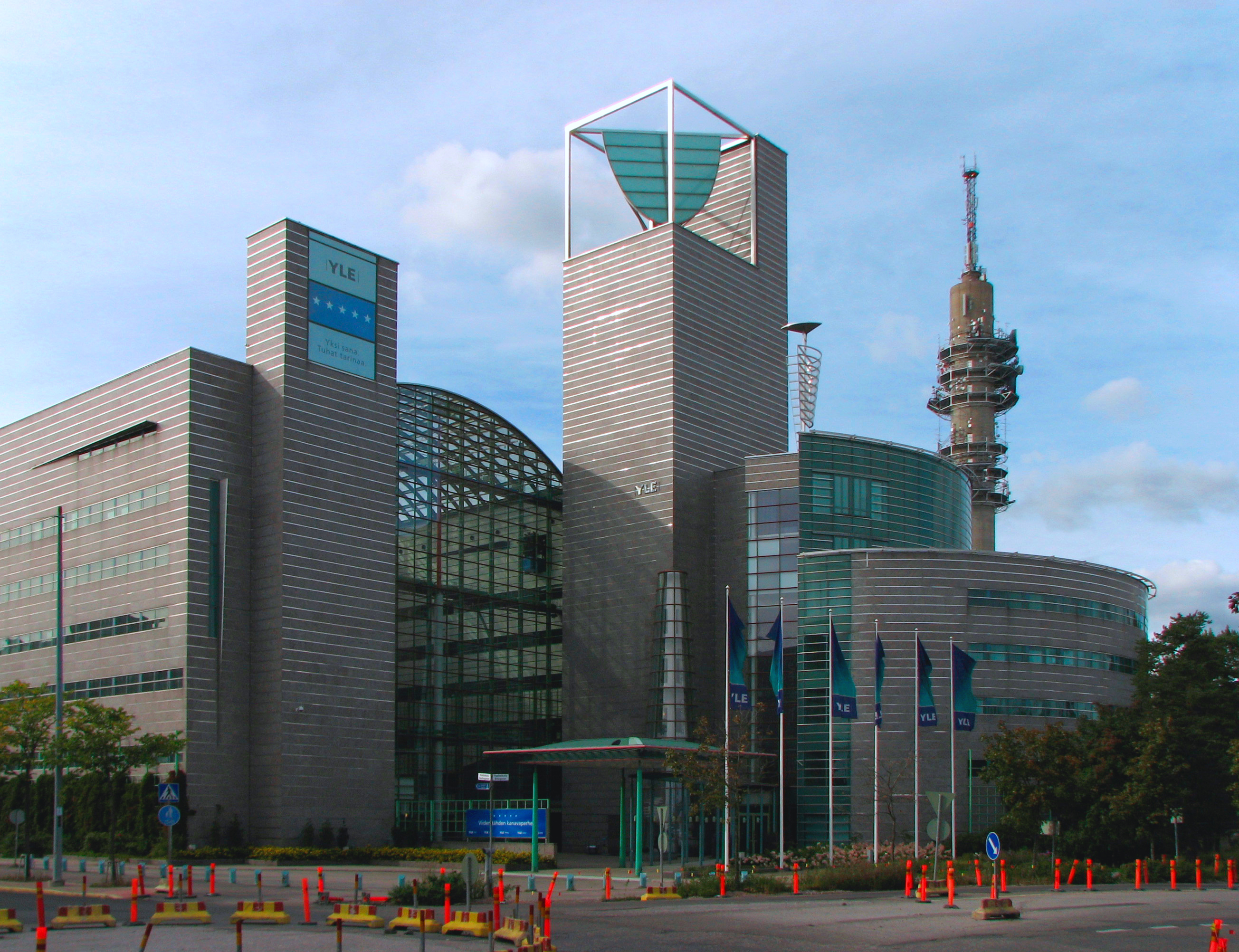
Hauptgebäude von Yle in Helsinki, rechts der 120 m hohe Fernsehturm

Im Rundfunk dominiert nach wie vor das öffentlich-rechtliche Yleisradio (kurz Yle) den Markt. Das 1926 gegründete Yleisradio ist zu 99,9 % in Besitz des finnischen Staats und untersteht dem Verkehrs- und Informationsministerium. Die beiden Fernsehprogramme Yle TV1 und Yle TV2, der Bildungskanal Yle Teema und das schwedischsprachige Vollprogramm Yle Fem sowie vier Radioprogramme werden landesweit ausgestrahlt, daneben betreibt Yle dutzende Lokalradiosender. Der Sendebetrieb von Yle wird aus einem Fonds finanziert, der sich ausschließlich aus den allgemeinen Rundfunkgebühren und Einnahmen aus Lizenzen für den Sendebetrieb privater Anbieter speist; das Programm ist somit werbefrei. Schon mit der Einführung regelmäßiger Fernsehsendungen durch die Yle im Jahr 1957 wurde zugleich Finnlands erster werbefinanzierter Privatsender ins Leben gerufen, aus dem sich das heutige MTV3 entwickelte, seit 1997 gibt es mit Nelonen einen weiteren landesweit empfangbaren Privatsender. Die ersten Lizenzen für private Radiosender wurden erst in den 1980er Jahren erteilt. Seit dem 1. September 2007 werden sämtliche Fernsehkanäle in Finnland ausschließlich digital ausgestrahlt.
Buchmarkt
Die 103 Verlage, die 2013 in der Gesellschaft der finnischen Verlage (Suomen kustannusyhdistys) organisiert waren, veröffentlichten im selben Jahr etwa 10.000 Neuerscheinungen. Der Nettoumsatz der Branche lag mit 253,6 Millionen Euro um 2,3 Prozent niedriger als im vorhergehenden Jahr.
Zeitungsmarkt
Insbesondere im Printbereich hat sich mit der Deregulierung des Marktes in den vergangenen Jahren auch eine starke Medienkonzentration eingestellt; die beiden Medienkonzerne Sanoma und Alma Media nehmen eine marktbeherrschende Stellung ein. Die 53 Tageszeitungen und 153 weiteren Zeitungen erscheinen in einer Gesamtauflage von 3,3 Millionen Exemplaren, womit Finnland die höchste Gesamtauflage pro Kopf in der EU erreicht. Die bei weitem auflagenstärkste und auch einflussreichste Zeitung ist die Helsingin Sanomat, gefolgt von den überregionalen Boulevardblättern Ilta-Sanomat und Iltalehti. Die Verbreitung der weiteren Zeitungstitel ist regional begrenzt. Das Sprachrohr der schwedischsprachigen Bevölkerung ist das in Helsinki erscheinende Hufvudstadsbladet.
Bibliotheken
Die Finnische Nationalbibliothek verzeichnet insgesamt 5836 Verlage; aber etwa ein Drittel des Umsatzes und gut die Hälfte der Buchproduktion entfällt auf die zehn größten unter ihnen (vor allem Sanoma, Bonnier, Otava). In den 827 Bibliotheken leihen die Finnen im Durchschnitt 13 Bücher pro Jahr aus (in Deutschland: drei Bücher pro Benutzer und Jahr).

### Literatur

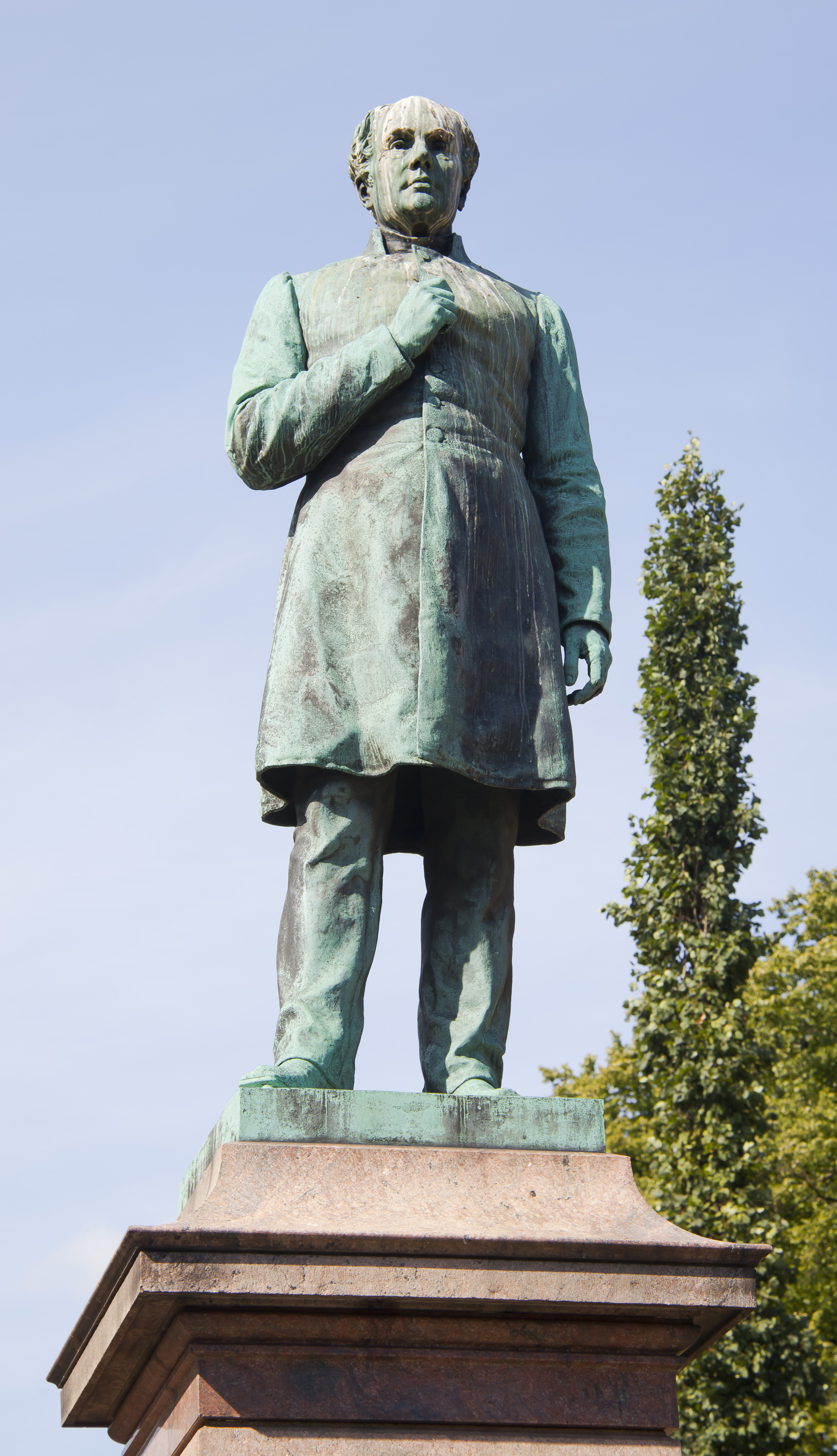
Statue von Johan Ludvig Runeberg in Helsinki

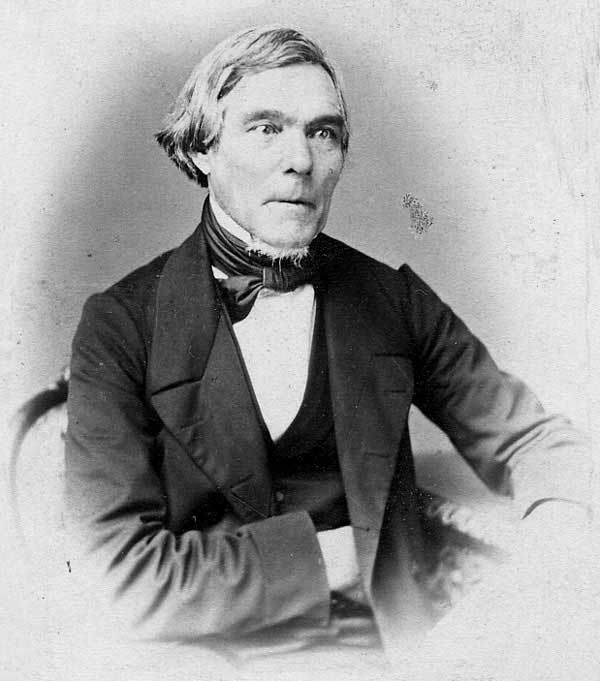
Elias Lönnrot (1880)

### Musik

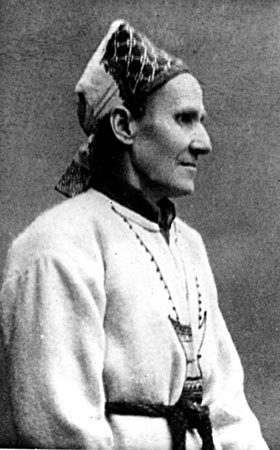
Die Runensängerin Larin Paraske gilt als die wichtigste Überlieferin der finnischen Volksdichtung.

Die finnische Volksmusik speist sich aus zwei Quellen. Die ältere stellen die oft als Kalevala-Musik bezeichneten Weisen dar, in denen die finnische Volksdichtung rezitiert und von Generation zu Generation mündlich überliefert wurden. Diese Runen (finnisch runo) genannten Lieder wurden zumeist in einfachen pentatonischen Melodien gesungen, entweder von einem Solisten oder im Wechselgesang, begleitet von der Kantele, dem finnischen Nationalinstrument. Die zweite Traditionslinie ist die Spielmann-Musik (pelimanni), die sich beginnend im 17. Jahrhundert von Mittel- und Osteuropa nach Finnland verbreitete. Im Gegensatz zu den Runen sind die Spielmannlieder tonal und in den üblichen europäischen Strophen- und Reimformen gehalten. Mit der Gründung eines Sommerfestivals in Kaustinen begann 1968 die bis heute anhaltende Renaissance der finnischen Volks- und Folkmusik. In den 1990er Jahren gelang es Folkbands wie Värttinä, im Rahmen der Weltmusik auch ein internationales Publikum zu erreichen. In diesem Kontext ist mit Interpreten wie Nils-Aslak Valkeapää der gutturale Joik-Gesang der Samen einer breiteren Öffentlichkeit bekannt geworden.
Als Vater der klassischen Musik in Finnland gilt der aus Hamburg stammende Fredrik Pacius, der durch seine Lehrtätigkeit in Helsinki ab 1834 das Idiom der deutschen Romantik nach Finnland vermittelte. Pacius komponierte 1848 zu einem schwedischsprachigen Text von Johan Ludvig Runeberg die finnische Nationalhymne. Auch das Frühwerk Jean Sibelius’ (1865–1957) ist entscheidend von der deutschen Romantik und Anleihen an der finnischen Volksmusik geprägt, doch wurde er insbesondere mit seinen in die Moderne weisenden späteren Orchesterwerken und seinem Violinkonzert zum international meistbeachteten finnischen Komponisten. Seine Musik ist mit ihrem nationalromantischen Pathos für die Finnen in hohem Maße identitätsstiftend und Sibelius für die jüngeren finnischen Komponisten eine Art Überfigur, mit oder gegen die sie ihr eigenes Schaffen definieren.

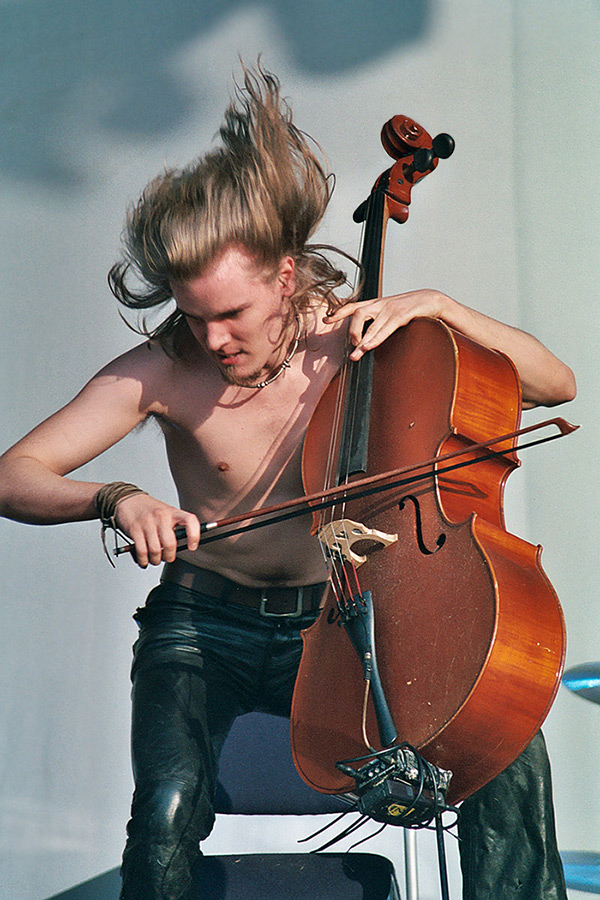
Einen recht eigenen Stil mit Metalsongs auf Violoncelli pflegt die Band Apocalyptica

In jüngerer Zeit haben im Anschluss an die Wiederbelebung der Savonlinna-Opernfestspiele 1967 vor allem die Opern von Kalevi Aho, Aulis Sallinen und Einojuhani Rautavaara international Beachtung erfahren, unter den Opernsängern die Bässe Kim Borg, Martti Talvela und Matti Salminen. Der Klassikernachwuchs wird an der renommierten Sibelius-Akademie ausgebildet, der einzigen Musikhochschule des Landes. Aus der Dirigentenschmiede der Akademie gingen Granden wie Leif Segerstam, Esa-Pekka Salonen und Jukka-Pekka Saraste hervor. Mit mehr als 30 Sinfonieorchestern hat Finnland eine außergewöhnlich hohe Orchesterdichte.
Der international weitgehend unbekannte finnische Schlager erfreut sich seit Beginn des 20. Jahrhunderts einiger Beliebtheit. Waren die Kompositionen in der Vergangenheit teils noch von hohem künstlerischem Anspruch beseelt, so etwa die Lieder Georg Malmsténs und die Couplets von Reino Helismaa und Tapio Rautavaara, so ist der heutige finnische Schlager mit seinen Stars wie Katri Helena zumeist als seichte Unterhaltungsmusik zu bezeichnen. Eine Besonderheit stellt der finnische Tango dar, der mit dem Erfolg des „Tangokönigs“ Olavi Virta seine Hochzeit in den 1940er und 1950er Jahren hatte. Insbesondere Unto Mononens Komposition Satumaa (Märchenland) gilt als Inbegriff finnischer Wehmut. Schlager, Tango und Humppa werden traditionell zum Paartanz in den zahlreichen zumeist außerhalb der Städte am Seeufer gelegenen Tanzpavillons aufgespielt.
Metal ist in Finnland ausgesprochen populär. So kann etwa eine Metal-Band wie Children of Bodom mit einiger Regelmäßigkeit die Spitze der Musikcharts belegen. In zahlreichen Subgenres des Metal haben finnische Bands seit langem große Popularität erreicht und auch Einfluss ausgeübt, so etwa Children of Bodom im Melodic Death Metal, Stratovarius und Sonata Arctica im Power Metal, Finntroll und Korpiklaani im Folk Metal oder Nightwish im Symphonic Metal. Seit Anfang der 2000er Jahre haben finnische Rock- und Metalbands wie HIM, The Rasmus, Negative, Lovex, Sunrise Avenue und Nightwish auch international Charterfolge feiern können. Nachdem Finnland beim im Land vielbeachteten Eurovision Song Contest seit seiner erstmaligen Teilnahme 1961 regelmäßig die hinteren Ränge belegt hatte, gelang der Hardrock-Band Lordi 2006 der erste finnische Sieg in diesem Wettbewerb. Ebenfalls international erfolgreich sind die durch ihre Interpretationen bekannter Pop- und Rocksongs bekannt gewordenen Leningrad Cowboys.

### Bildende Kunst

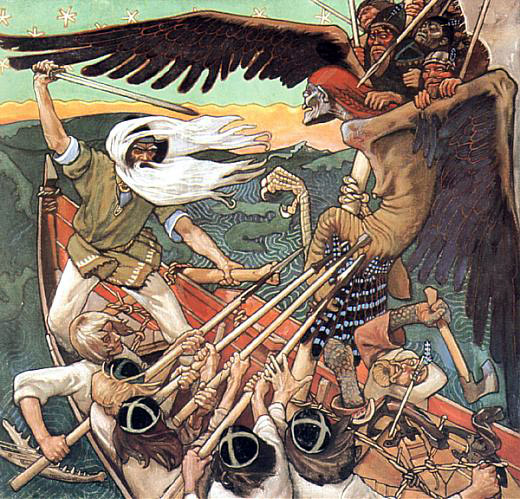
Akseli Gallen-Kallelas Die Verteidigung des Sampo (1896) ist eines der bekanntesten Werke der finnischen Malerei.

Eine eigenständige finnische Kunst entwickelte sich nach bescheidenen Anfängen in der sakralen Kunst des Mittelalters, von denen Wandmalereien in den Kirchen jener Zeit zeugen, erst im 19. Jahrhundert. Anfangs standen die finnischen Künstler des 19. Jahrhunderts wie Robert Wilhelm Ekman, die Brüder Magnus, Wilhelm und Ferdinand von Wright, Werner Holmberg oder Fanny Churberg unter deutschem Einfluss. Mit den Werken Carl Eneas Sjöstrands und Walter Runebergs begann sich auch eine finnische Bildhauerei herauszubilden.
Die Zeit zwischen 1880 und 1910 gilt als „goldenes Zeitalter“ der finnischen Kunst. Die Künstler dieser Epoche wie die Maler Albert Edelfelt, Akseli Gallen-Kallela, Eero Järnefelt, Pekka Halonen und Helene Schjerfbeck oder der Bildhauer Ville Vallgren bezogen ihre Einflüsse nun aus Paris und wurden erstmals auch außerhalb des Landes bekannt. Das sich entwickelnde finnische Nationalbewusstsein und die Russifizierungsbemühungen des russischen Zaren zu jener Zeit führten zu einer Hinwendung zu finnisch-nationalen Themen. Die nationalromantische Begeisterung für das Kalevala und dessen Ursprungsort Karelien manifestierte sich in einer als Karelianismus bekannten Strömung. Vor allem Akseli Gallen-Kallelas Werke zum finnischen Nationalepos prägen bis heute die visuelle Vorstellung vom Kalevala. Während Gallen-Kallelas Anfangswerk noch dem Realismus zuzurechnen ist, wandte er sich später dem Symbolismus zu, den auch Magnus Enckell und Hugo Simberg vertraten.
Im 20. Jahrhundert waren die verschiedenen Stilrichtungen der Moderne in der finnischen Kunst vorherrschend. Nachdem sich Wäinö Aaltonen in den 1920er und 1930er Jahren mit seinen monumentalen Skulpturen zum führenden Bildhauer Finnlands entwickelt hatte, wurde in den 1960er Jahren in der Bildhauerei der konventionelle Stil von abstrakten Plastiken wie Eila Hiltunens Sibelius-Monument verdrängt. Zur gleichen Zeit erlebte die Malerei mit dem Einzug der Informellen Kunst einen radikalen Umbruch.
Das finnische Design genießt dank der funktionalistischen Entwürfe Alvar Aaltos aus den 1930er Jahren und der Erfolge von Designern wie Tapio Wirkkala, Timo Sarpaneva und Kaj Franck in den 1950er Jahren international einen guten Ruf. Bekannte finnische Designermarken sind der Keramikproduzent Arabia, die Glasfabrik Iittala, die Möbelfirma Artek und der Textilproduzent Marimekko.
Die bedeutendste Kunstsammlung des Landes ist die Finnische Nationalgalerie. Sie geht auf die Sammlungen des 1846 gegründeten Finnischen Kunstvereins zurück und wird von vier Museen in der Hauptstadt Helsinki gebildet: Dem Ateneum, dem Kiasma-Museum für zeitgenössische Kunst, dem Sinebrychoff-Kunstmuseum sowie dem Zentralarchiv der bildenden Kunst.

### Film

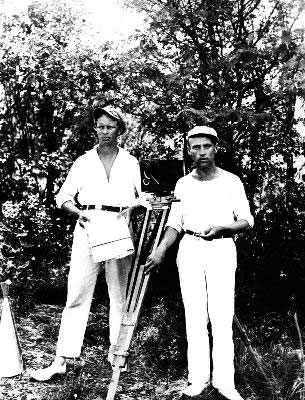
Erkki Karu (links) und Eino Kari (1927)

In Finnland werden jährlich durchschnittlich über vierzig Filme produziert. Ihr Anteil an den Zuschauerzahlen liegt im Schnitt bei 23 %. Aufgrund des bei einer Bevölkerungszahl von 5,6 Millionen kleinen Marktes sind fast alle inländischen Produktionen auf staatliche Filmförderung angewiesen. Diese wird von der dem Bildungsministerium unterstellten Finnischen Filmstiftung (Suomen Elokuvasäätiö) gewährt. Die Stiftung wird größtenteils durch staatliche Sportwetten- und Spielautomaten-Einnahmen finanziert und verteilt Fördermittel von rund 24 Millionen Euro im Jahr in erster Line für die Produktion, aber auch für den Vertrieb finnischer Filme im Ausland.
Der erste in Finnland gedrehte Film war ein kurzer Dokumentarfilm über eine karelische Hochzeit aus dem Jahr 1904, der erste Spielfilm folgte 1907. Als einflussreichster Regisseur und Produzent der Stummfilmära gilt Erkki Karu (1887–1935), dessen Werk wie die meisten Filme jener Zeit eine national gesinnte Linie vertritt. Seine Glanzzeit erlebte der finnische Film zwischen der Einführung des Tonfilms in den 1930er Jahren und dem Beginn des Siegeszugs des Fernsehens in den 1950er Jahren. Damals wurde jeder finnische Film von durchschnittlich 400.000 Zuschauern gesehen, also über einem Zehntel der Bevölkerung. Als Reaktion auf die zurückgehenden Zuschauerzahlen wurde Ende der 1950er Jahre die Filmstiftung gegründet.

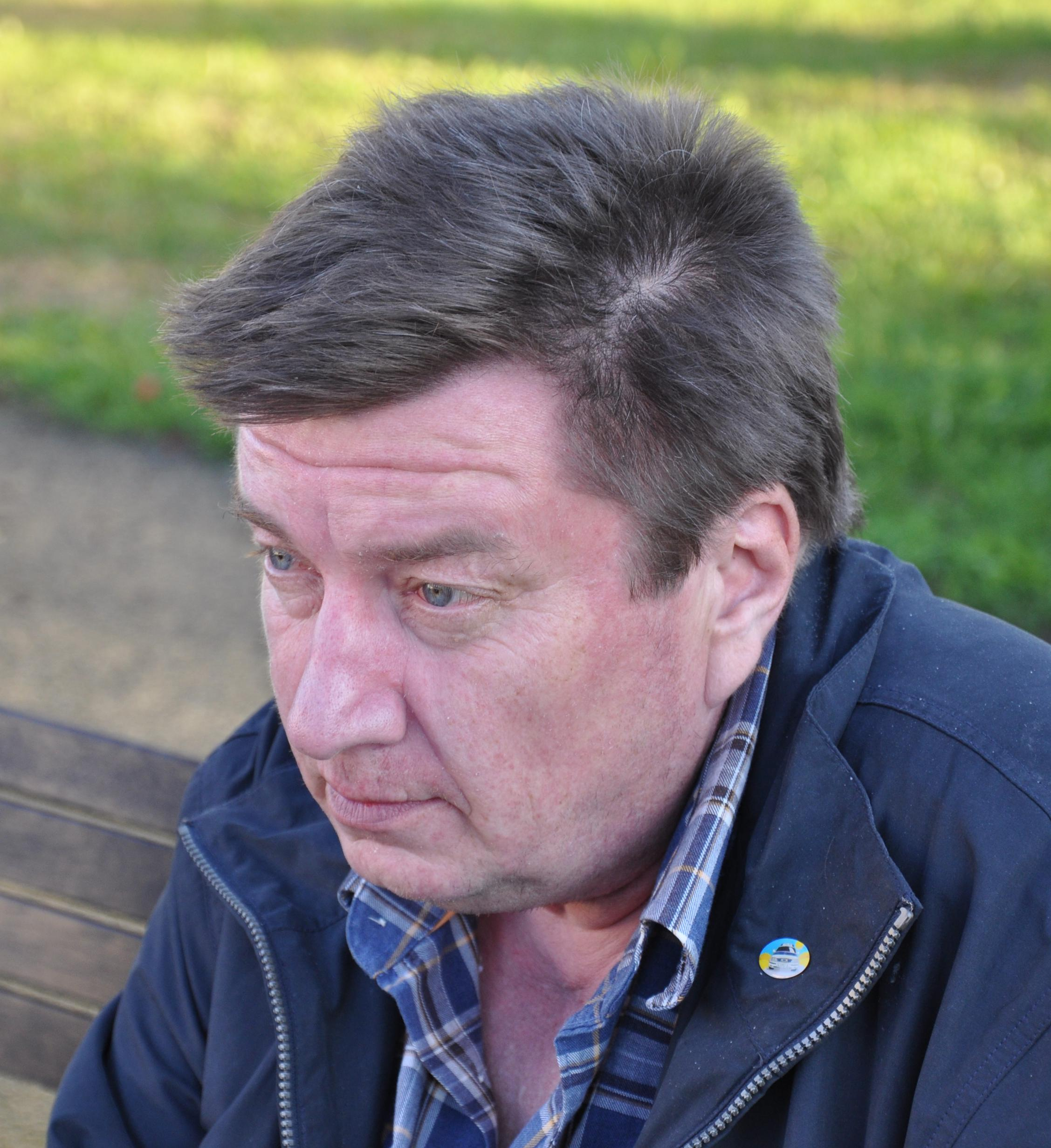
Aki Kaurismäki (2012)

Anfang der 1980er Jahre trat eine neue Generation von Filmemachern in den Vordergrund, deren bekannteste Vertreter die Brüder Aki und Mika Kaurismäki sind. Vor allem Aki Kaurismäki avancierte international zu einem Kultregisseur. Sein Film Leningrad Cowboys Go America (1989) ist einer der international meistbeachteten Filme aus finnischer Produktion, Der Mann ohne Vergangenheit (2002) gewann in Cannes den Großen Preis der Jury und war für den Oscar als bester fremdsprachiger Film nominiert. International ausgezeichnete finnische Schauspieler sind Matti Pellonpää (1951–1995) und Kati Outinen (* 1961), die beide zur konstanten Besetzung in Kaurismäkis Filmen gehören. Anfang der 1990er Jahre konnte sich mit Renny Harlin erstmals ein finnischer Regisseur in Hollywood durchsetzen.
Der erfolgreichste Film in Finnland überhaupt war die Verfilmung des Väinö-Linna-Romans Tuntematon sotilas („Der unbekannte Soldat“, dt. Titel: Kreuze in Karelien) von Edvin Laine aus dem Jahr 1955 mit insgesamt 2,8 Millionen Zuschauern. Der meistgesehene Film des 21. Jahrhunderts ist Aleksi Mäkeläs Pahat pojat von 2002 mit 614.628 Zuschauern. Die Krimi-Filmkomödie Kommissar Palmu irrt sich (Komisario Palmun erehdys, 1960, Regie: Matti Kassila) wurde 2012 in einer von der Rundfunkanstalt Yle organisierten Umfrage von finnischen Filmkritikern und Journalisten zum „besten einheimischen Film aller Zeiten“ gewählt.
In Finnland wird alljährlich ein nationaler Filmpreis vergeben: Seit 1944 werden die besten finnischen Kinoproduktionen und Filmschaffenden mit dem Preis der finnischen Filmakademie (Filmiaura) ausgezeichnet, dem Jussi. Zudem finden zwei international bekannte Filmfestivals statt. Seit 1970 wird in Tampere das Tampere International Short Film Festival, ein vom internationalen Filmproduzentenverband FIAPF akkreditiertes Kurzfilmfestival, veranstaltet. Das Midnight Sun Film Festival gehört zu den exotischeren Filmfestivals, findet es doch in Sodankylä statt, fast 100 Kilometer nördlich des Polarkreises. Es wurde 1986 von den Kaurismäki-Brüdern als eine Art Gegenveranstaltung zu glamourösen Filmfestspielen wie in Cannes ins Leben gerufen.

### Sport

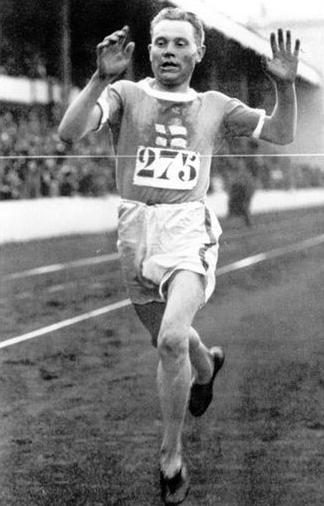
Paavo Nurmi (hier in Antwerpen) war einer der erfolgreichsten Leichtathleten aller Zeiten

Finnland gilt als sehr sportbegeistertes Land, sowohl was den Breitensport als auch das Zuschauerinteresse angeht. Rund 1,1 Millionen Finnen (über ein Fünftel der Bevölkerung) sind Mitglieder von Sportvereinen. Populäre Sportveranstaltungen erreichen im finnischen Fernsehen regelmäßig Zuschauerzahlen von bis zu 1,4 Millionen.
Erfolge bei sportlichen Wettkämpfen sind für die Finnen ein wichtiger Teil ihrer nationalen Identität. Erfolgreiche Sportler werden als Nationalhelden angesehen. Vor allem in den Zwanzigerjahren des 20. Jahrhunderts waren finnische Leichtathleten erfolgreich. Bei den Olympischen Spielen 1924 in Paris belegte Finnland gar den zweiten Platz im Medaillenspiegel. Paavo Nurmi, der „fliegende Finne“, ist mit neun Goldmedaillen einer der erfolgreichsten Athleten der Olympia-Geschichte. Ihm wird nachgesagt, er habe „Finnland auf die Weltkarte gelaufen“. Bis in die heutige Zeit erfolgreich sind insbesondere Speerwerfer wie der Weltmeister von 2007 Tero Pitkämäki. Besonders ausgeprägt ist von jeher die sportliche Rivalität zum Nachbarland Schweden, die sich im Stellenwert des jährlich ausgetragenen finnisch-schwedischen Länderkampfes widerspiegelt.
Der Finnische Arbeitersportverband stand der Gewerkschaftsbewegung nahe und startete nicht bei bürgerlichen Wettkämpfen. Es ist Erik von Frenckell zu verdanken, dass nach dem Zweiten Weltkrieg für die Nationalmannschaft eine Startgemeinschaft der beiden Verbände entstand, so dass die Olympischen Sommerspiele 1952 in Helsinki zu einem Meilenstein der Sportgeschichte Finnlands wurden, da nun auch im Sport die nationale Einheit demonstriert werden konnte. Ursprünglich sollte Helsinki bereits die Spiele 1940 austragen, die aber wegen des Zweiten Weltkrieges abgesagt werden mussten. Dieses internationale Ereignis war für das kleine Land, das sich gerade erst von den Kriegsfolgen erholte, eine Möglichkeit, sich der Weltöffentlichkeit zu präsentieren. Der Sport wird oft auch als Verkörperung der finnischen Nationaltugend sisu (etwa: Beharrlichkeit, Ausdauer) angesehen. Ein gerne genanntes Beispiel ist der viermalige Olympiasieger Lasse Virén, der bei den Olympischen Spielen 1972 in München trotz eines Sturzes mit Weltrekordzeit die Goldmedaille über 10.000 Meter gewann. Entsprechend groß war der Schock nach dem Dopingskandal bei der Nordischen Skiweltmeisterschaft 2001 in Lahti, als sich herausstellte, dass die finnischen Skilangläufer systematisch gedopt hatten.

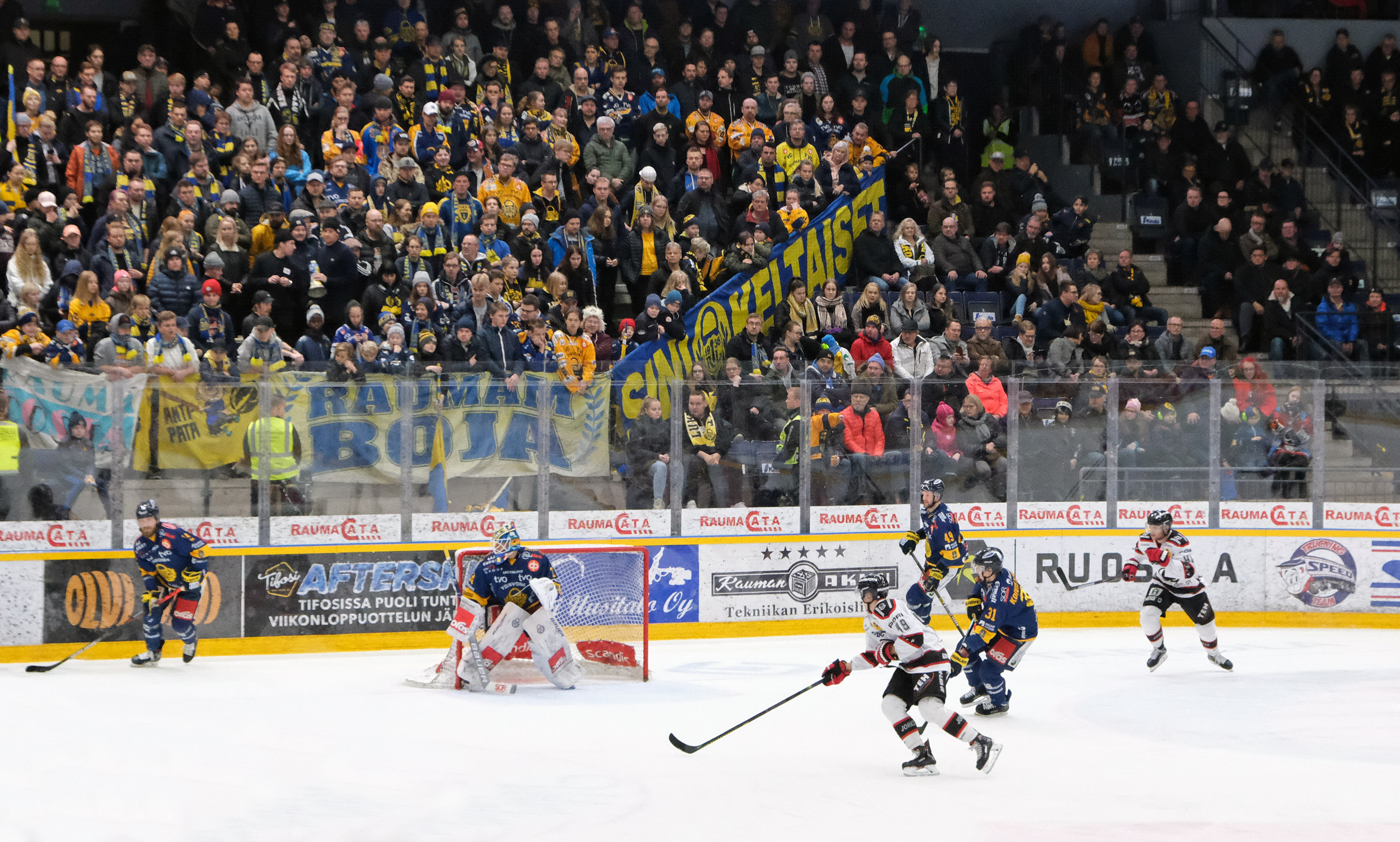
Eishockey ist die populärste Mannschaftssportart in Finnland

Neben der Leichtathletik besitzen insbesondere Wintersportarten eine lange Tradition. Im Skilanglauf konnte Finnland unter anderen mit Veikko Hakulinen, Eero Mäntyranta, Marja-Liisa Kirvesniemi und Mika Myllylä immer wieder Olympiasieger und Weltmeister stellen. In den letzten Jahren konnten Skispringer wie Janne Ahonen und Matti Hautamäki an die Erfolge von Matti Nykänen und Toni Nieminen anknüpfen. Im Biathlon konnte Kaisa Mäkäräinen als erste Finnin den Weltcup der Saison 2010/11 und eine Goldmedaille bei Weltmeisterschaften (2011) gewinnen.
Die populärste Mannschaftssportart ist Eishockey. Spieler wie Teemu Selänne, Saku Koivu und Jere Lehtinen waren Stars in der NHL, heute (2020) zählen Spieler wie Sebastian Aho, Patrik Laine und Tuukka Rask zu den finnischen NHL-Stars. Die finnische Liiga (bis 2013 SM-liiga) gehört zu den europäischen Spitzenligen. Die größten Erfolge der finnischen Eishockeynationalmannschaft waren die Weltmeisterschaftssiege 1995, 2011, 2019 und 2022. Als finnischer Nationalsport gilt indes das im Ausland weitgehend unbekannte Pesäpallo (Finnisches Baseball), das allerdings im Zuschauerinteresse klar hinter dem Eishockey liegt.
Fußball hat in Finnland weniger Popularität als Eishockey. Die finnische Fußballnationalmannschaft nahm 2021 an der Fußball-Europameisterschaft teil, nachdem sie sich zum ersten Mal für eine Welt- oder Europameisterschaft qualifiziert hatte. Jedoch spielen oder spielten einige finnische Fußballer wie Jari Litmanen, Sami Hyypiä und Mikael Forssell erfolgreich im Ausland und haben damit die Beliebtheit der Sportart in Finnland gesteigert. Erfolgreicher ist die Nationalmannschaft der Frauen, die bei der Europameisterschaft 2005 überraschend das Halbfinale erreichte.
Weitere beliebte Mannschaftssportarten sind Floorball, wo die finnische Nationalmannschaft sowohl bei Männern als auch Frauen zur Weltspitze gehört, und Basketball, wo die finnische Nationalmannschaft der Männer zuletzt in aufsteigender Form war und sich 2014 erstmals für die Weltmeisterschaft qualifizierte. Lauri Markkanen schaffte es als erster Finne, sich in der NBA zu etablieren, weitere bekannte finnische Basketballspieler sind Hanno Möttölä, Petteri Koponen, Kimmo Muurinen und Carl Lindbom.
Sehr populär ist in Finnland der Motorsport. Formel-1-Rennen erreichen dank der Weltmeister Kimi Räikkönen oder zuvor Mika Häkkinen und Keke Rosberg regelmäßig hohe Einschaltquoten. Rallye gilt als finnische Domäne, das Land brachte bisher fast die Hälfte aller Rallye-Weltmeister hervor.
Der finnische Speedway- und Langbahnpilot Joonas Kylmäkorpi gewann 2013 zum vierten Mal hintereinander die Langbahn-Weltmeisterschaft. Jarmo Hirvasoja gewann für Finnland die Eisspeedway-Weltmeisterschaft.
Special Olympics Finnland wurde 1990 gegründet und nahm mehrmals an Special Olympics Weltspielen teil.